# Pfeifenblumen
Die Pfeifenblumen (Aristolochia), auch Pfeifenwinden oder Osterluzei genannt, sind eine Pflanzengattung in der Familie der Osterluzeigewächse (Aristolochiaceae). Die 300 bis 550 Arten sind in vielen Klimagebieten weitverbreitet. Einige Kletterpflanzenarten sind wegen ihrer herzförmigen Laubblätter und ungewöhnlich geformten Blüten am häufigsten in Kultur.

## Beschreibung

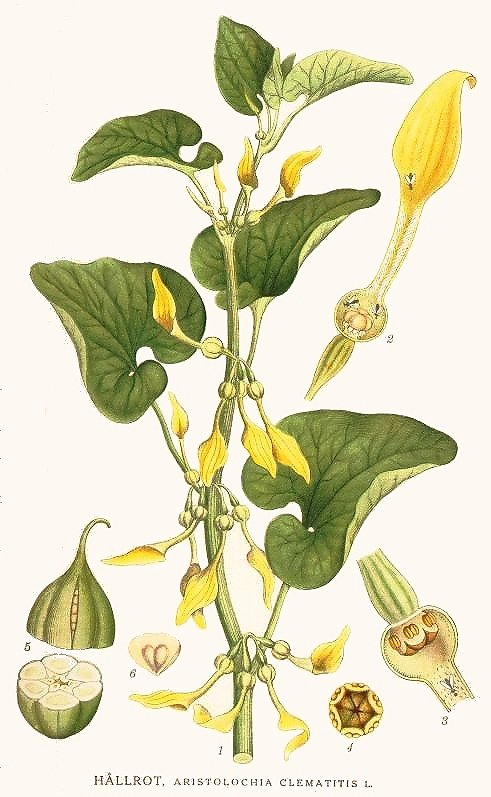
Illustration der Gewöhnlichen Osterluzei (Aristolochia clematitis)

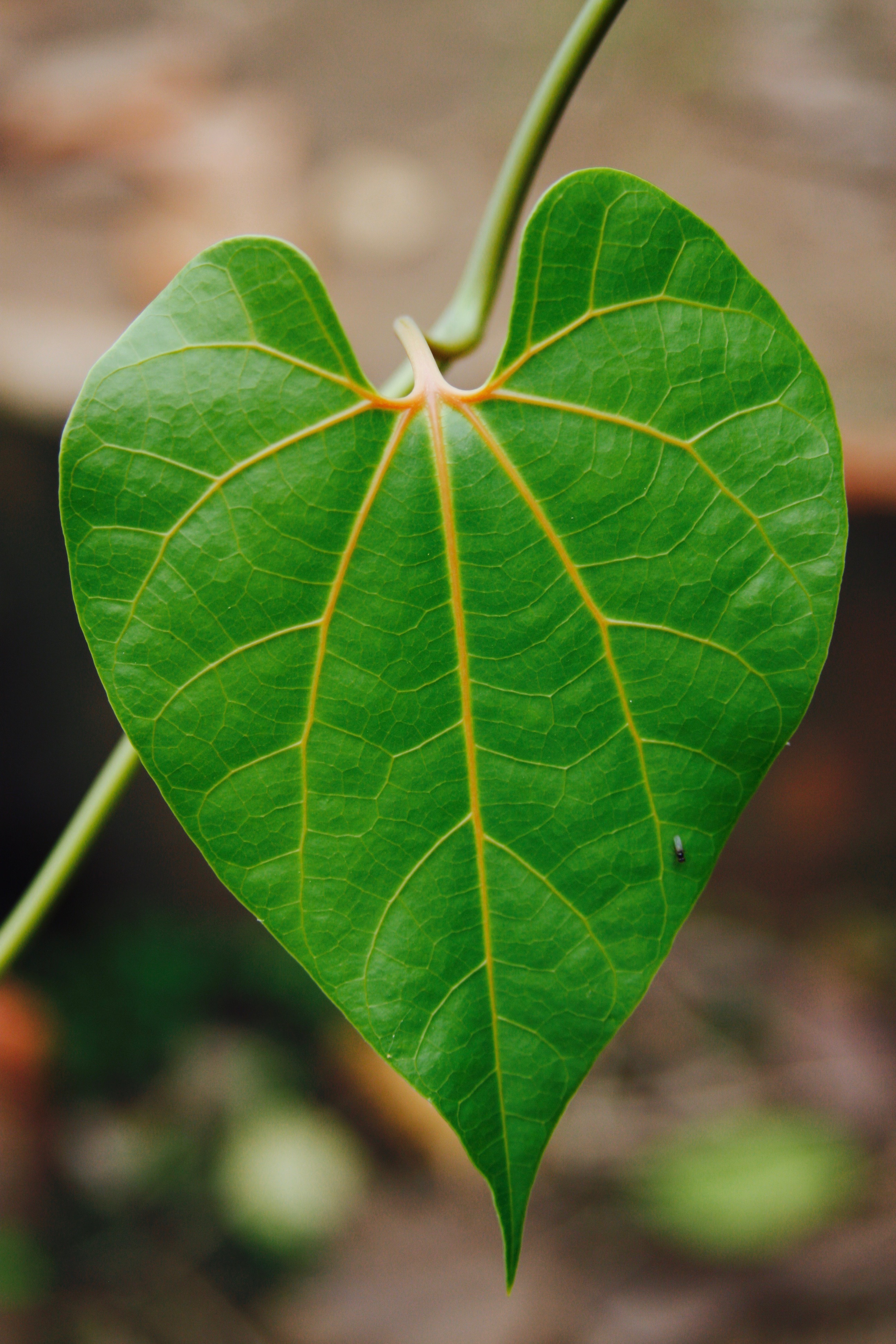
Laubblatt von Aristolochia didyma

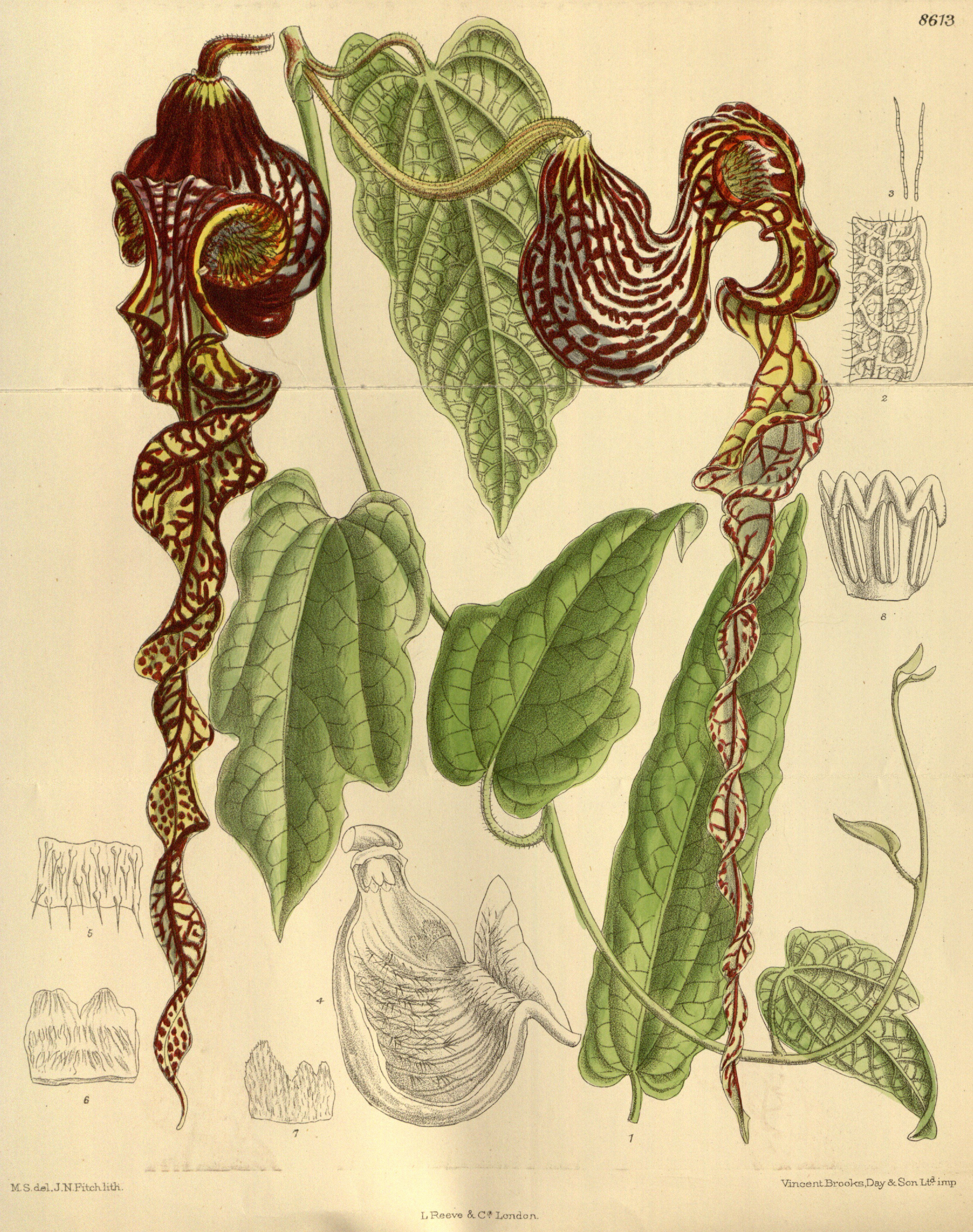
Illustration von Aristolochia weddellii var. rondoniana

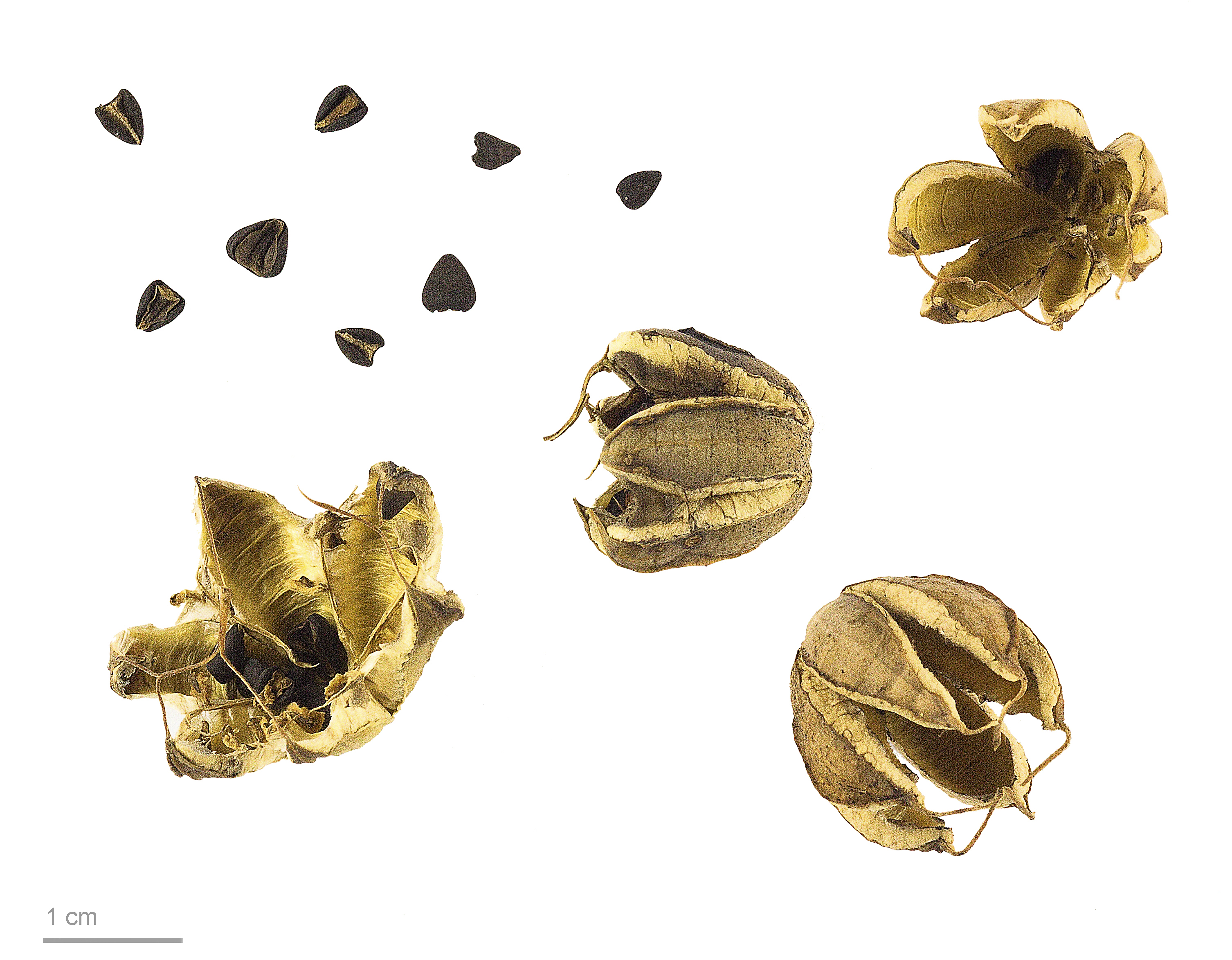
Reife Kapselfrüchte und Samen von Aristolochia pistolochia

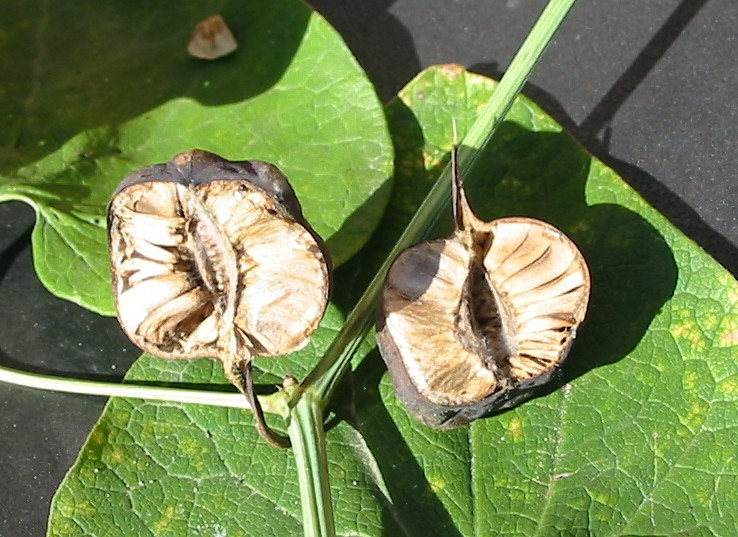
Reife geöffnete Frucht der Gewöhnlichen Osterluzei (Aristolochia clematitis)

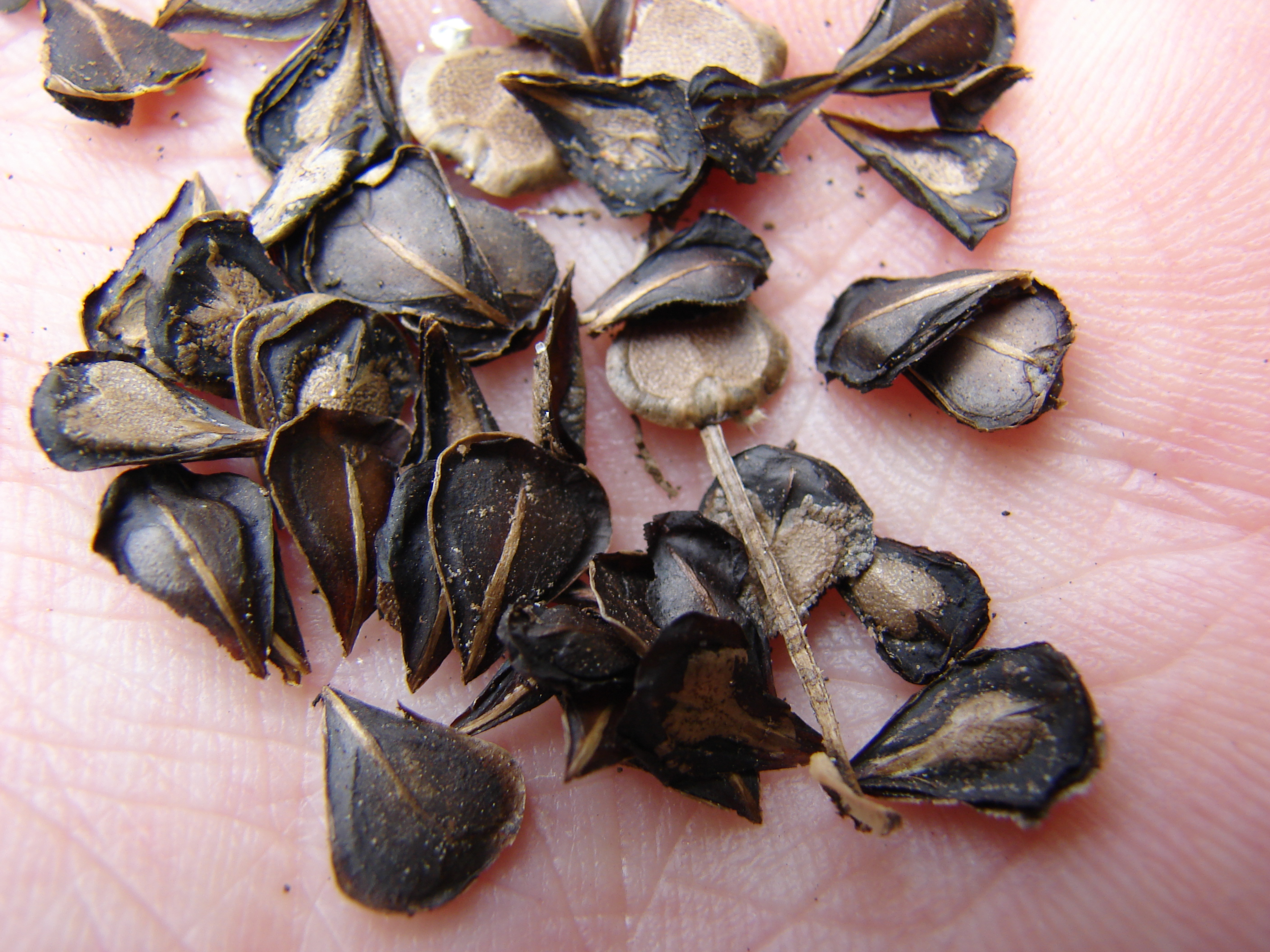
Samen von Aristolochia littoralis

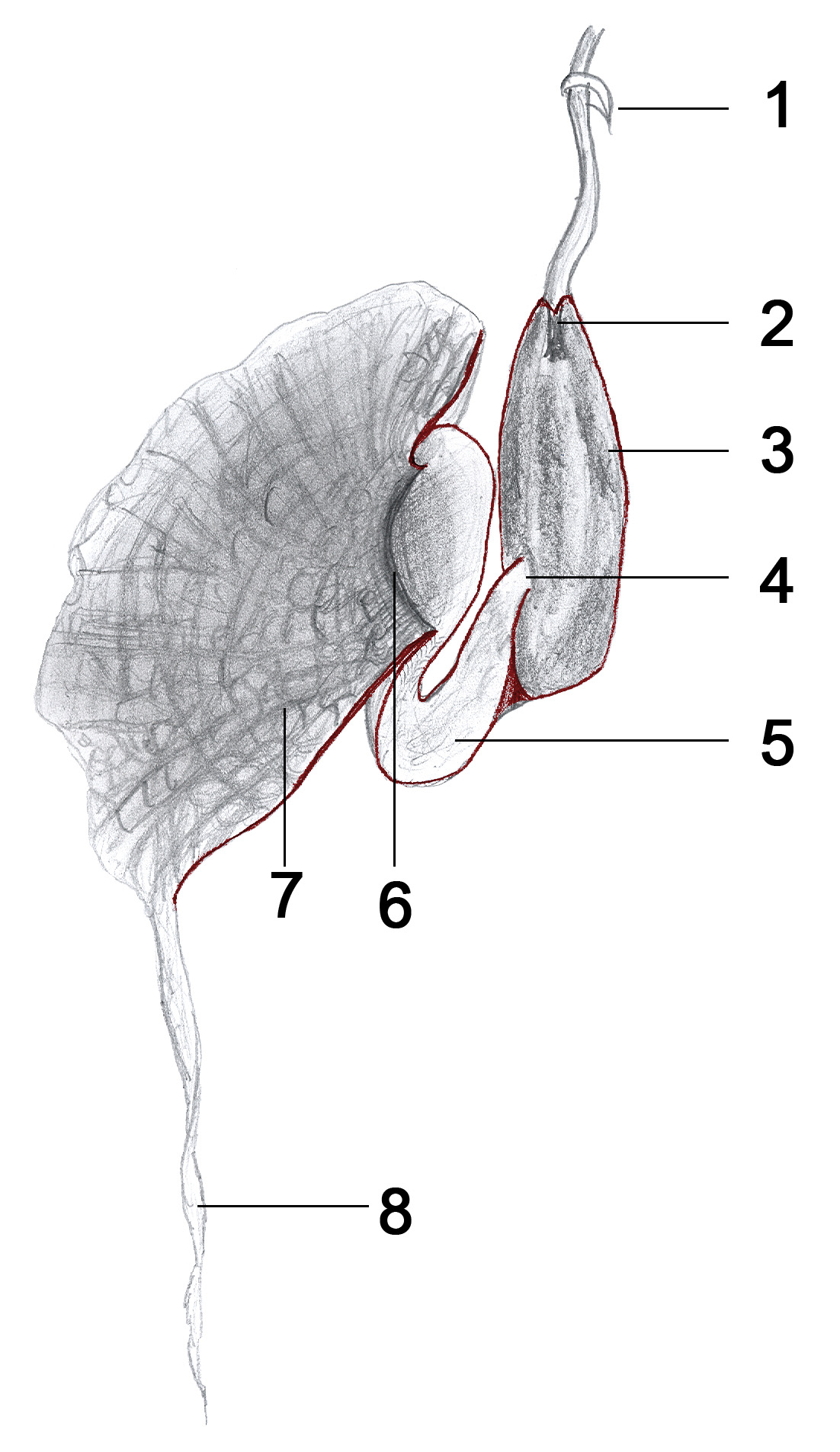
Illustration von Aristolochia grandiflora: 1 Deckblatt, 2 Gynostemium, 3 Kessel (Utrikel), 4 Reusenmund (Syrinx), 5 Gleitrohr mit Reusenhaaren, 6 Wulst, 7 Kelchlippe, 8 Fortsatz (Appendix)

### Erscheinungsbild und Blätter
Aristolochia-Arten wachsen als immergrüne oder laubabwerfende, verholzende Sträucher oder Kletterpflanzen (Lianen) oder selten selbständig aufrechte, meist niederliegende, klimmende oder kletternde, ausdauernde krautige Pflanzen. Als Überdauerungsorgane werden oft Knollen gebildet. Die Pflanzenteile enthalten oft essenzielle Öle. Es kommt Sekundäres Dickenwachstum ausgehend von einem konventionalen Kambiumring vor.
Die wechselständig und schraubig angeordneten Laubblätter sind manchmal in eine Blattscheide, aber immer in Blattstiel und Blattspreite gegliedert. Die sehr kurzen bis langen Blattstiele sind oft auf der oberen Seite gerillt. Die häutigen bis ledrigen Blattspreiten sind einfach und oft herzförmig oder seltener drei- bis siebenlappig. Die Laubblätter können drüsig punktiert sein. Die Blattnervatur ist je nach Art sehr unterschiedlich. Es sind keine Nebenblätter, aber es sind manchmal „Pseudostipeln“ vorhanden.

### Blütenstände und Blüten
Die Blüten stehen einzeln in den Blattachseln oder am Stamm (Kauliflorie) oder zu mehreren in seitenständigen oder stammbürtigen, zymösen, traubigen, rispigen oder ährigen Blütenständen zusammen. Es sind Hochblätter vorhanden.
Die kleinen bis großen, schlecht riechenden oder geruchlosen Blüten sind meist stark zygomorph, seltener radiärsymmetrisch und dreizählig mit einer einfachen Blütenhülle. Es sind nur Kelchblätter aber keine Kronblätter vorhanden. Die drei Kelchblätter sind zu einer Röhre verwachsen. Die innen oft behaarte Kelchröhre ist oft verlängert und gerade oder nahe ihrer Basis gebogen bis S-förmig, sowie oben zylindrisch oder trichterförmig mit einer zungen-, scheiben- oder fast schildförmigen Kelchlippe, die in ein bis drei Kelchlappen oder seltener bis zu sechs Kelchzähnen endet. Die Farben der Kelchblätter reichen von grün, braun über rot bis purpurfarben. Es sind selten drei, fünf, meist sechs oder zwölf fertile Staubblätter vorhanden, die untereinander zu einer Röhre und mit dem Griffel zu einem Gynostemium verwachsen sind. Drei, fünf oder meist sechs Fruchtblätter sind zu einem unterständigen, drei-, fünf- oder sechskammerigen und drei-, fünf- oder sechskantigen Fruchtknoten vollständig verwachsen. Der Griffelbereich des Gynostemiums ist drei-, fünf- oder sechslappig. Die tetrasporangiaten Staubbeutel können Anhängsel besitzen. Jede Fruchtknotenkammer enthält 20 bis 50 hängende oder horizontale, meist anatrope Samenanlagen in zentralwinkelständiger Plazentation. An der Basis der Kessel befinden sich zwei bis sechs Nektarien. Ein Diskus kann vorhanden sein.

### Früchte und Samen
Die trockenen Kapselfrüchte öffnen sich bei Reife scheidewandspaltig = septizid mit drei oder fünf, aber meist sechs Fruchtklappen je nach Art von der Spitze oder der Basis ausgehend (selten bleiben sie geschlossen) und enthalten viele Samen.
Die flachen oder plano-konvexen, eiförmigen oder dreieckigen Samen besitzen manchmal Flügel oder manchmal häutige Elaiosome. Es ist ölhaltiges Endosperm und zur Samenreife ein nur rudimentärer bis schwach entwickelter Embryo vorhanden. Die Samenschale (Testa) ist glatt oder besitzt Warzen.

### Chromosomensätze
Die Chromosomengrundzahlen betragen x = 6, 7, 8.

## Inhaltsstoffe
Aristolochia-Arten enthalten oft Aristolochiasäuren. In den Wurzeln der Gewöhnlichen Osterluzei (Aristolochia clematitis) sind bis zu 1 Prozent Aristolochiasäuren enthalten. Diese sind gefährlich. Aristolochiasäuren wirken genotoxisch, nephrotoxisch und im Tierversuch sogar cancerogen. Ebenso könne ein Zusammenhang mit Urothelkarzinomen beim Menschen bestehen.

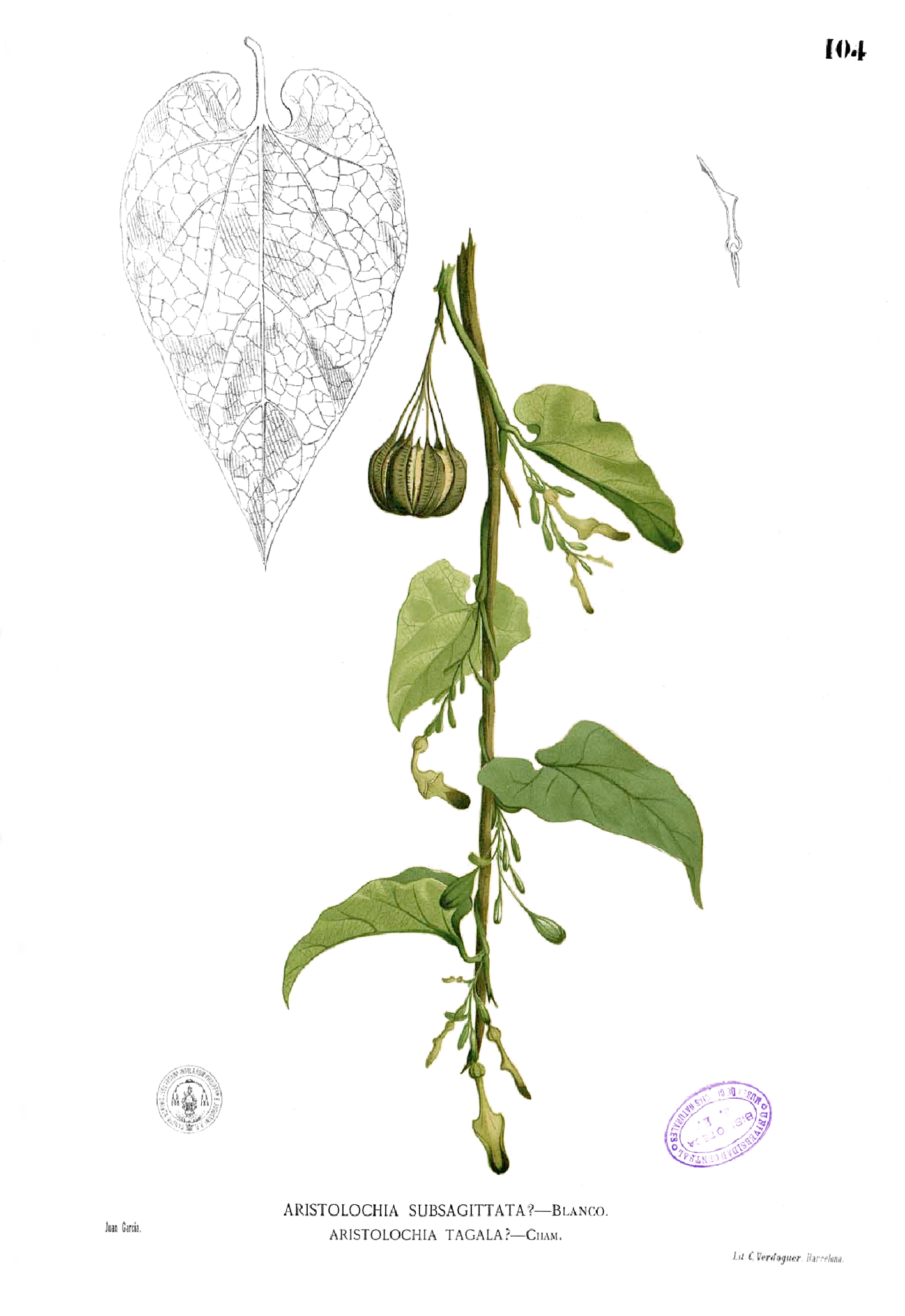
Illustration von Aristolochia tagala

## Ökologie
Die Bestäubung erfolgt durch Insekten (Entomophilie), meist Zweiflügler (Diptera). Die Blüten vieler Arten besitzen einen besonderen Bestäubungsmechanismus: Sie sind „Kesselfallenblumen“. Sie riechen stark, um bestimmte Insekten anzulocken. Der innere Bereich der Blütenröhre ist behaart, dies sorgt dafür, dass das angelockte Insekt die Blüte erst wieder verlassen kann, wenn es mit Pollen bedeckt ist und so weitere Blüten bestäuben kann.

## Systematik
Die Gattung Aristolochia gehört zur Unterfamilie Aristolochioideae in der Familie der Aristolochiaceae.

### Taxonomie
Die Erstveröffentlichung der Gattung Aristolochia erfolgte 1753 durch Carl von Linné in Species Plantarum, Tomus 2, S. 960–962. Als Lectotypus wurde 1913 Aristolochia rotunda L. festgelegt. Synonyme für Aristolochia L. sind bis 2019: Einomeia Raf., Endodeca Raf., Euglypha Chodat & Hassl., Holostylis Duch. und Isotrema Raf. Der Gattungsname Aristolochia ist schon bei Theophrast der Name einer Aristolochia-Art und leitet sich (gemäß Wouter S. van den Berg über griechisch ἀριςτη ταἶς λοχείας) von den altgriechischen Wörtern āριστος áristos für „sehr gut“ und λóχος lóchos für „Niederkunft“ oder „Geburt“ ab, dies bezieht sich auf die Verwendung der Droge als obstetrisches Mittel ab.

### Innere Systematik und botanische Geschichte

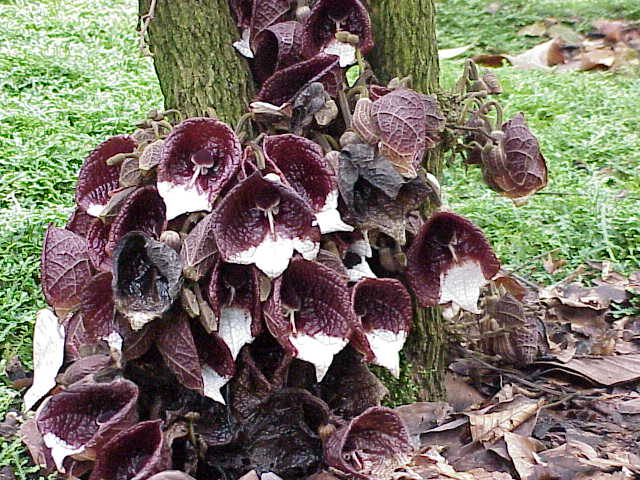
Kauliflorie bei Aristolochia arborea

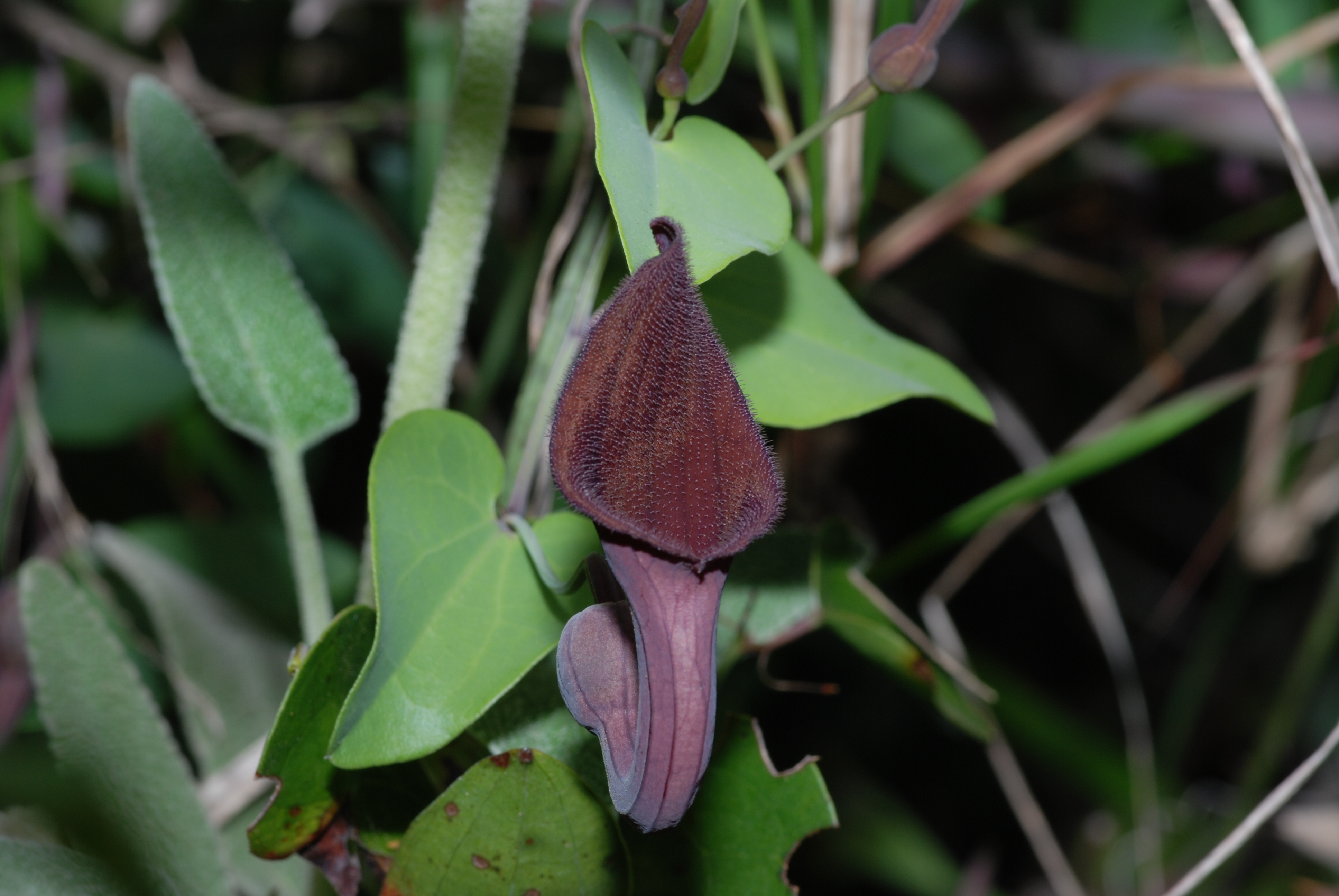
Südspanische Osterluzei (Aristolochia baetica)

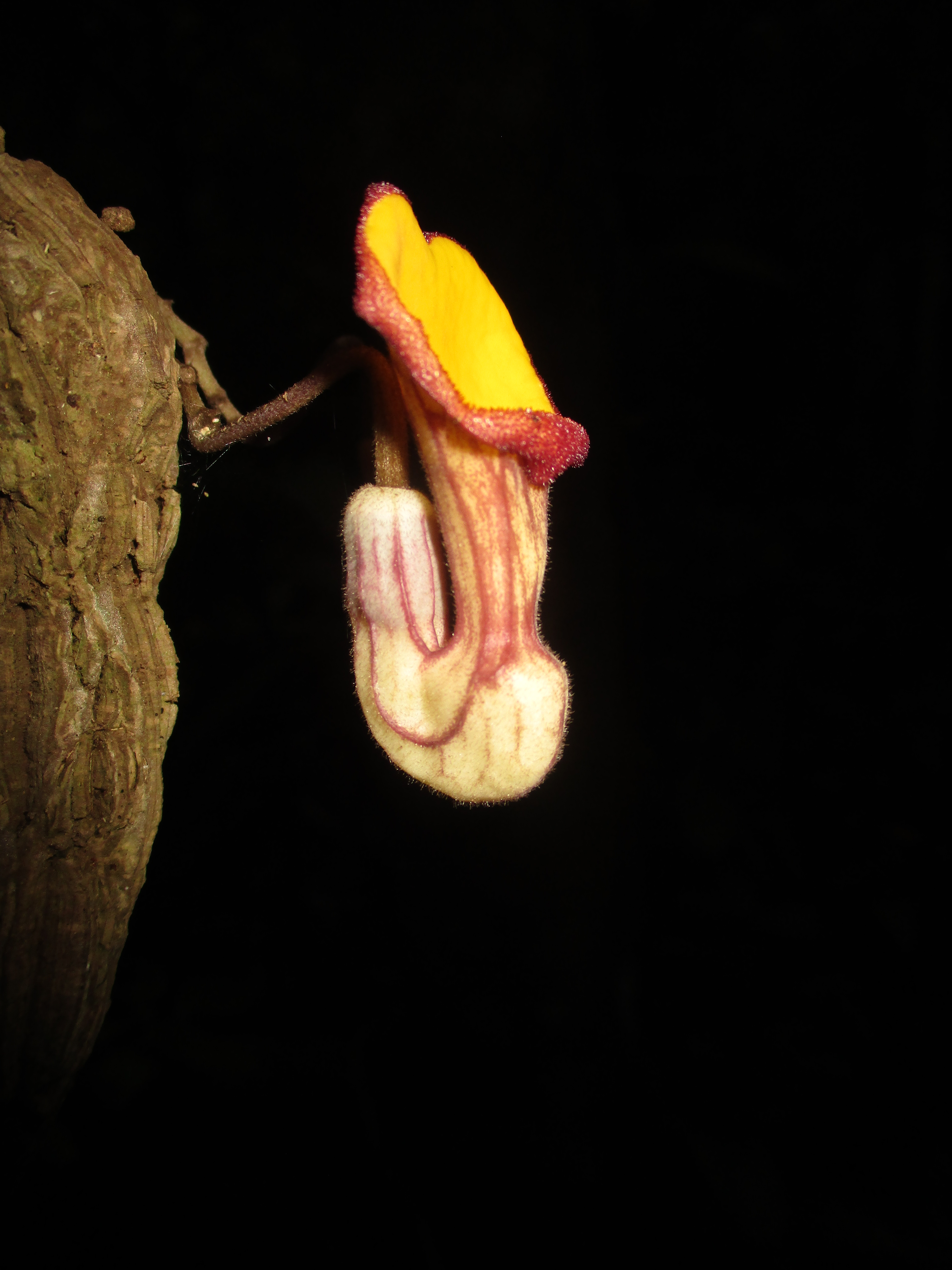
Blüte von Aristolochia balansae

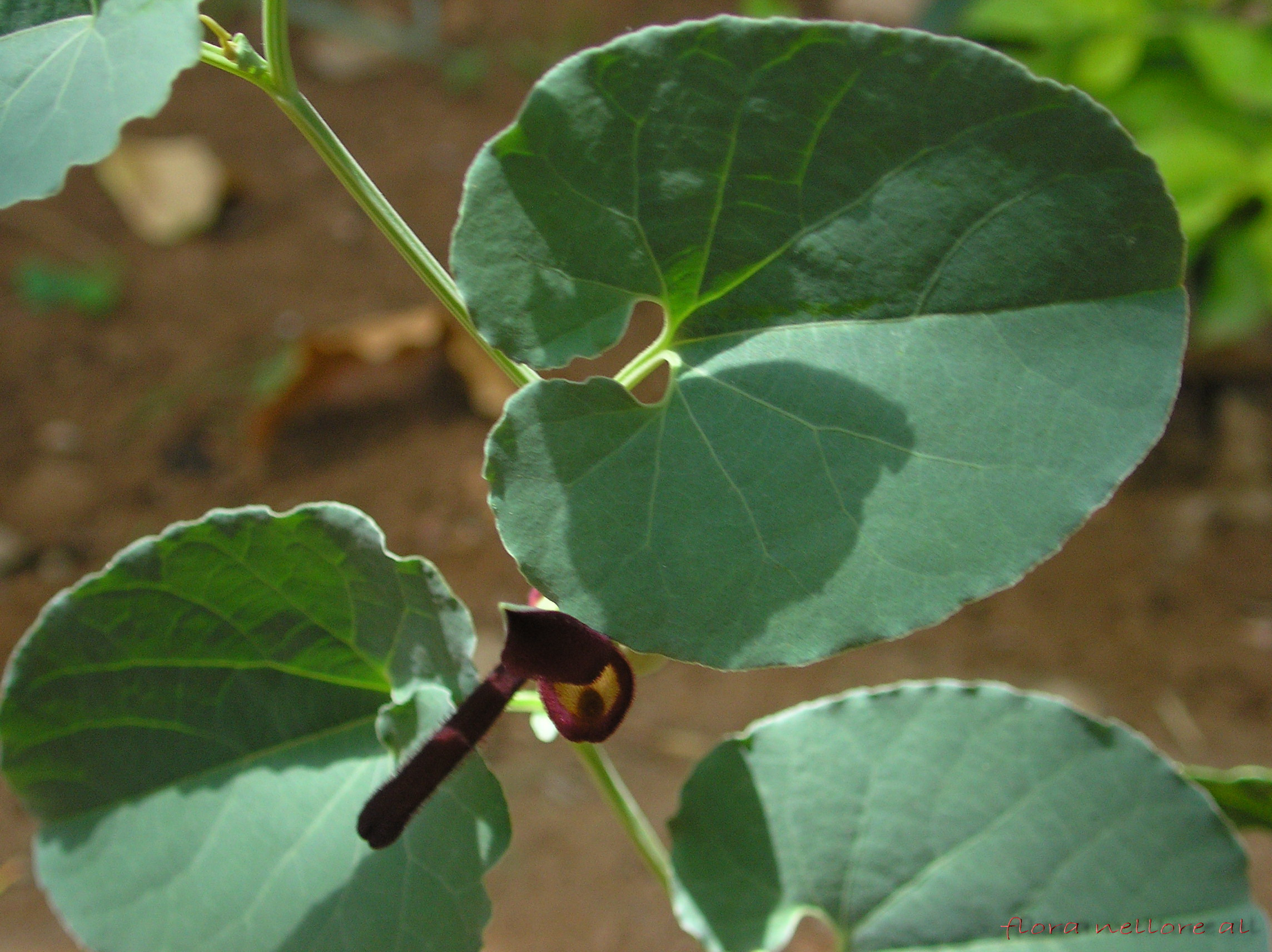
Aristolochia bracteolata

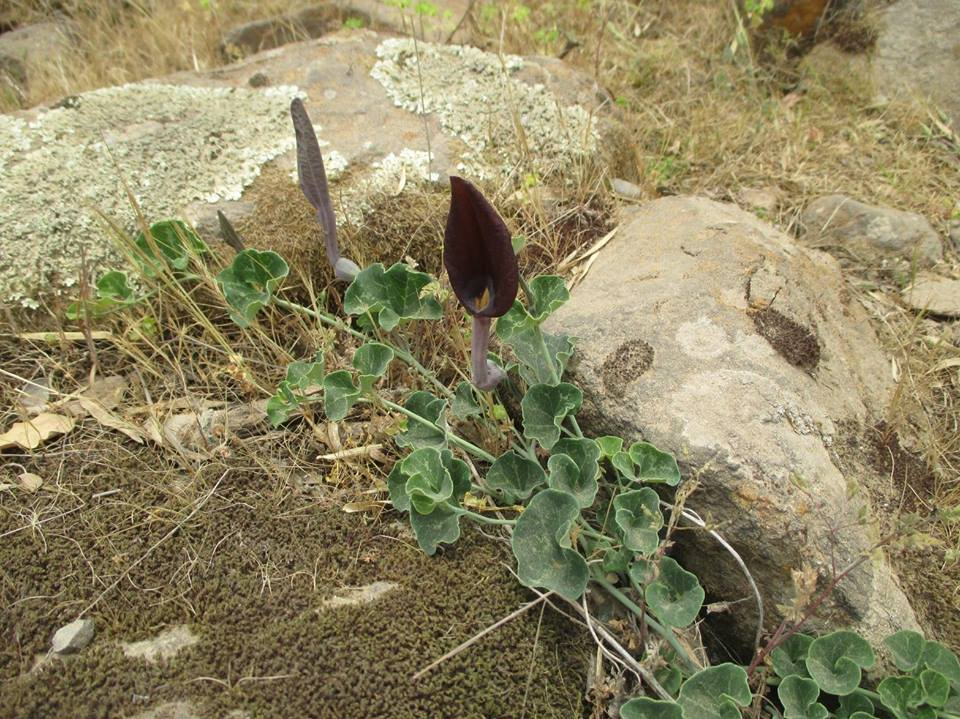
Habitus, Laubblätter und Blüten von Aristolochia bridgesii

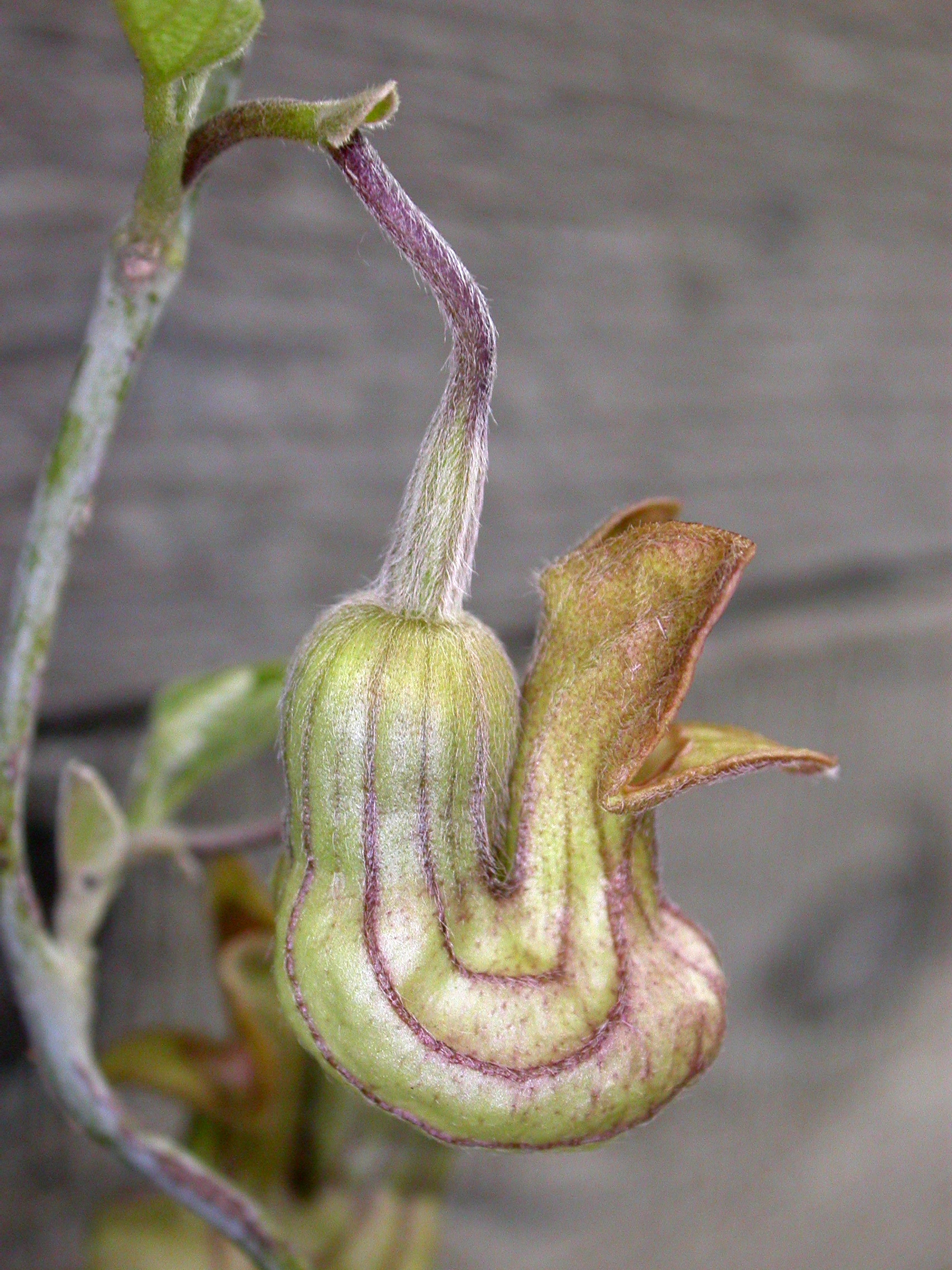
Aristolochia californica

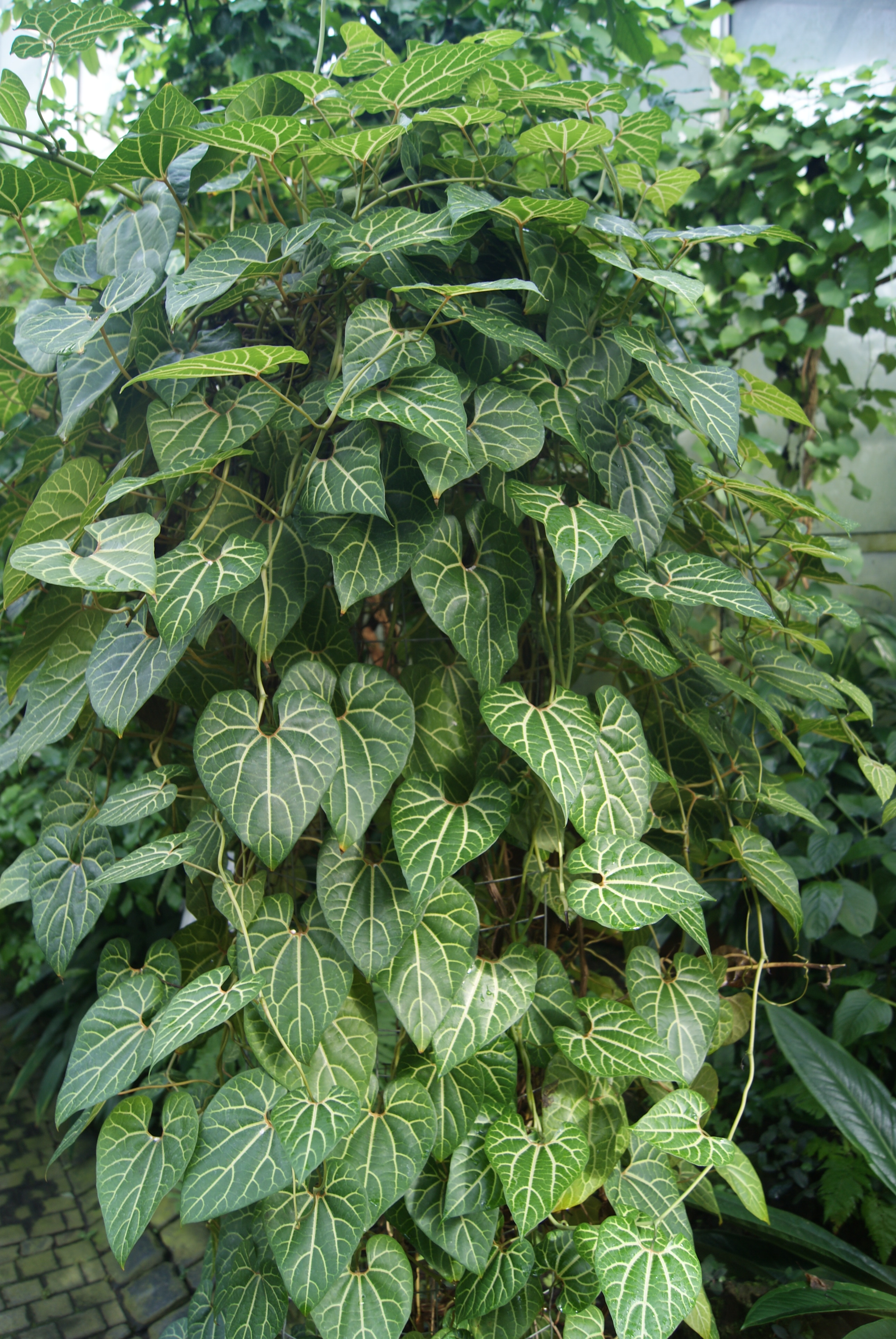
Habitus und Laubblätter von Aristolochia cauliflora

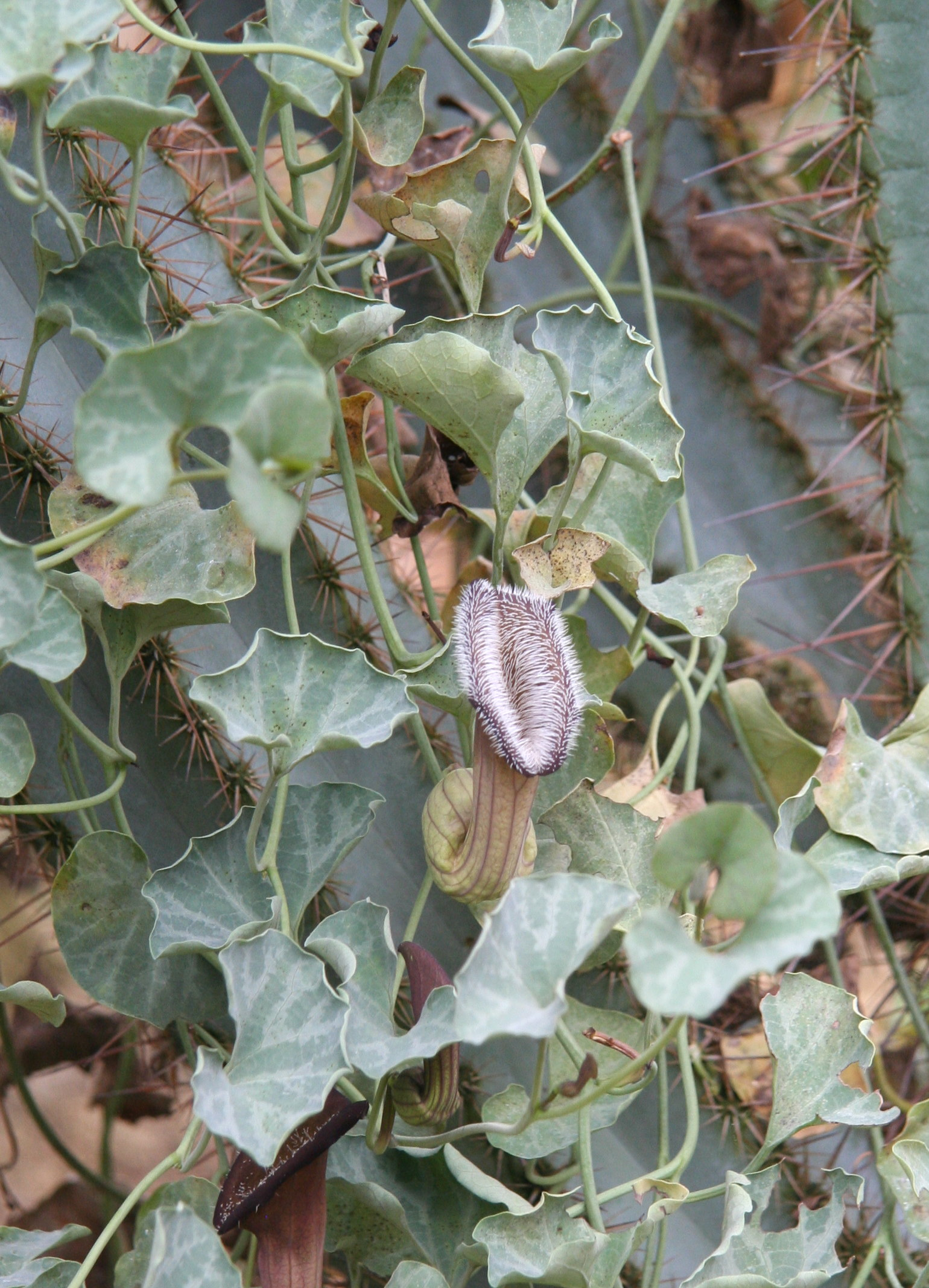
Aristolochia chilensis

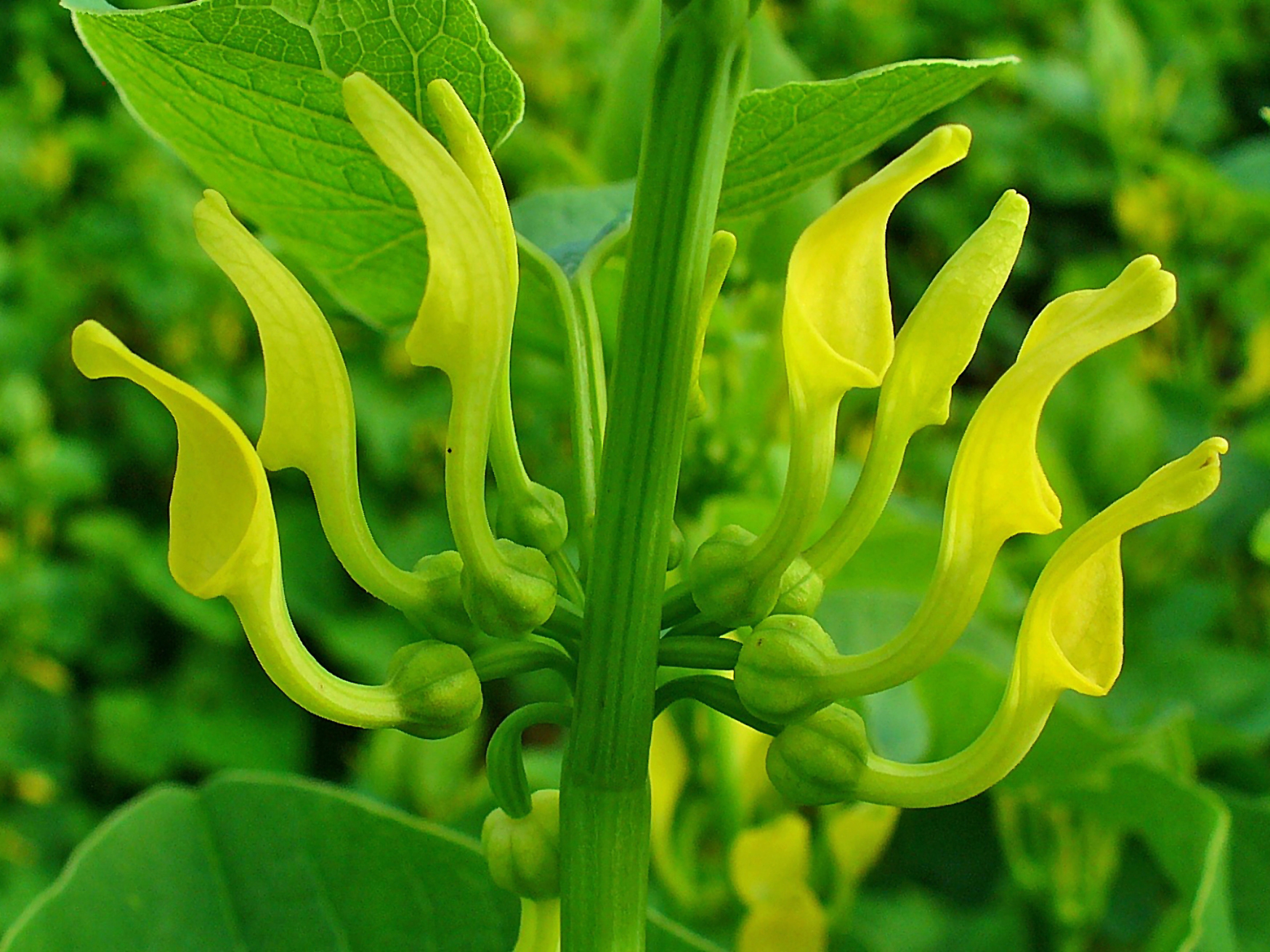
Blüten der Gewöhnlichen Osterluzei (Aristolochia clematitis)

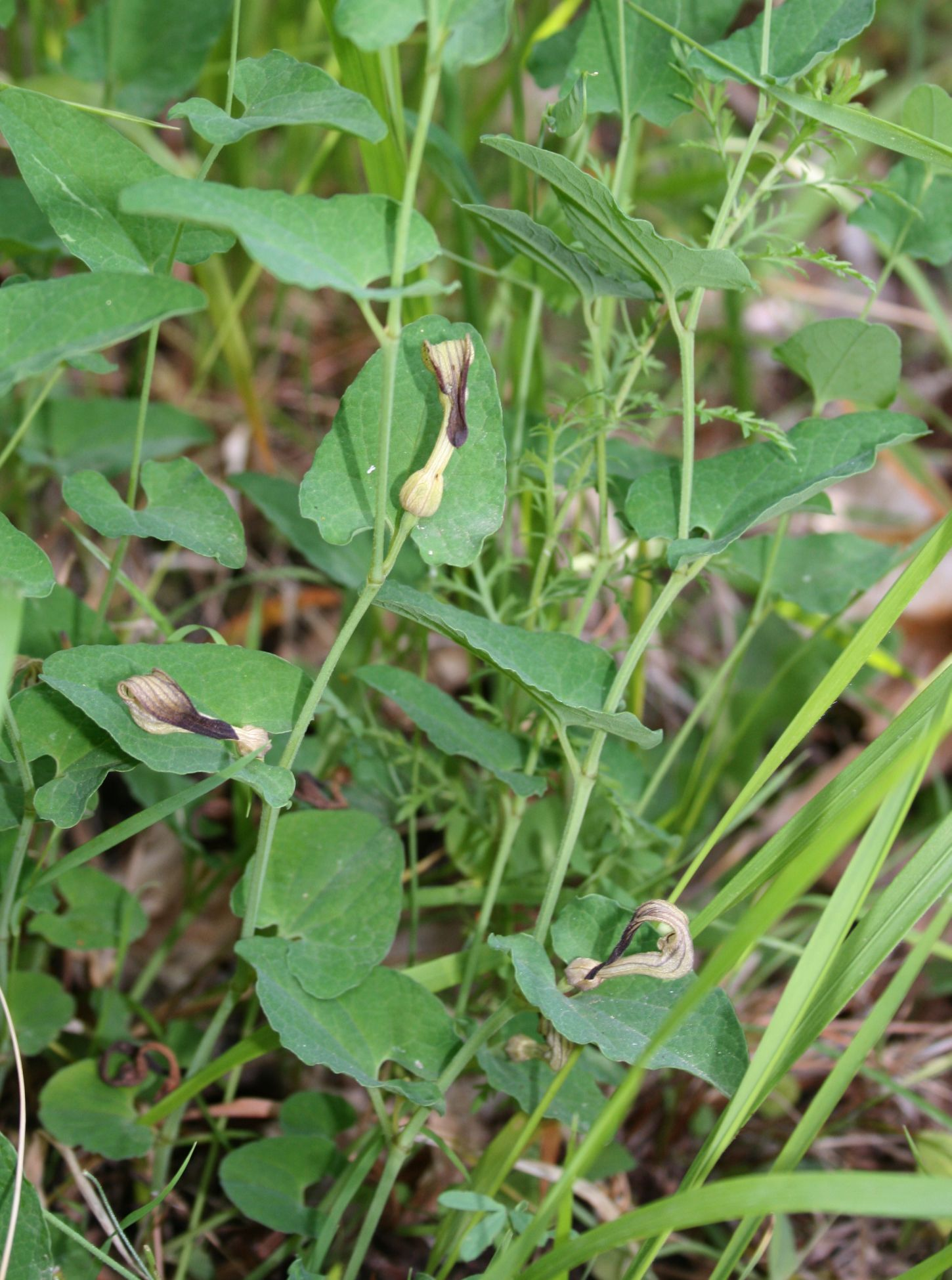
Aristolochia clusii

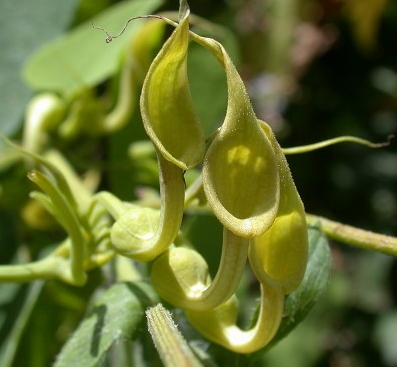
Blüten von Aristolochia contorta

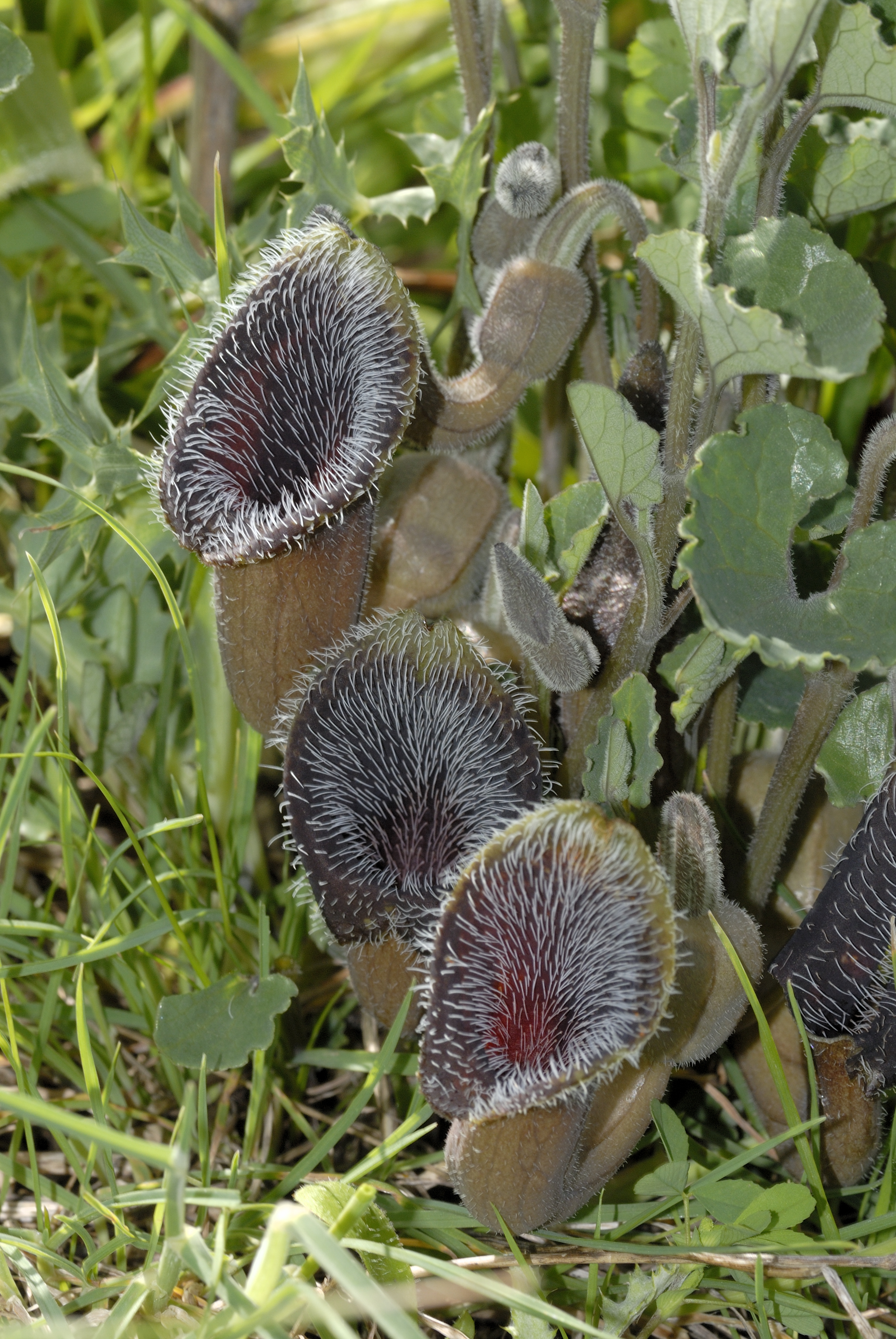
Stark behaarte Blüte der Kretischen Osterluzei (Aristolochia cretica)

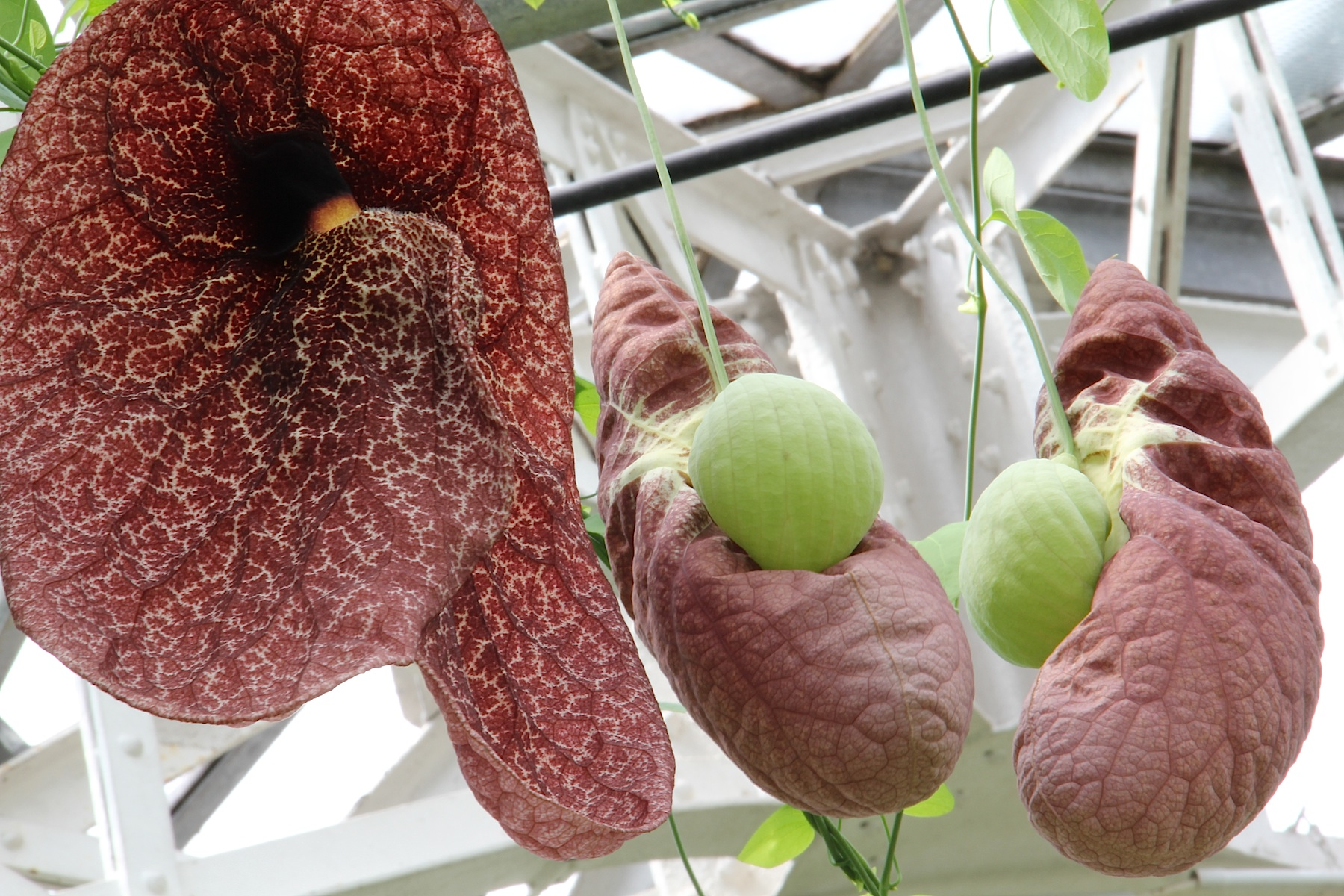
Hängende Osterluzei (Aristolochia cymbifera)

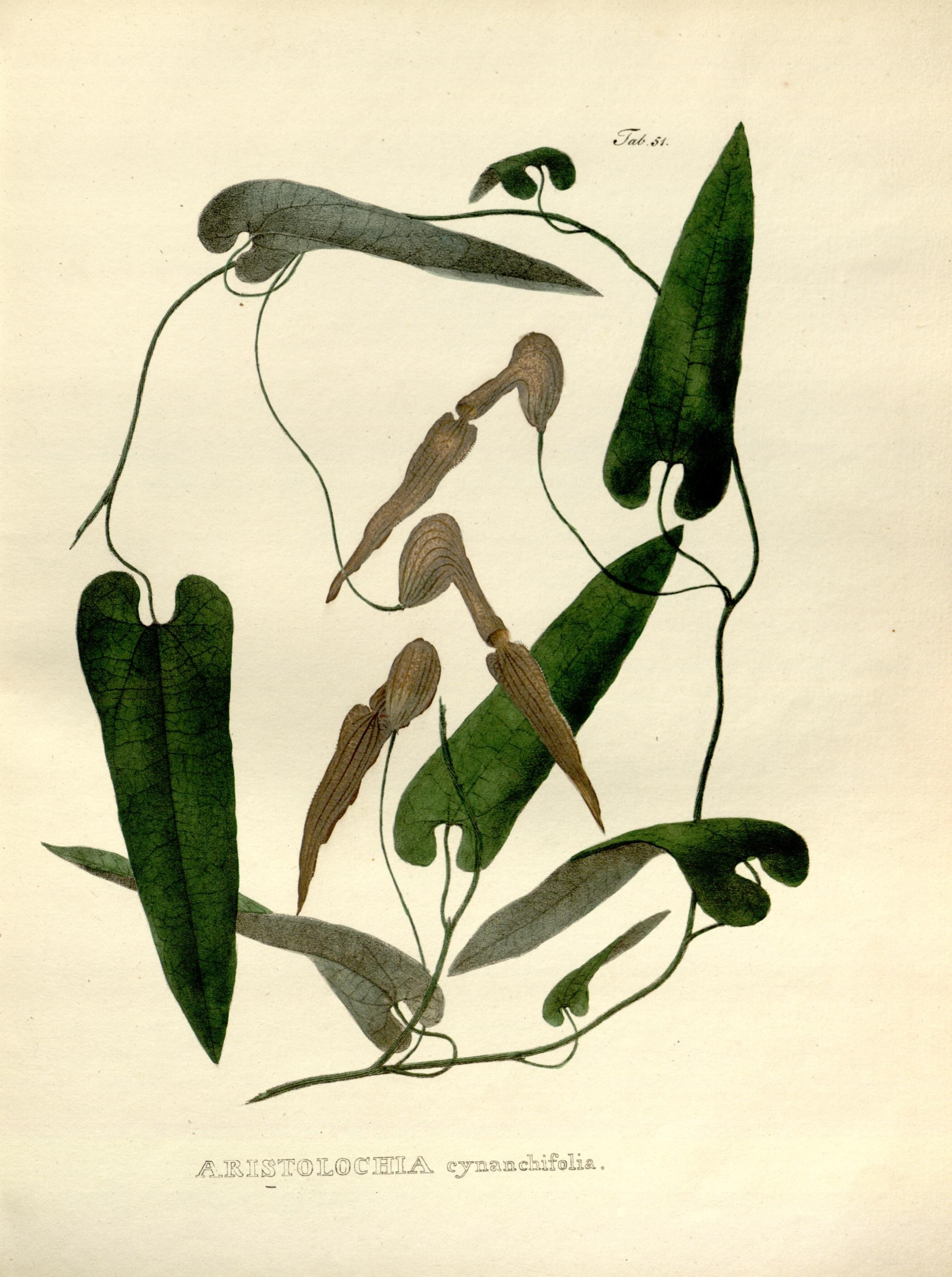
Abbildung von Aristolochia cynanchifolia

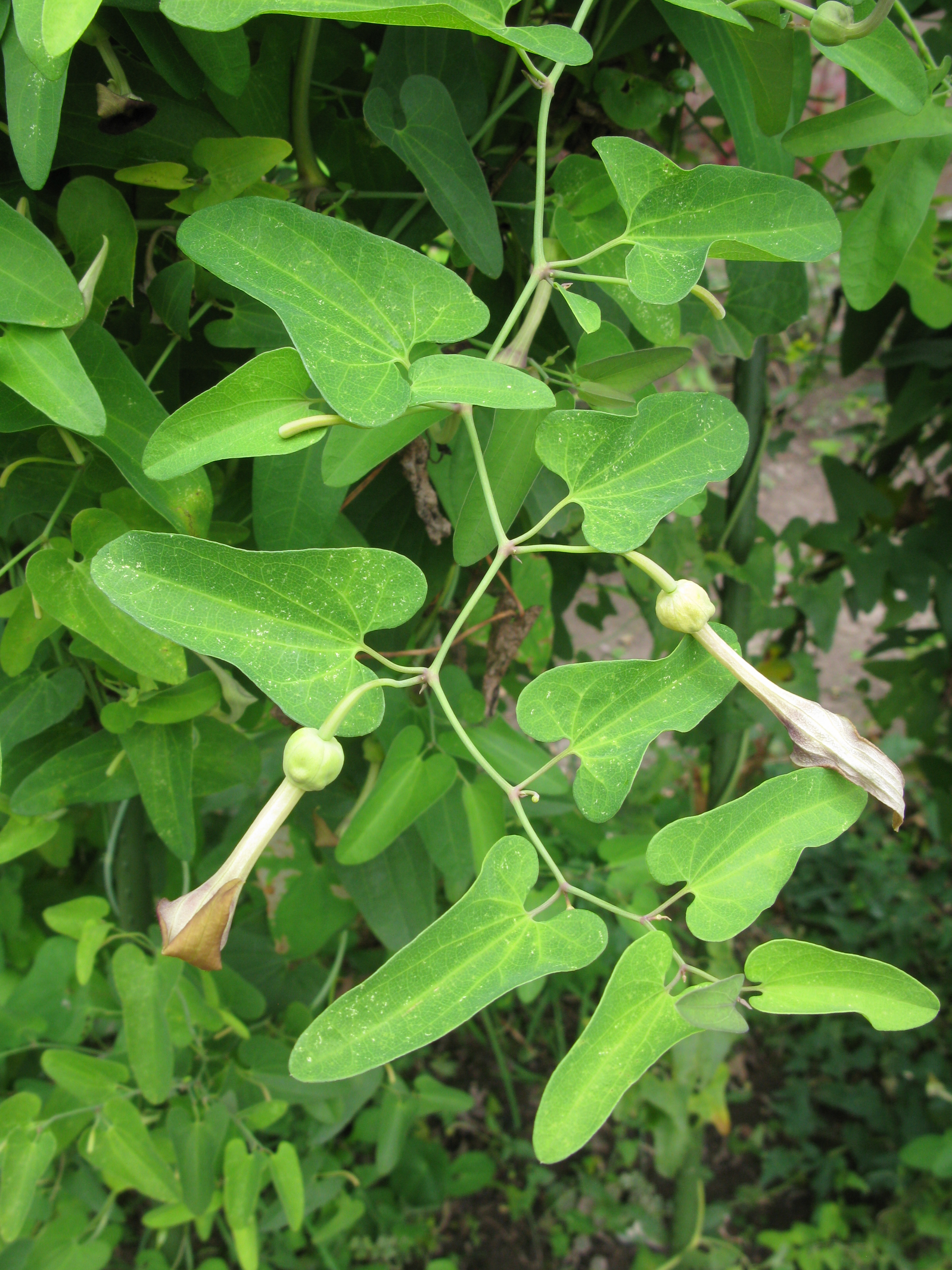
Aristolochia debilis

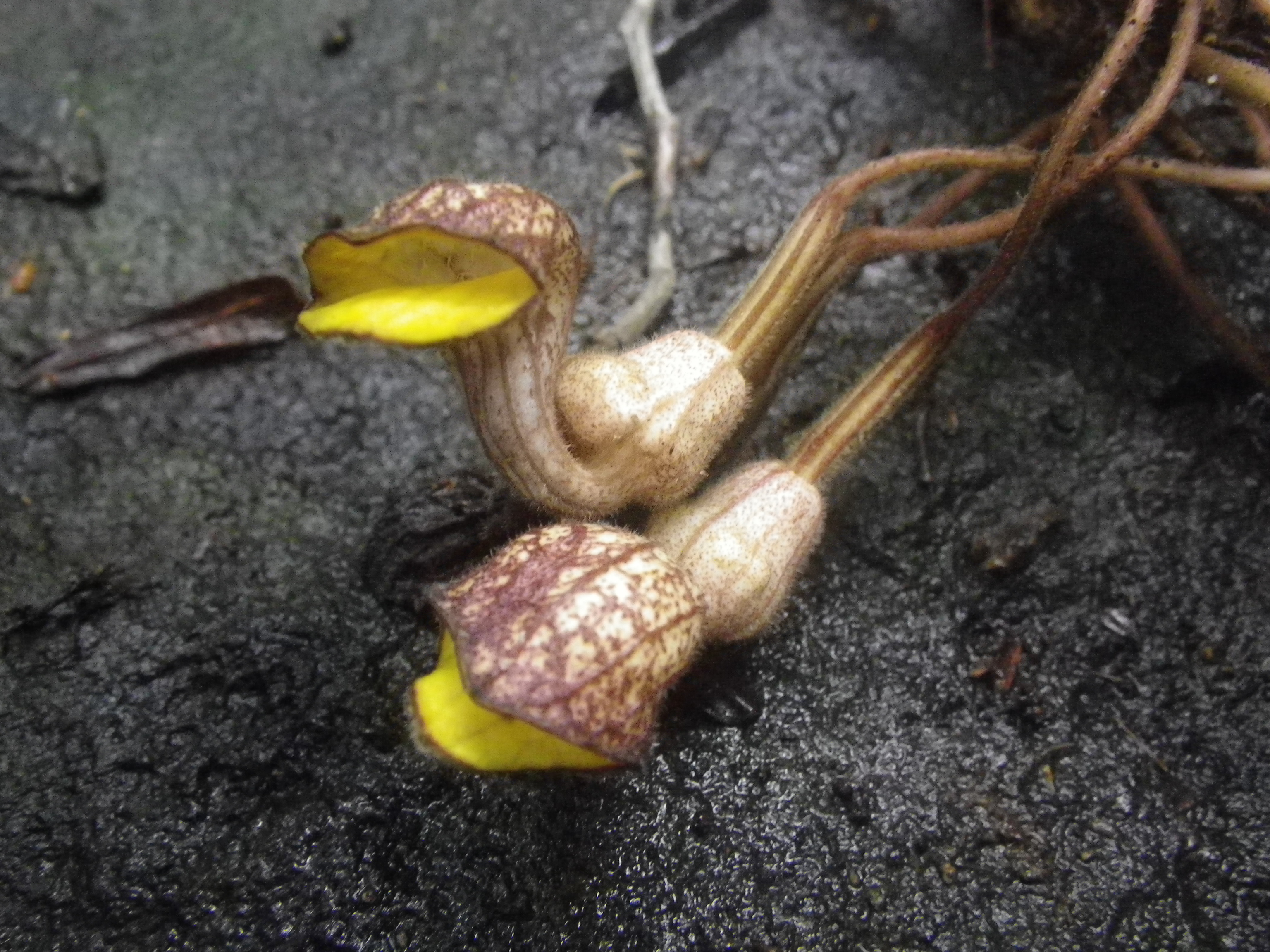
Blüten von Aristolochia enricoi

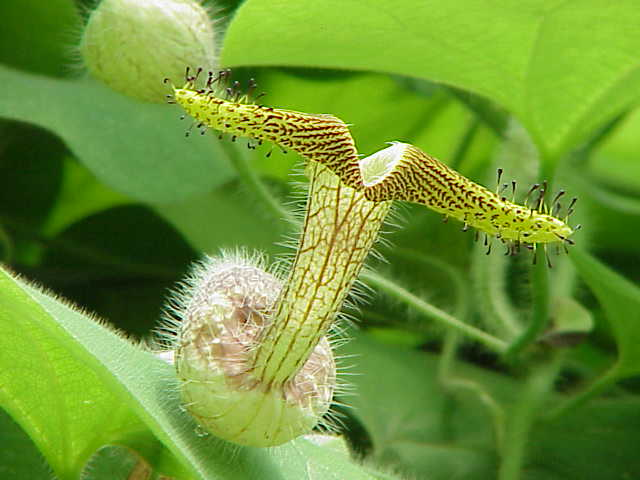
Behaarte Blüte von Aristolochia eriantha

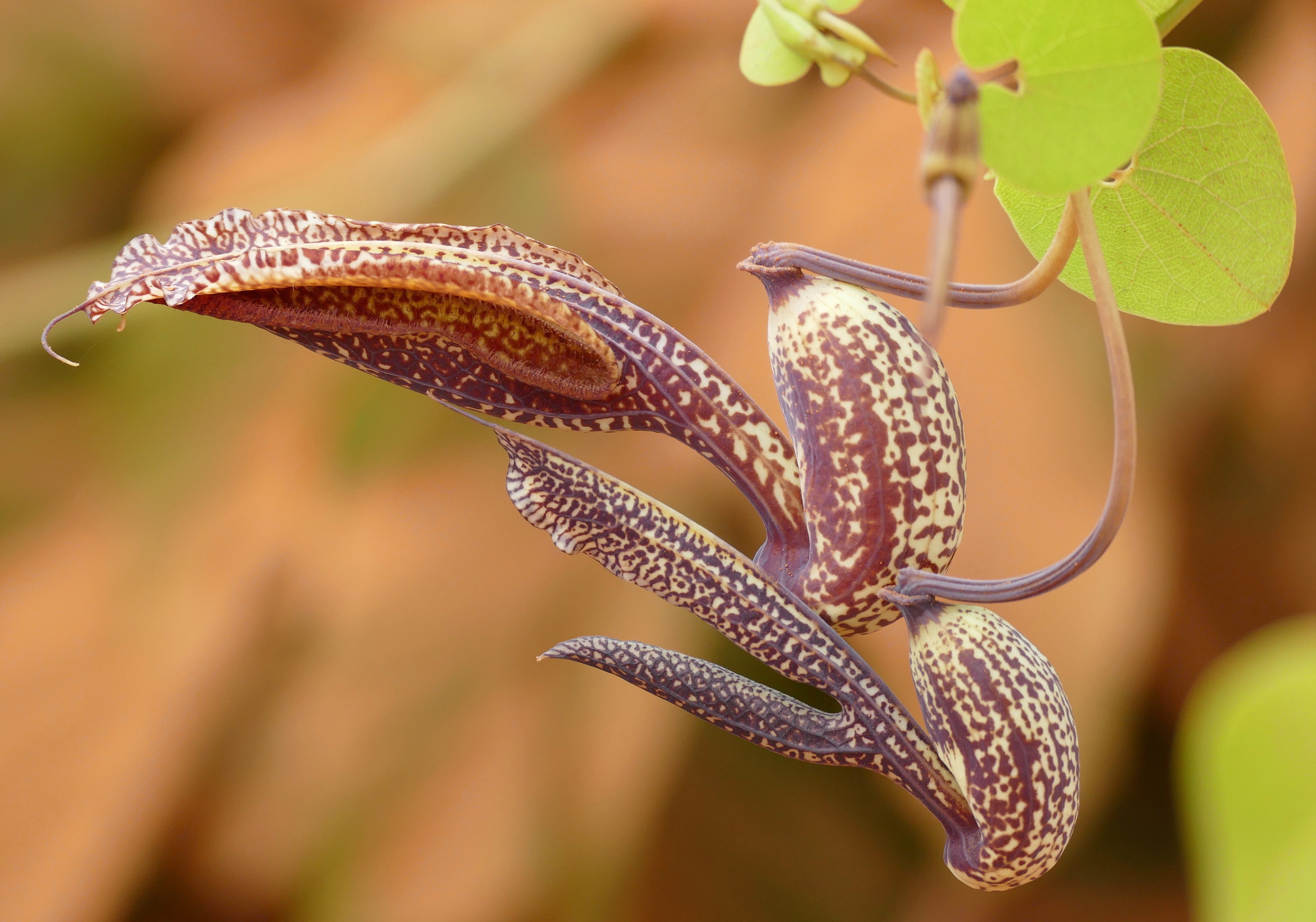
Aristolochia esperanzae

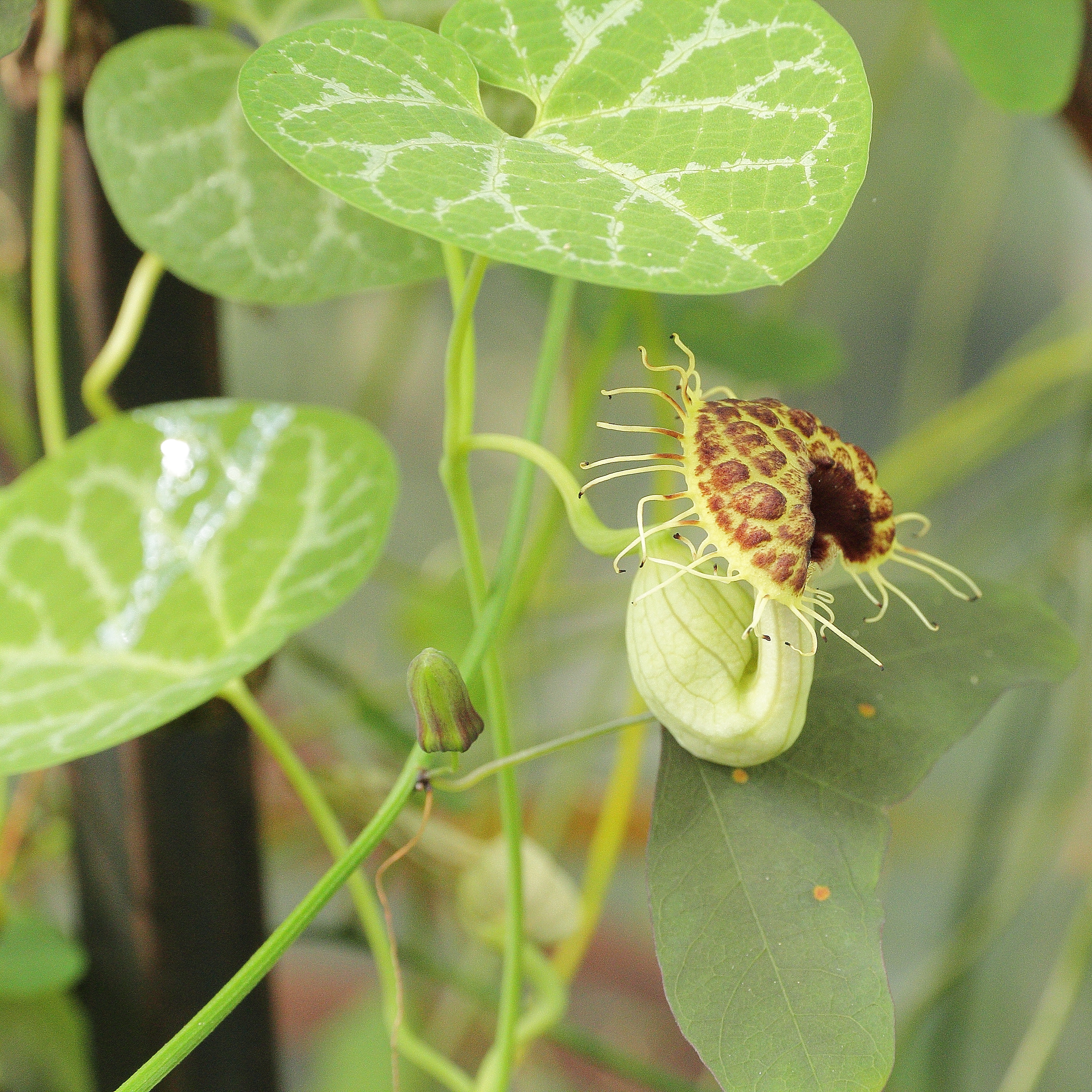
Aristolochia fimbriata

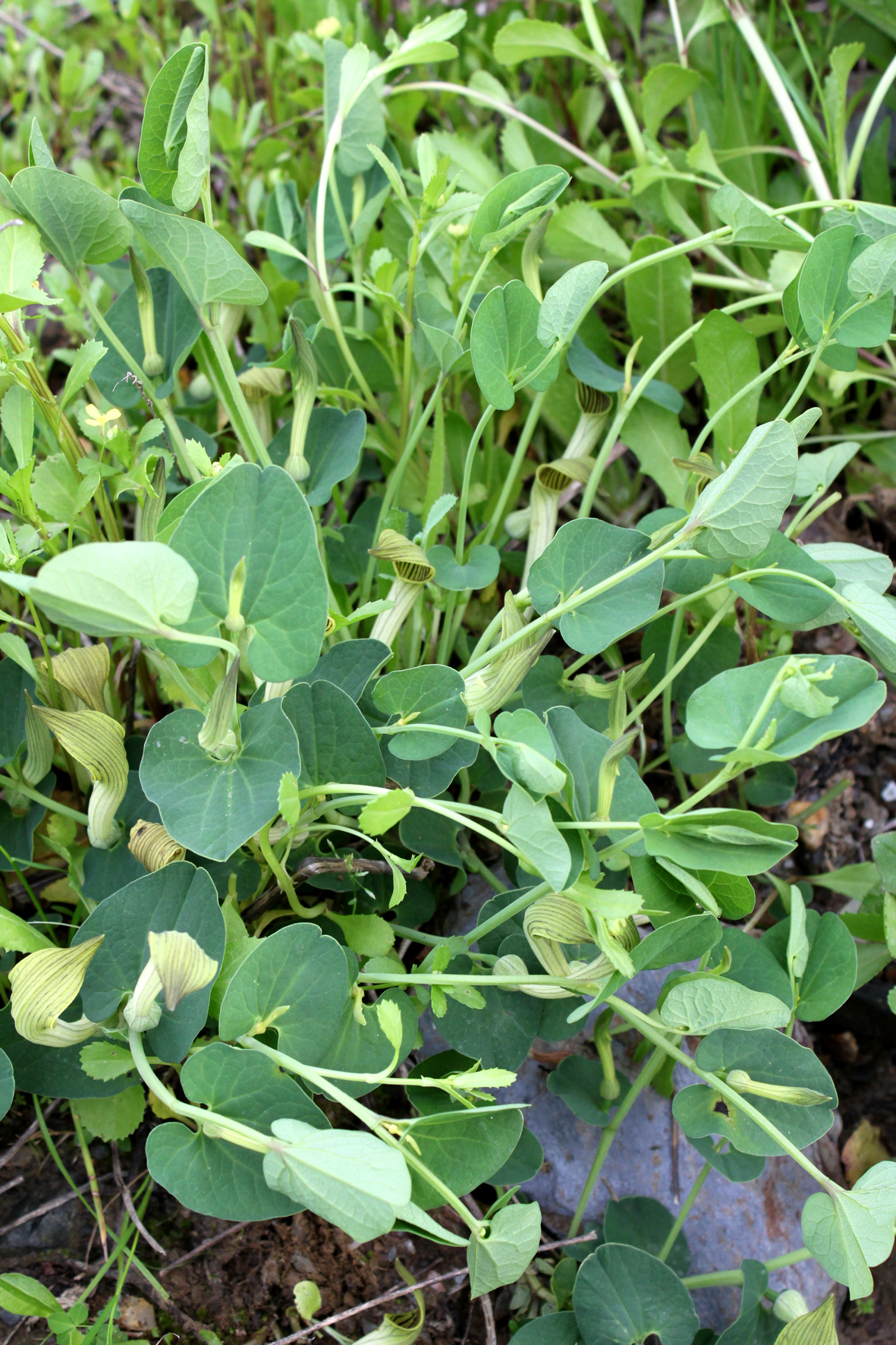
Aristolochia fontanesii

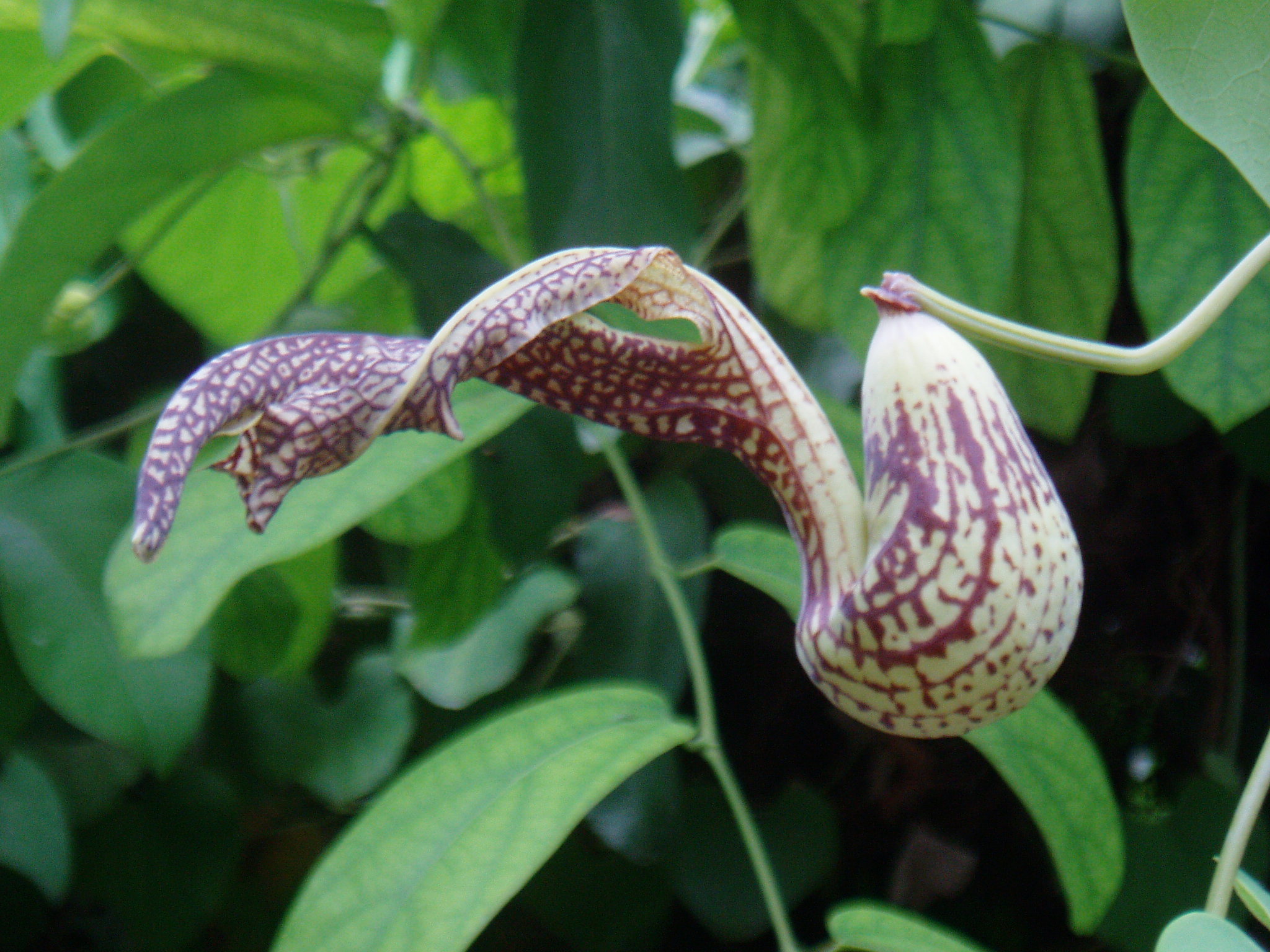
Aristolochia gibertii

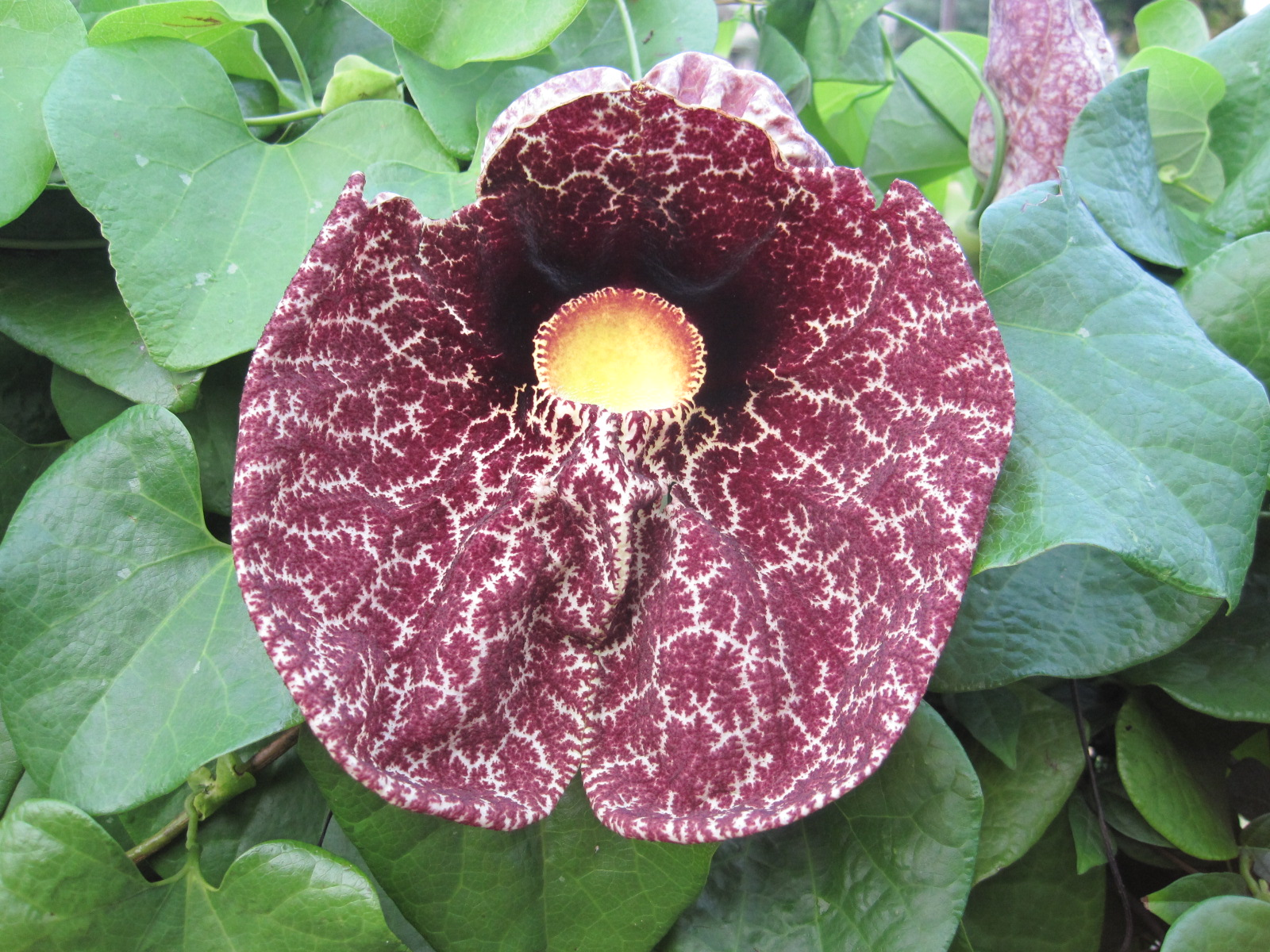
Blüte der Großen Osterluzei (Aristolochia gigantea)

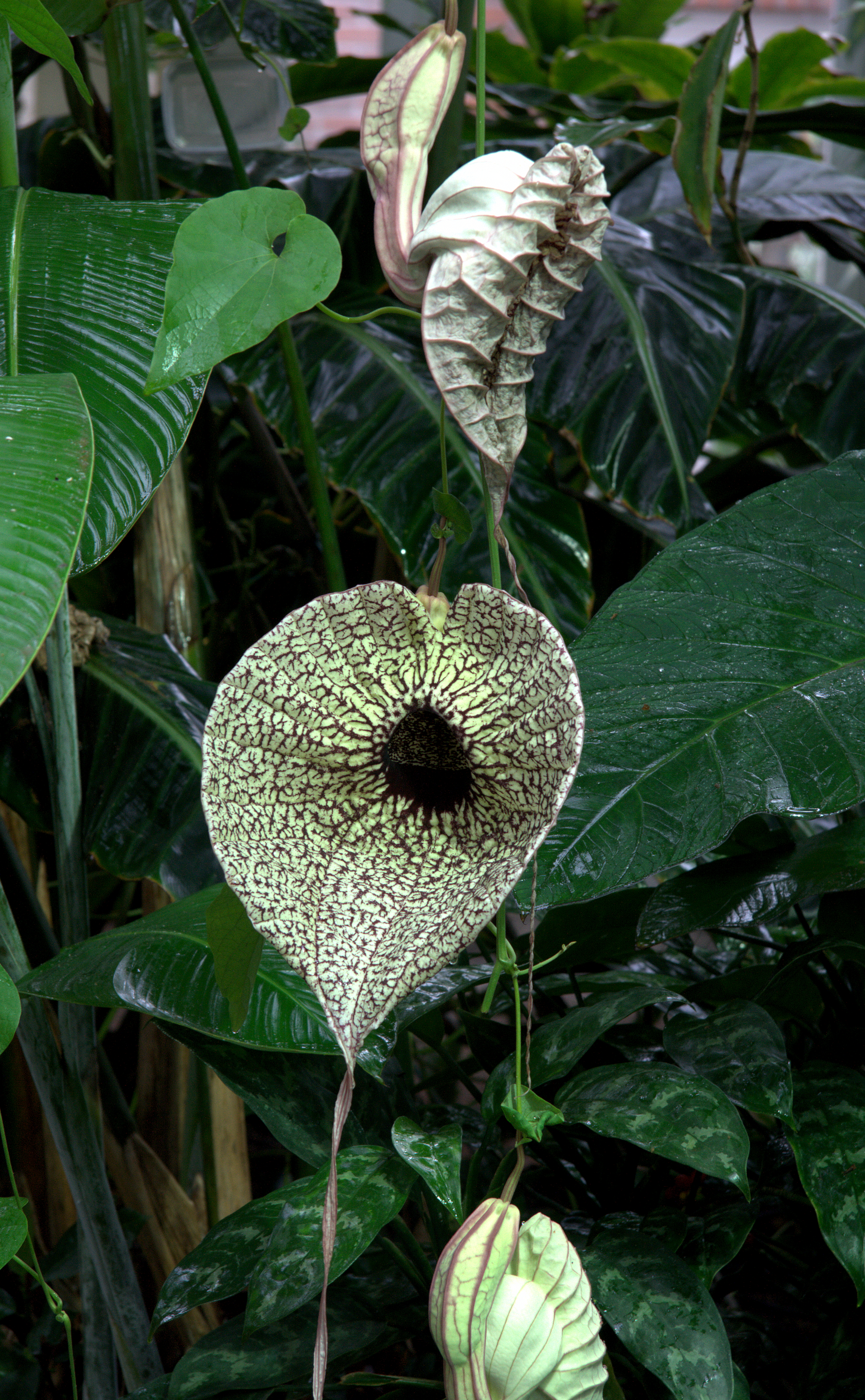
Großblütige Osterluzei (Aristolochia grandiflora)

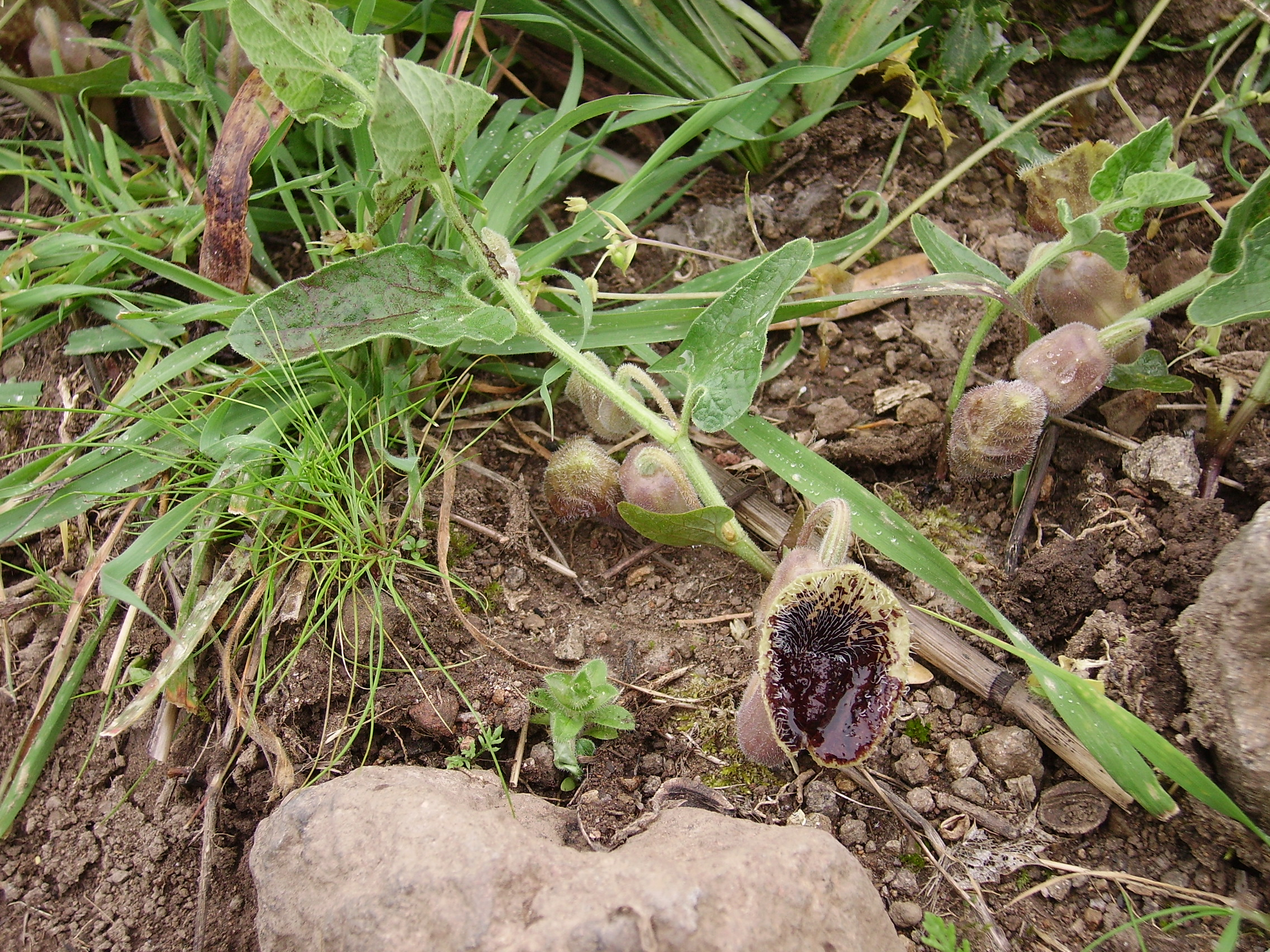
Aristolochia hirta

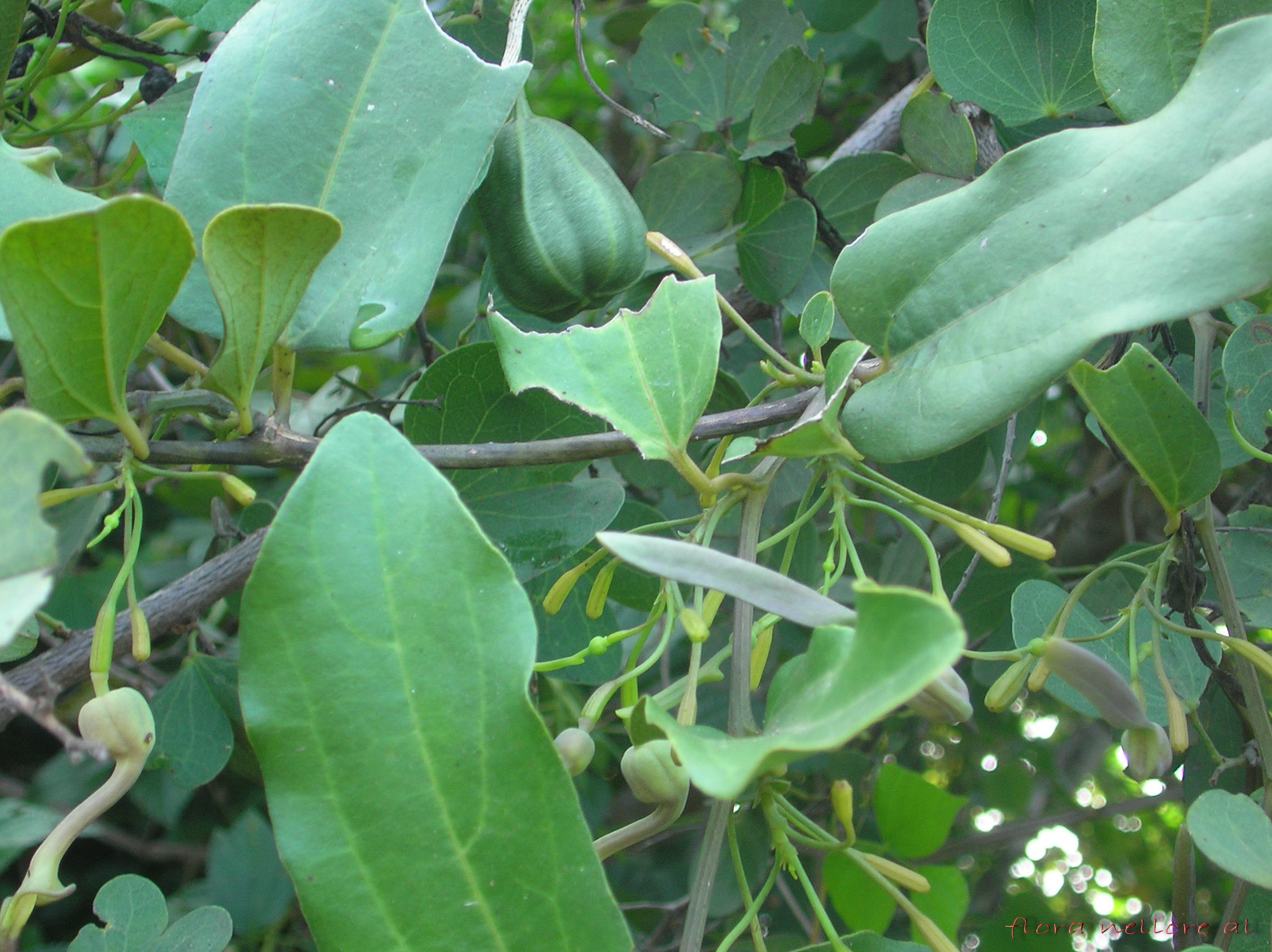
Aristolochia indica

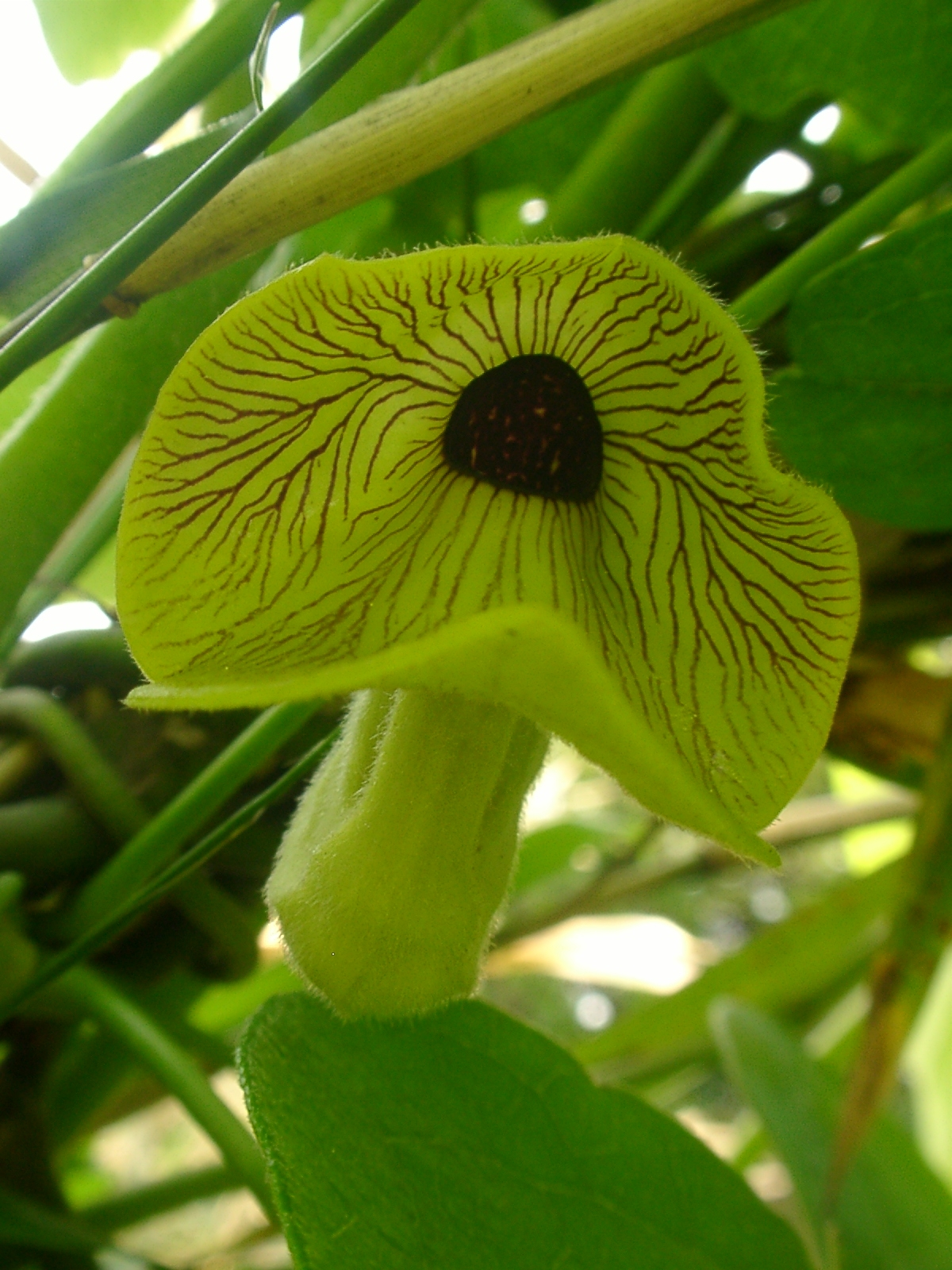
Aristolochia kaempferi

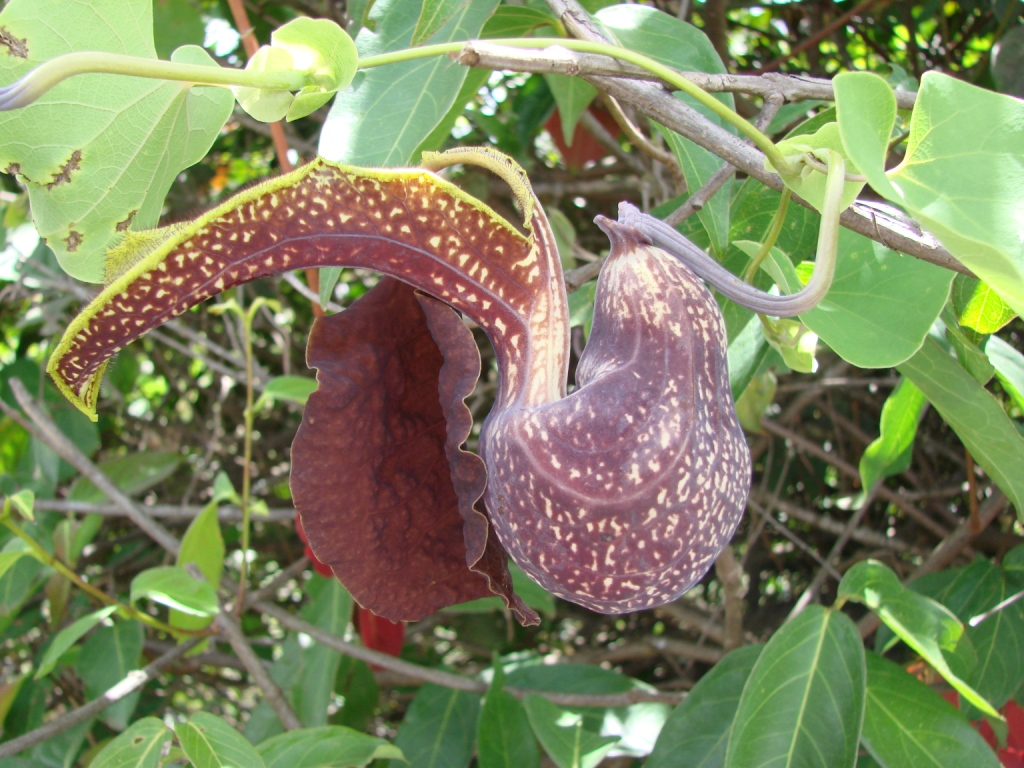
Gallen-Osterluzei (Aristolochia labiata)

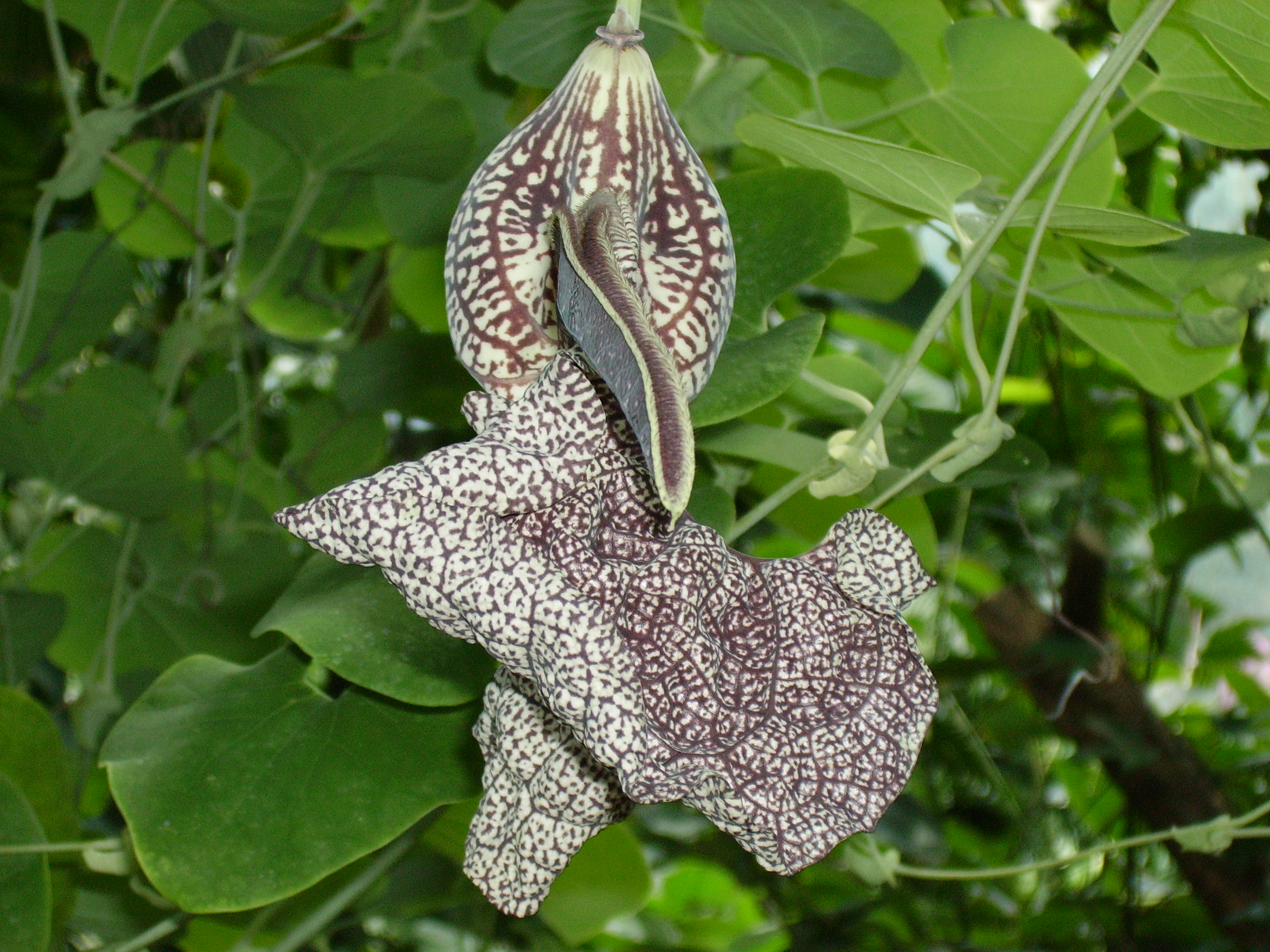
Blüte der Gallen-Osterluzei (Aristolochia labiata)

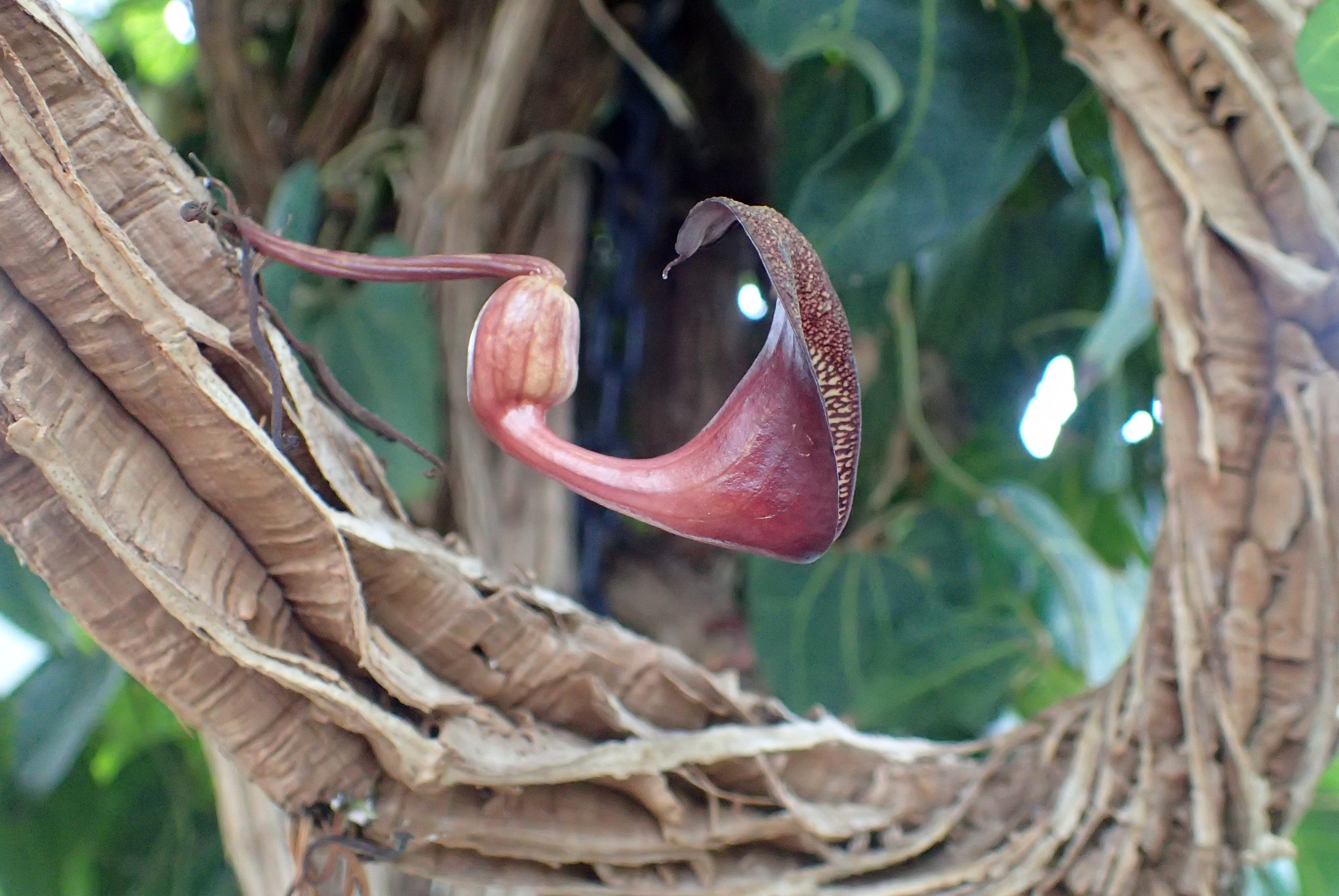
Aristolochia leuconeura

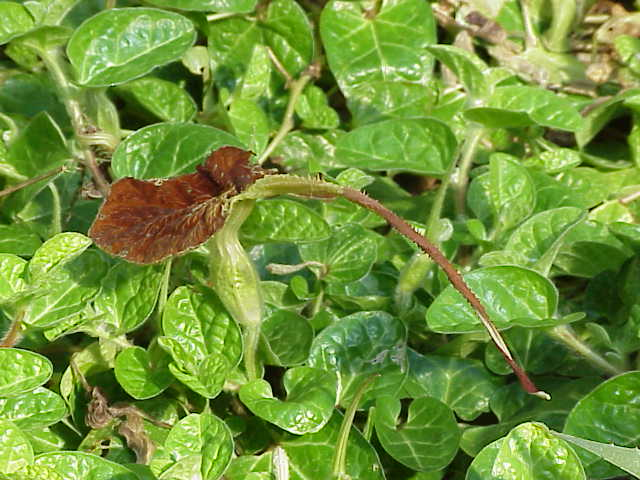
Lindners Osterluzei (Aristolochia lindneri)

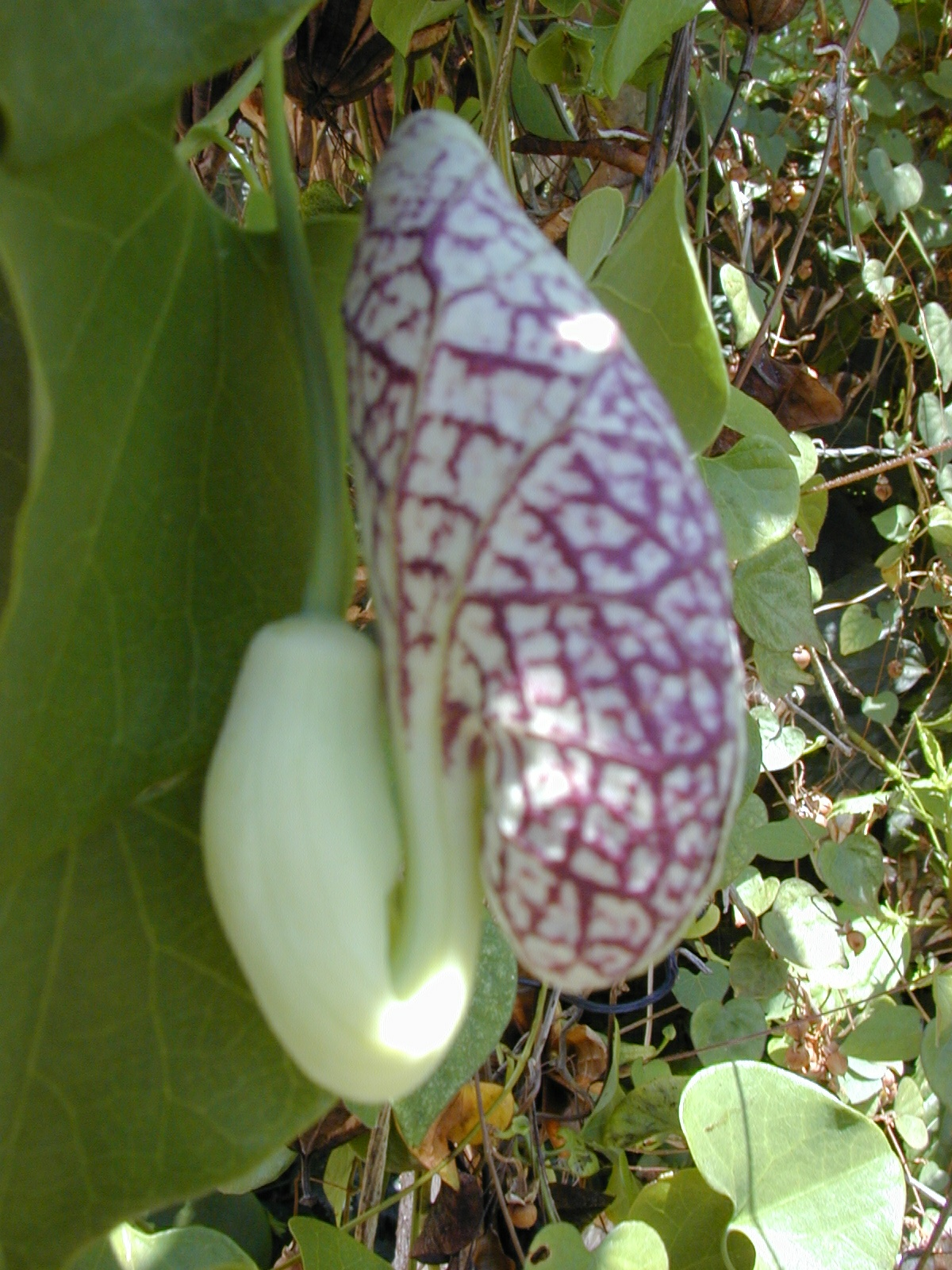
Gespensterpflanze (Aristolochia littoralis)

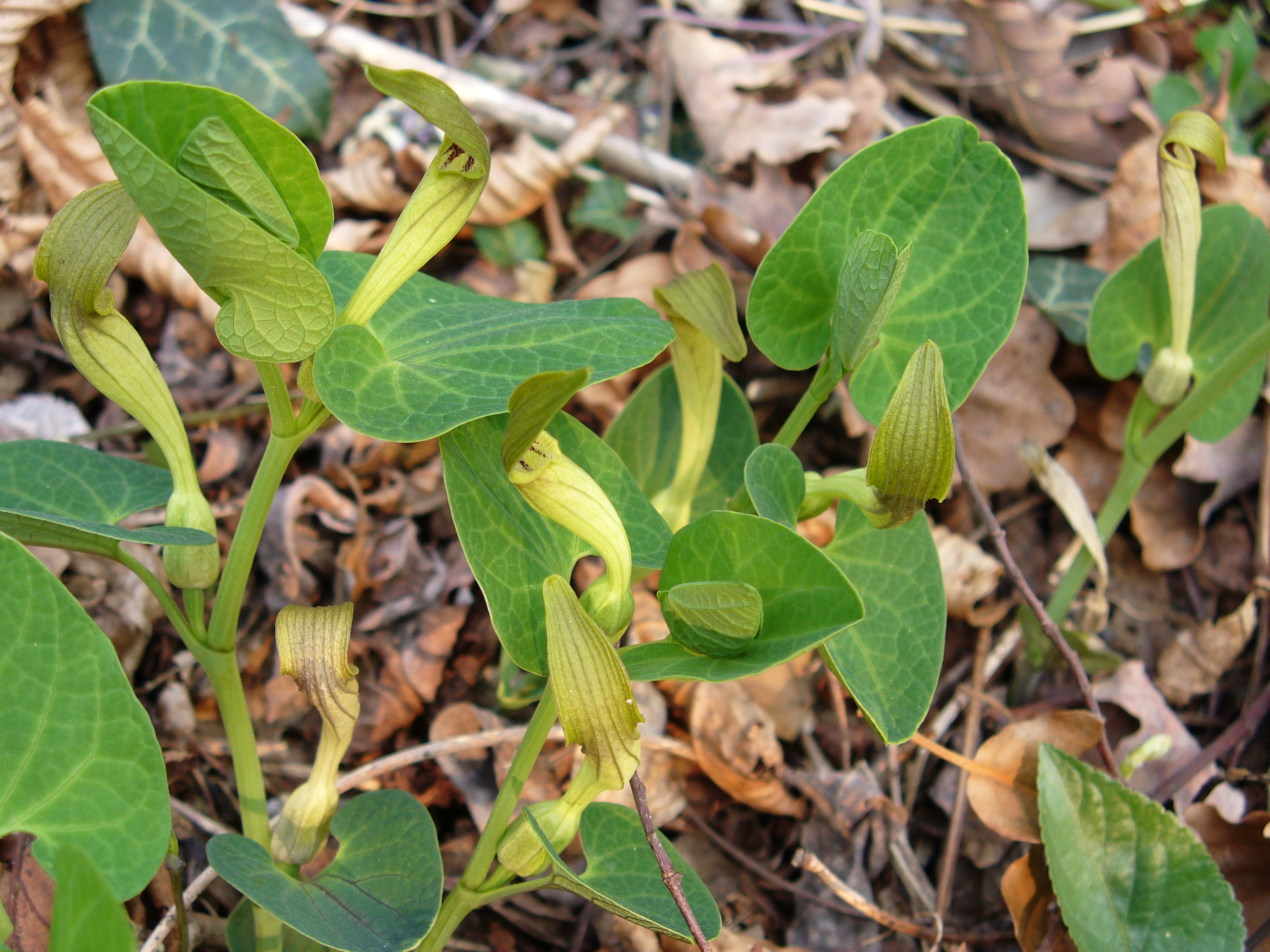
Gelbe Osterluzei (Aristolochia lutea)

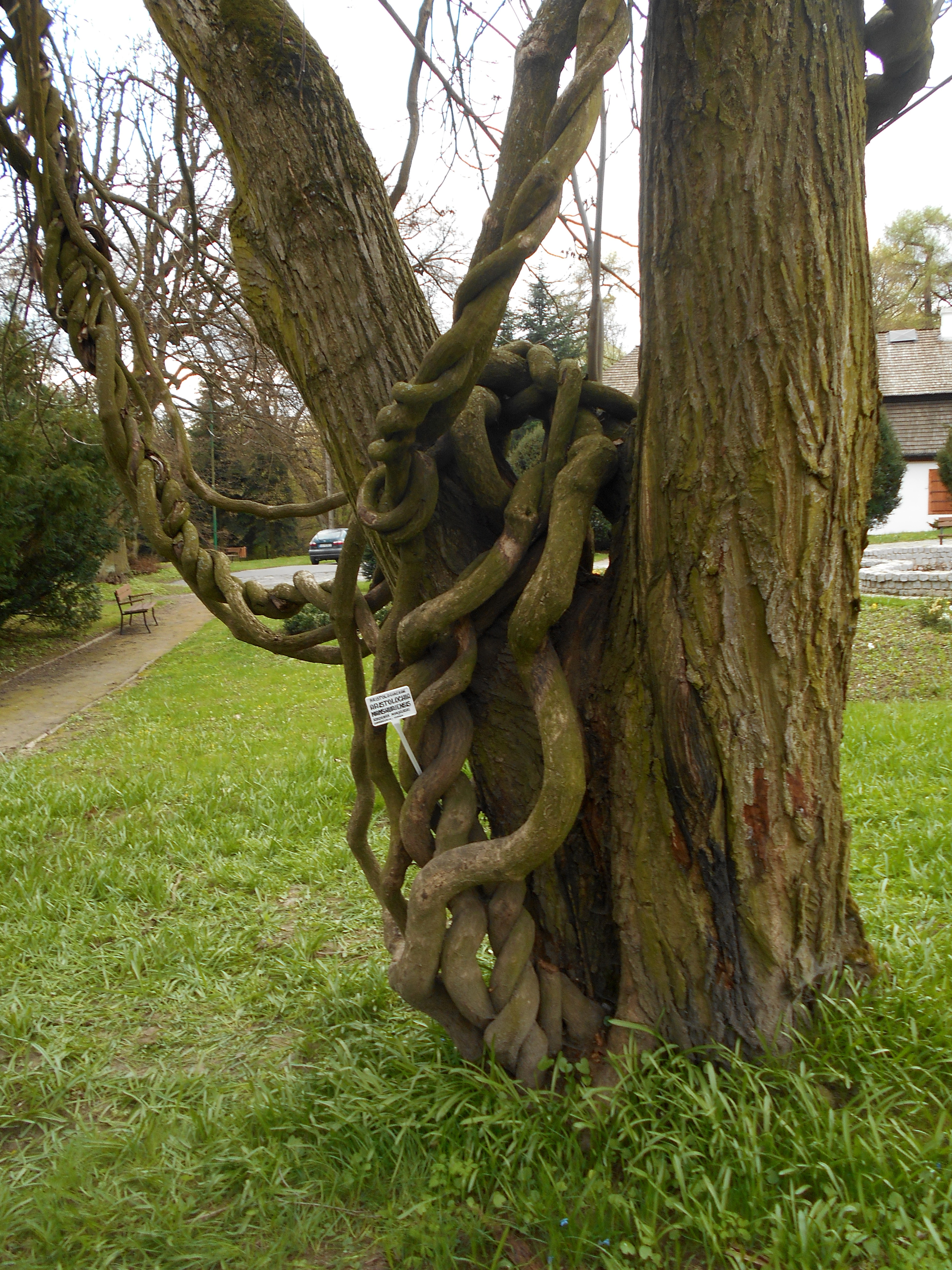
Habitus von Aristolochia manshuriensis

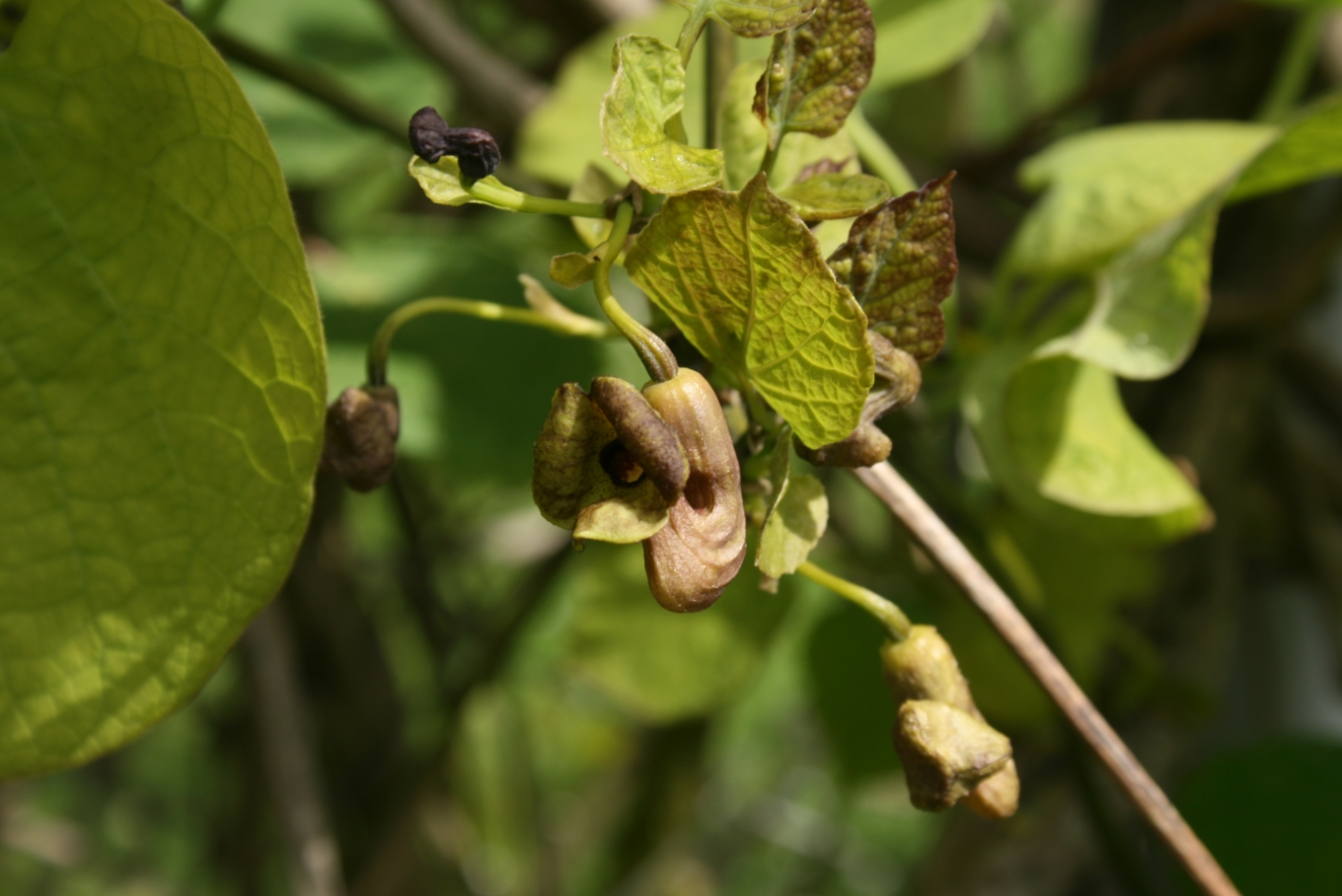
Blüte der Amerikanischen Pfeifenwinde (Aristolochia macrophylla)

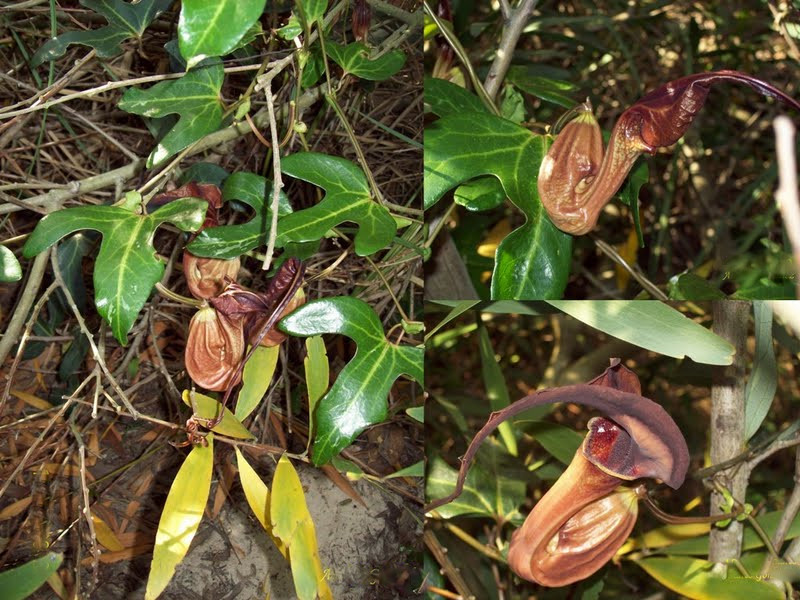
Aristolochia maxima

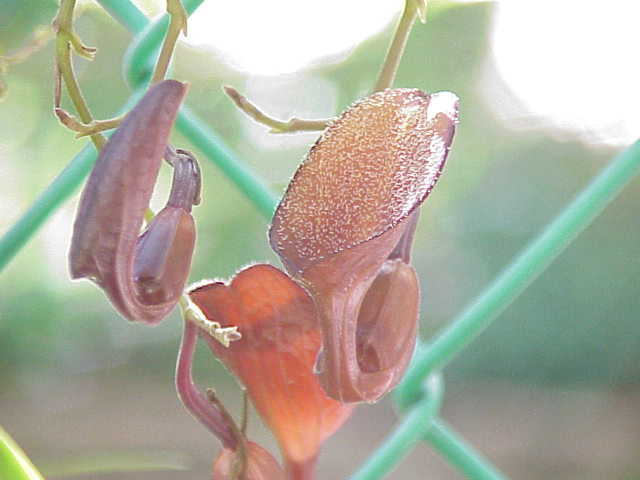
Aristolochia maxima

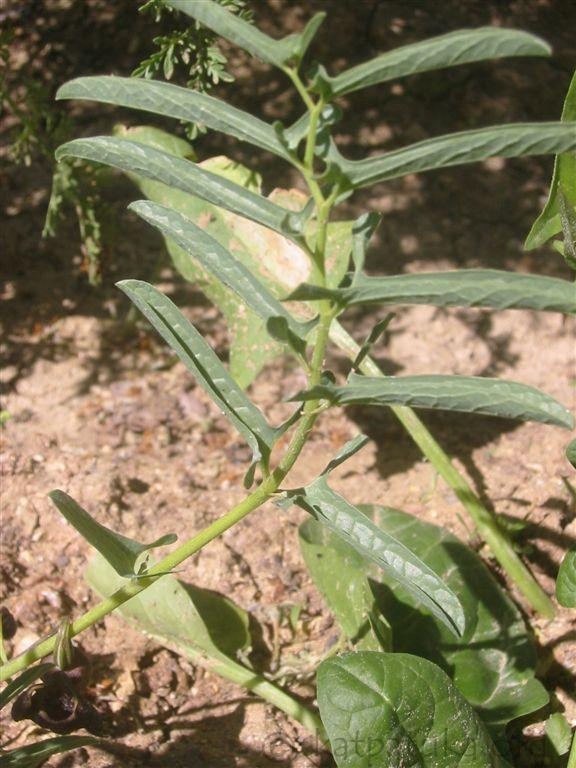
Habitus und Laubblätter von Aristolochia maurorum

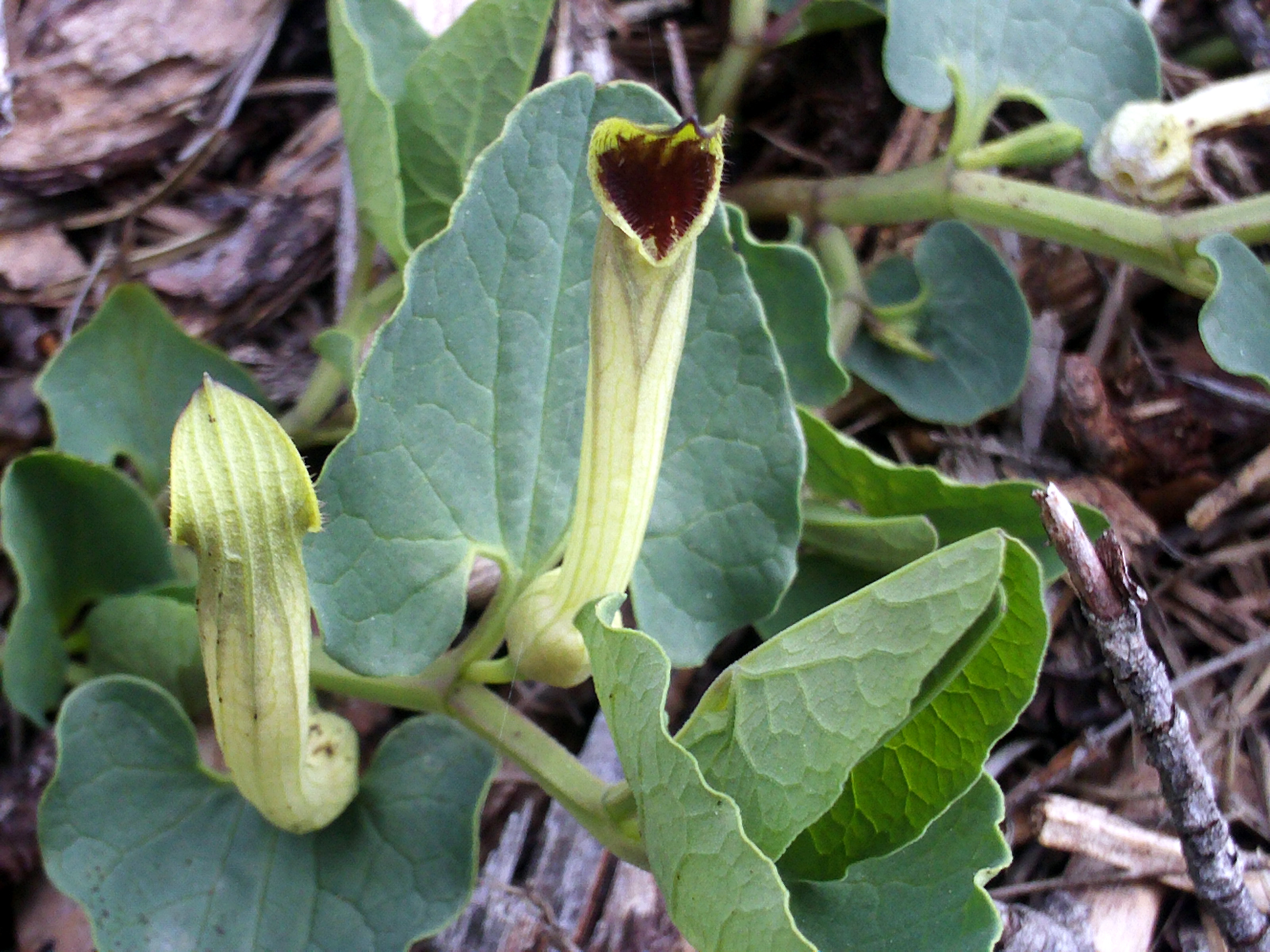
Wenignervige Osterluzei (Aristolochia paucinervis)

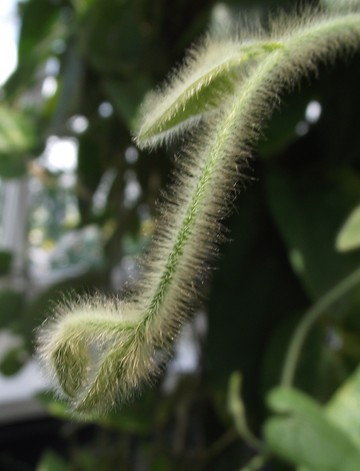
Aristolochia pilosa

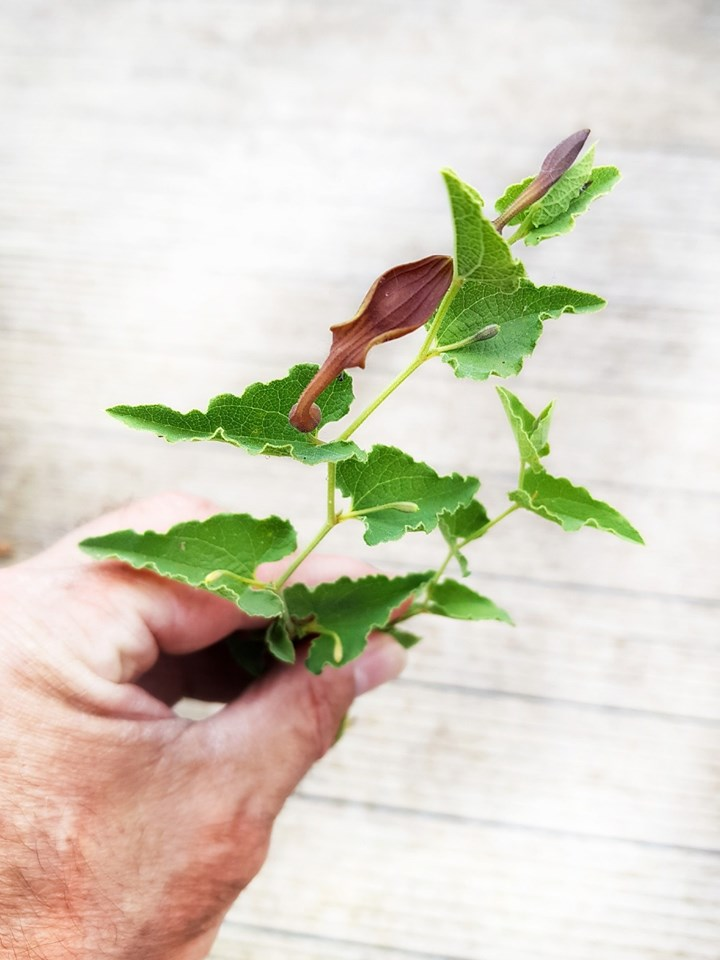
Stängel, Laubblätter und Blüte der Pistolochia-Osterluzei (Aristolochia pistolochia)

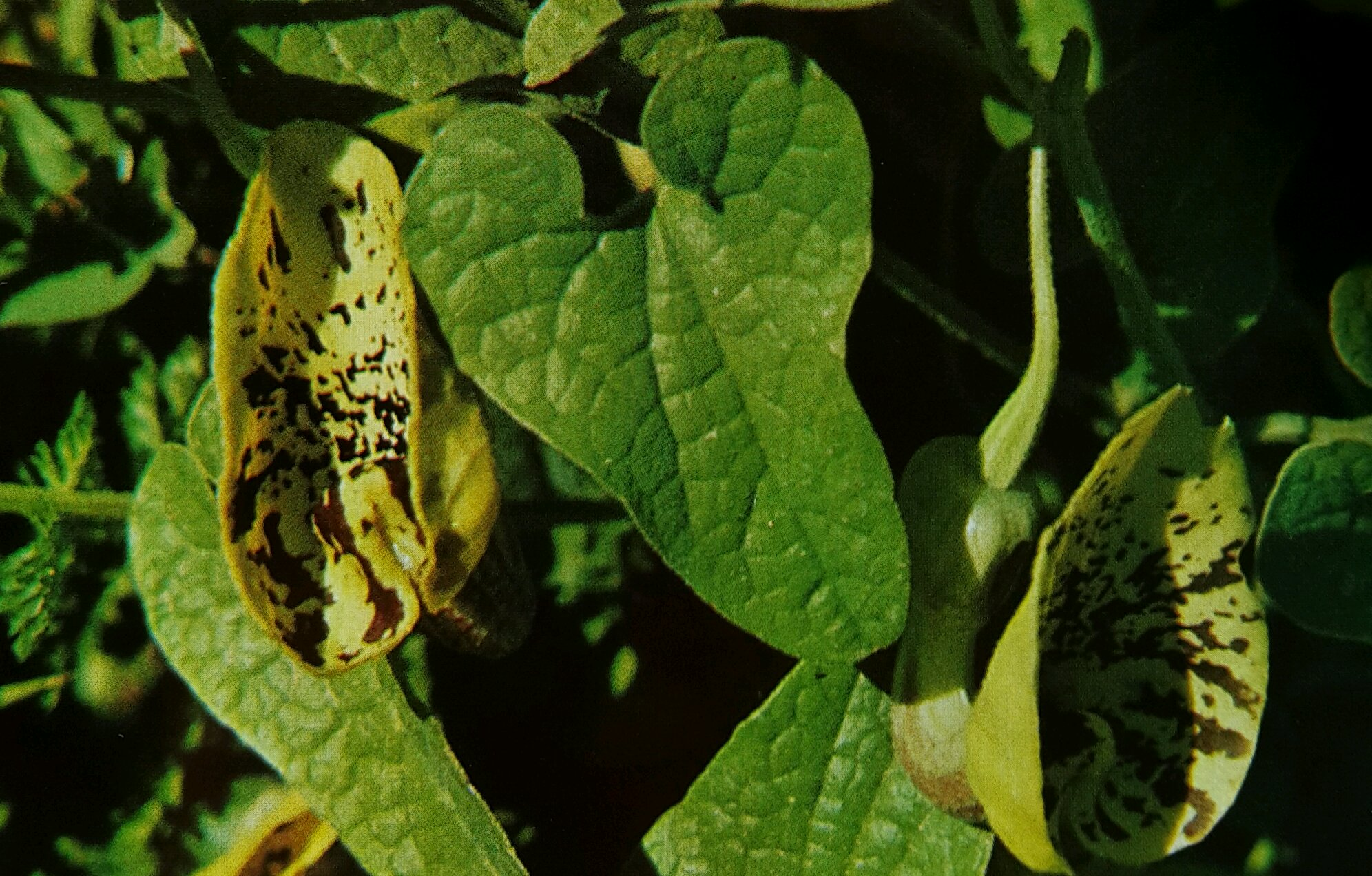
Laubblätter und Blüten von Aristolochia poecilantha

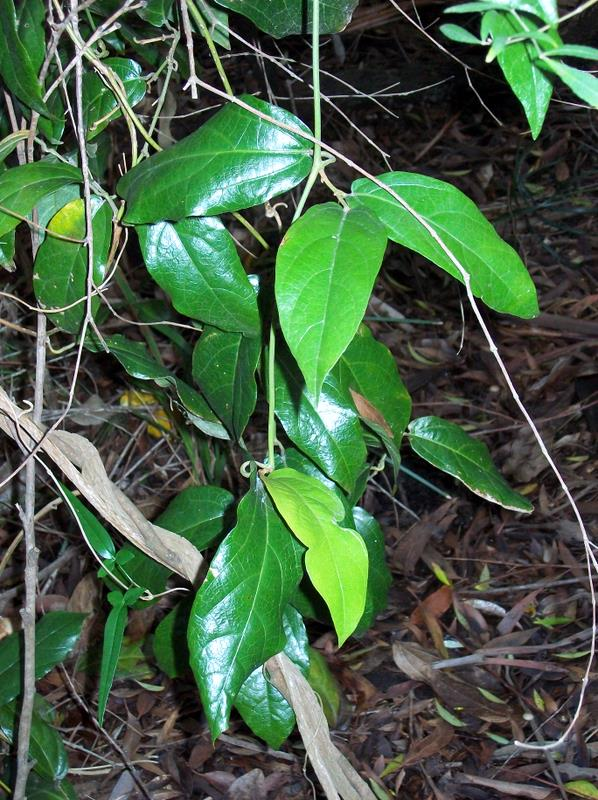
Habitus und Laubblätter von Aristolochia praevenosa

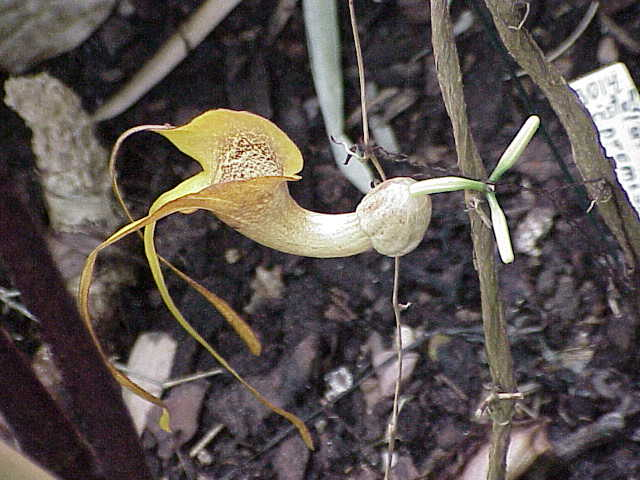
Blüte von Aristolochia promissa

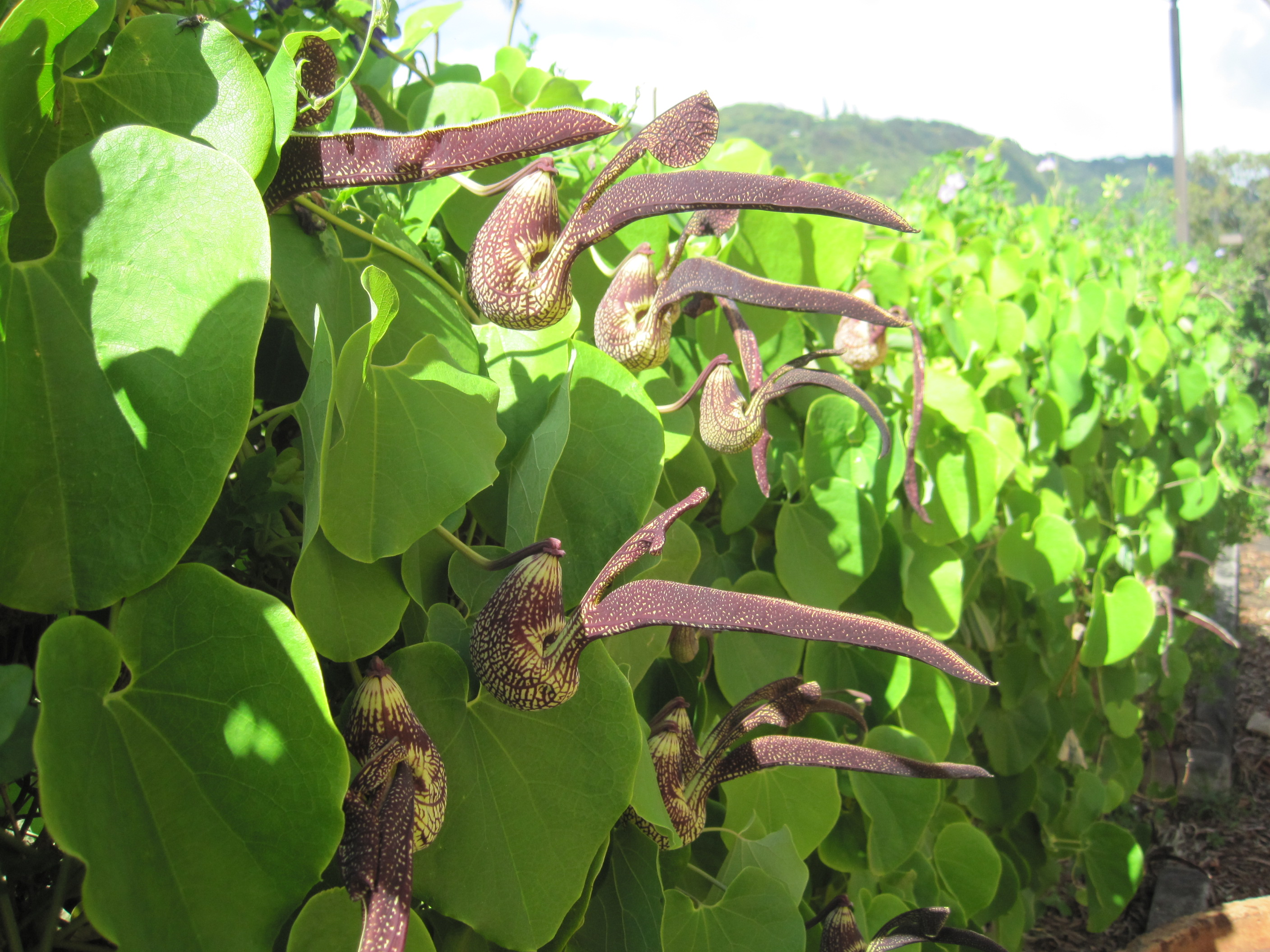
Aristolochia ringens

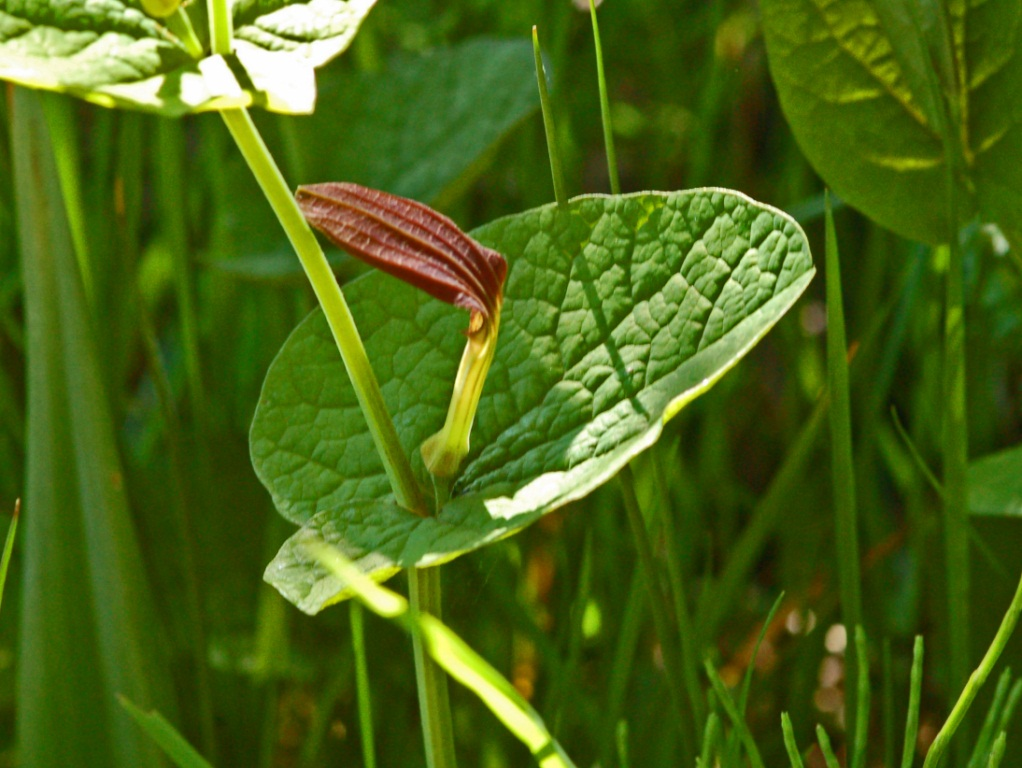
Rundblättrige Osterluzei (Aristolochia rotunda)

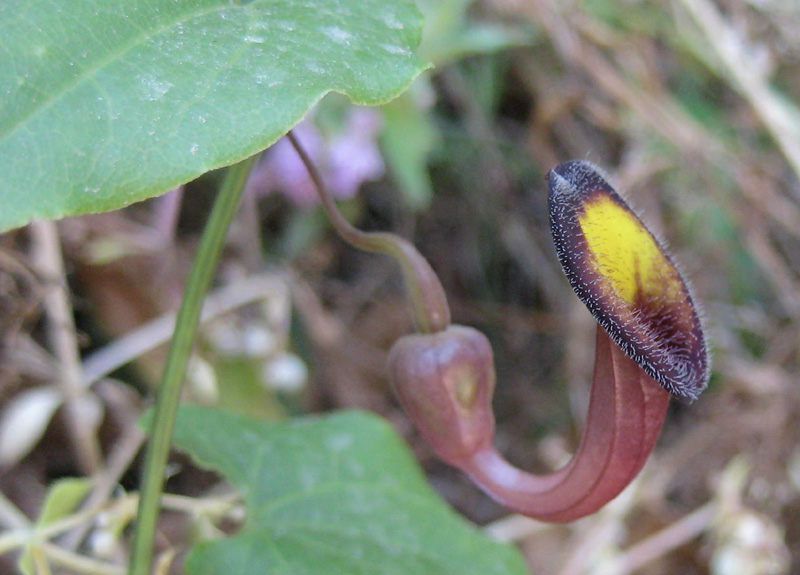
Immergrüne Osterluzei (Aristolochia sempervirens)

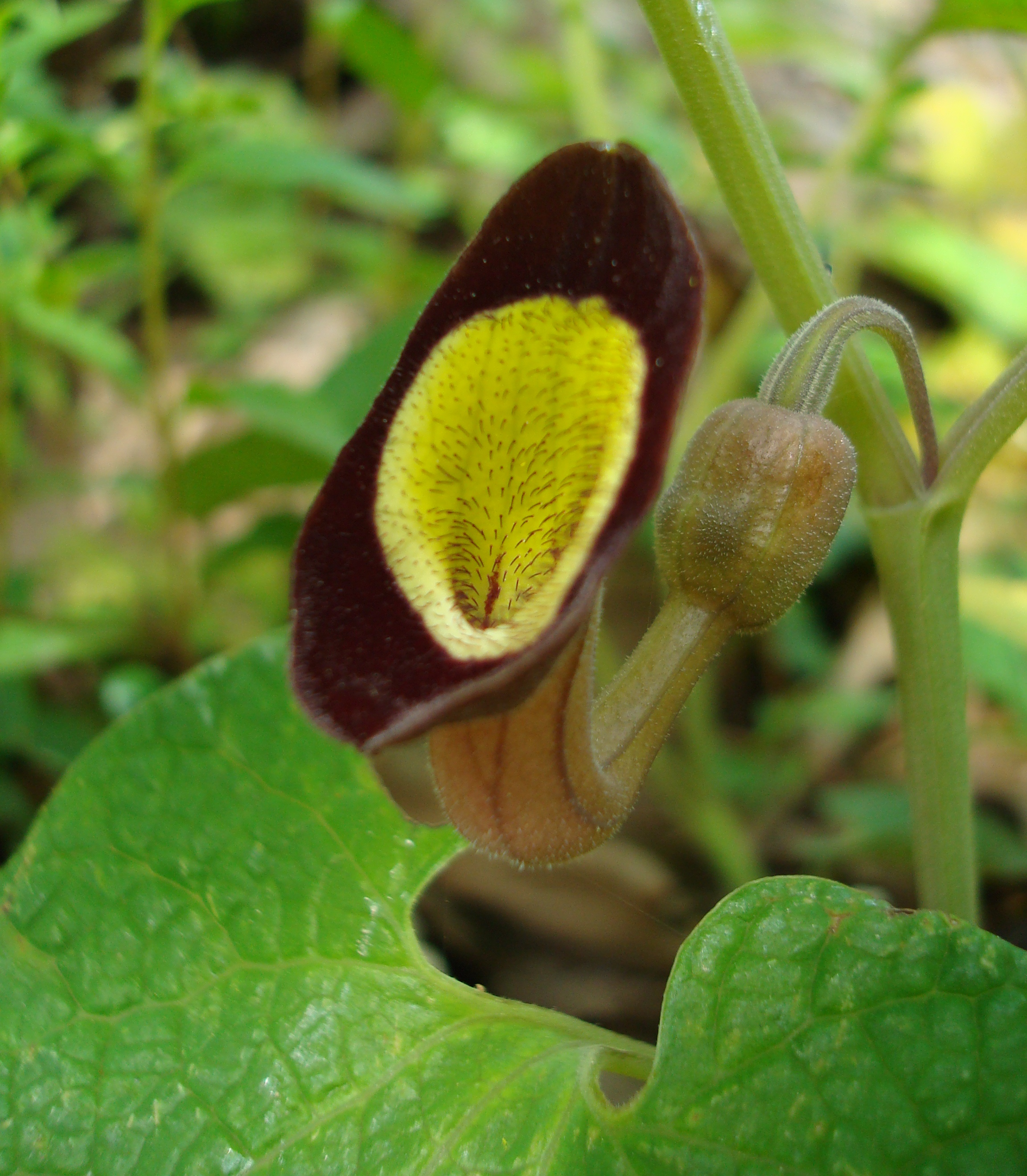
Aristolochia steupii

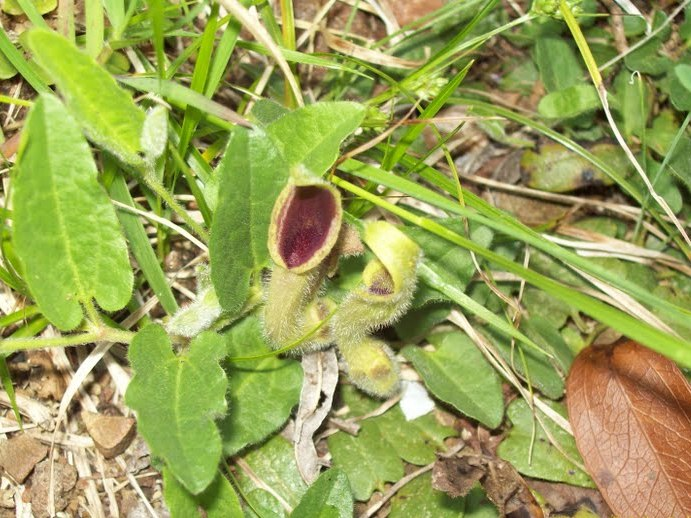
Aristolochia stuckertii

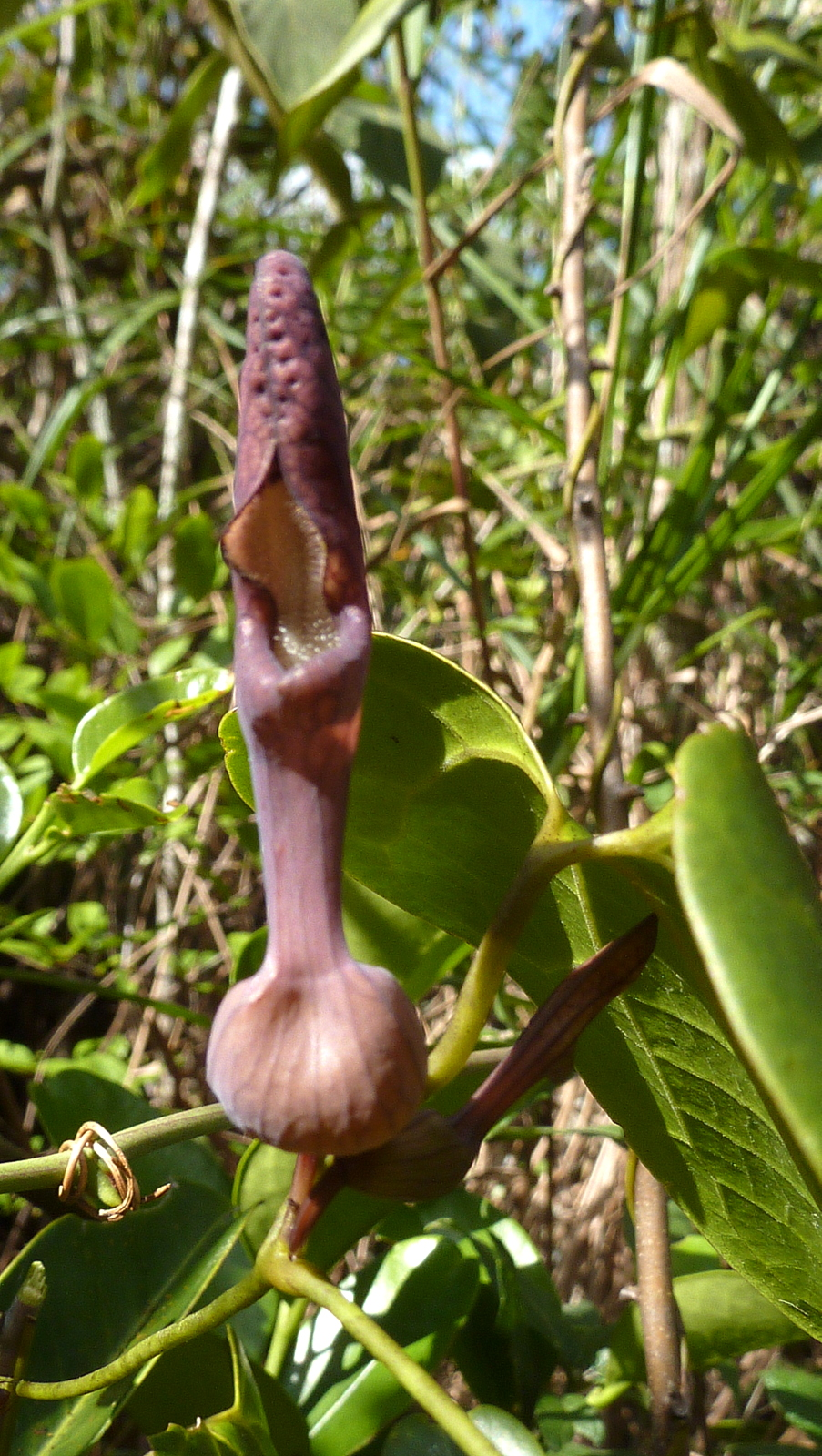
Aristolochia tamnifolia

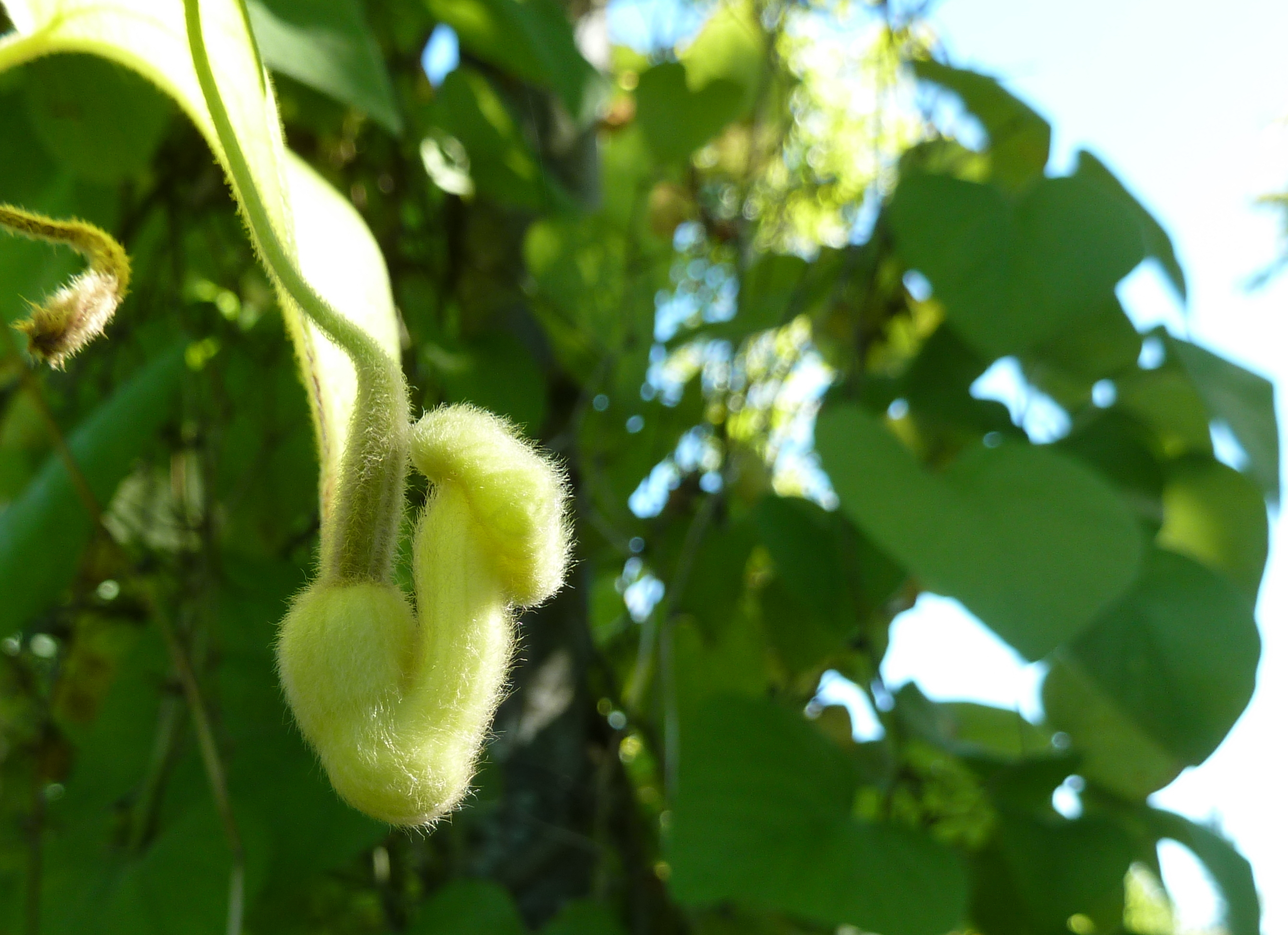
Filzige Pfeifenblume (Aristolochia tomentosa)

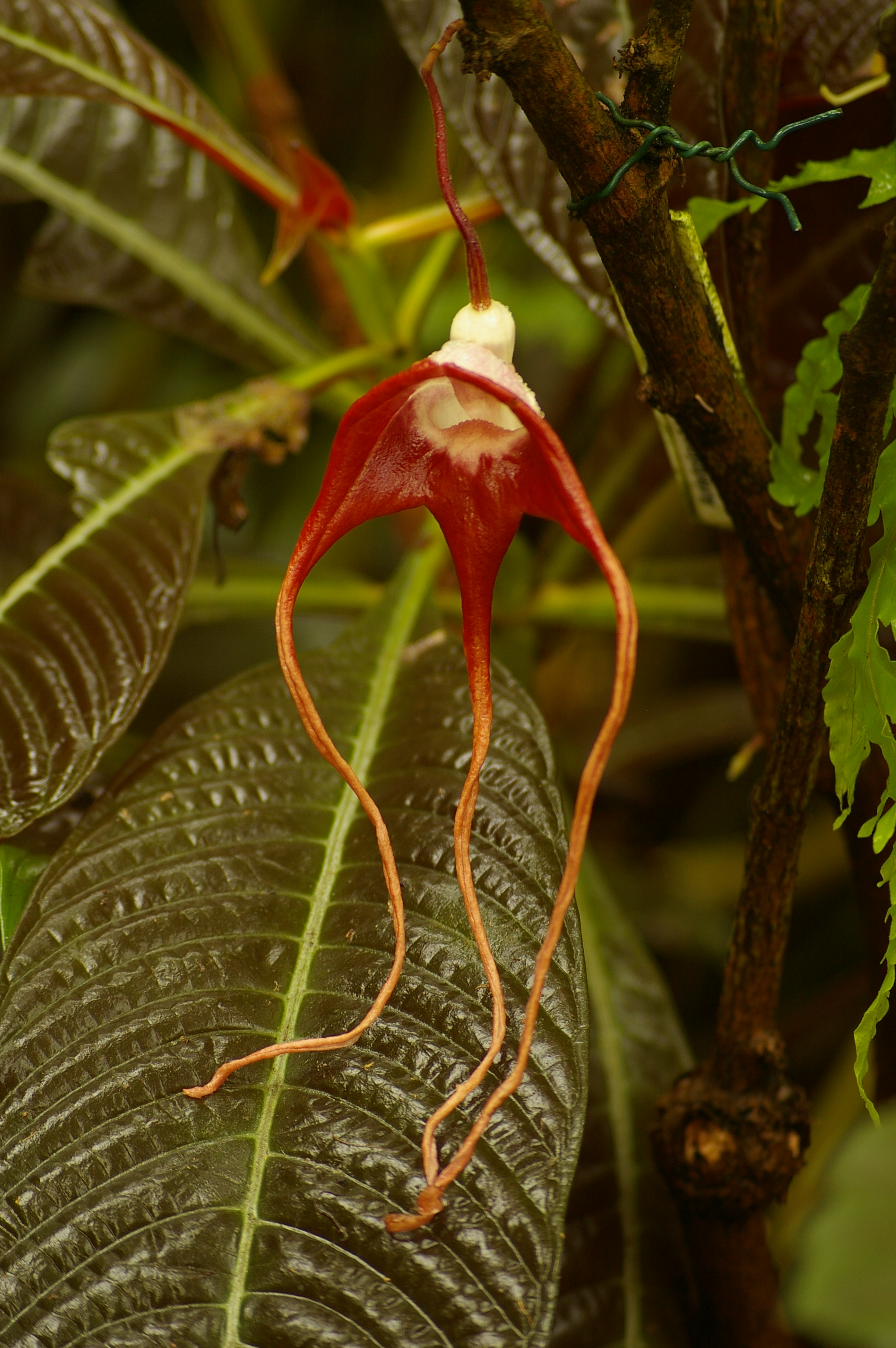
Aristolochia tricaudata

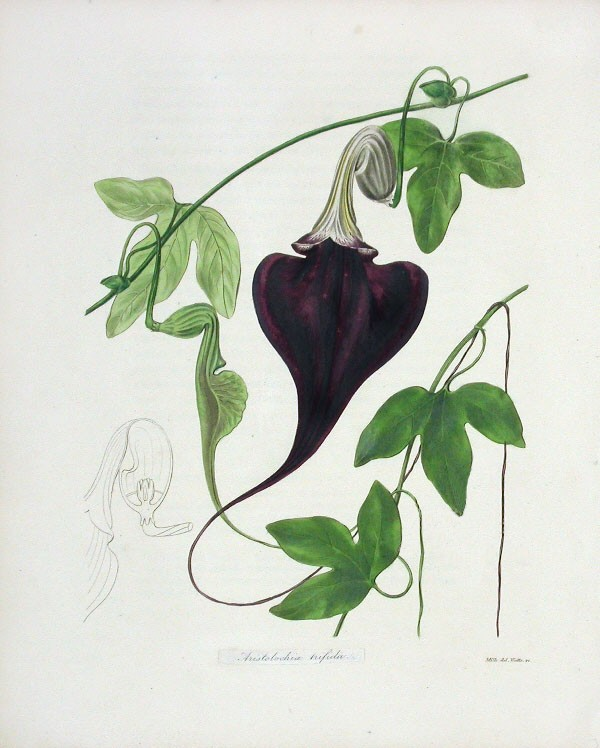
Illustration von Aristolochia trifida

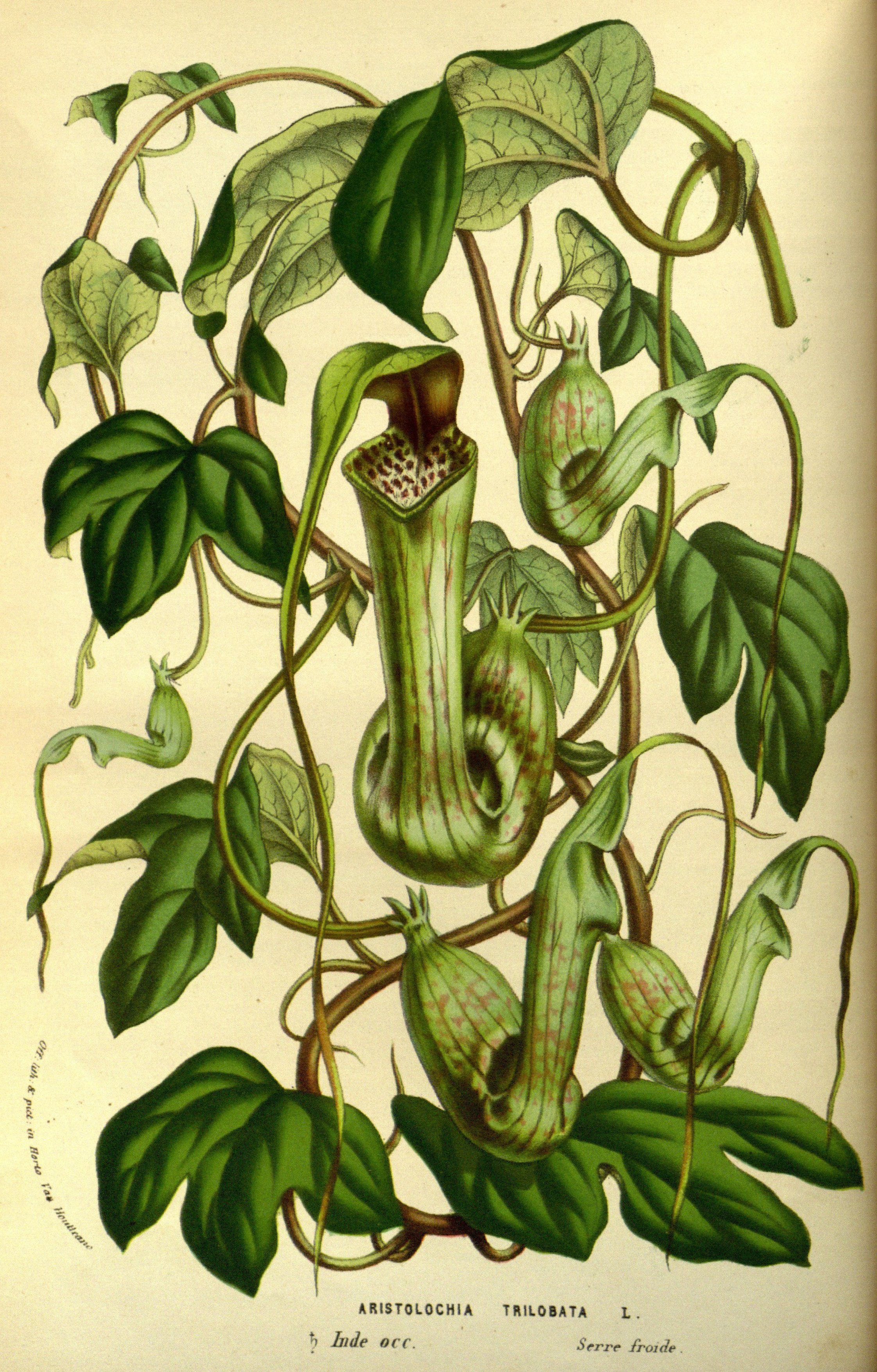
Illustration von Aristolochia trilobata

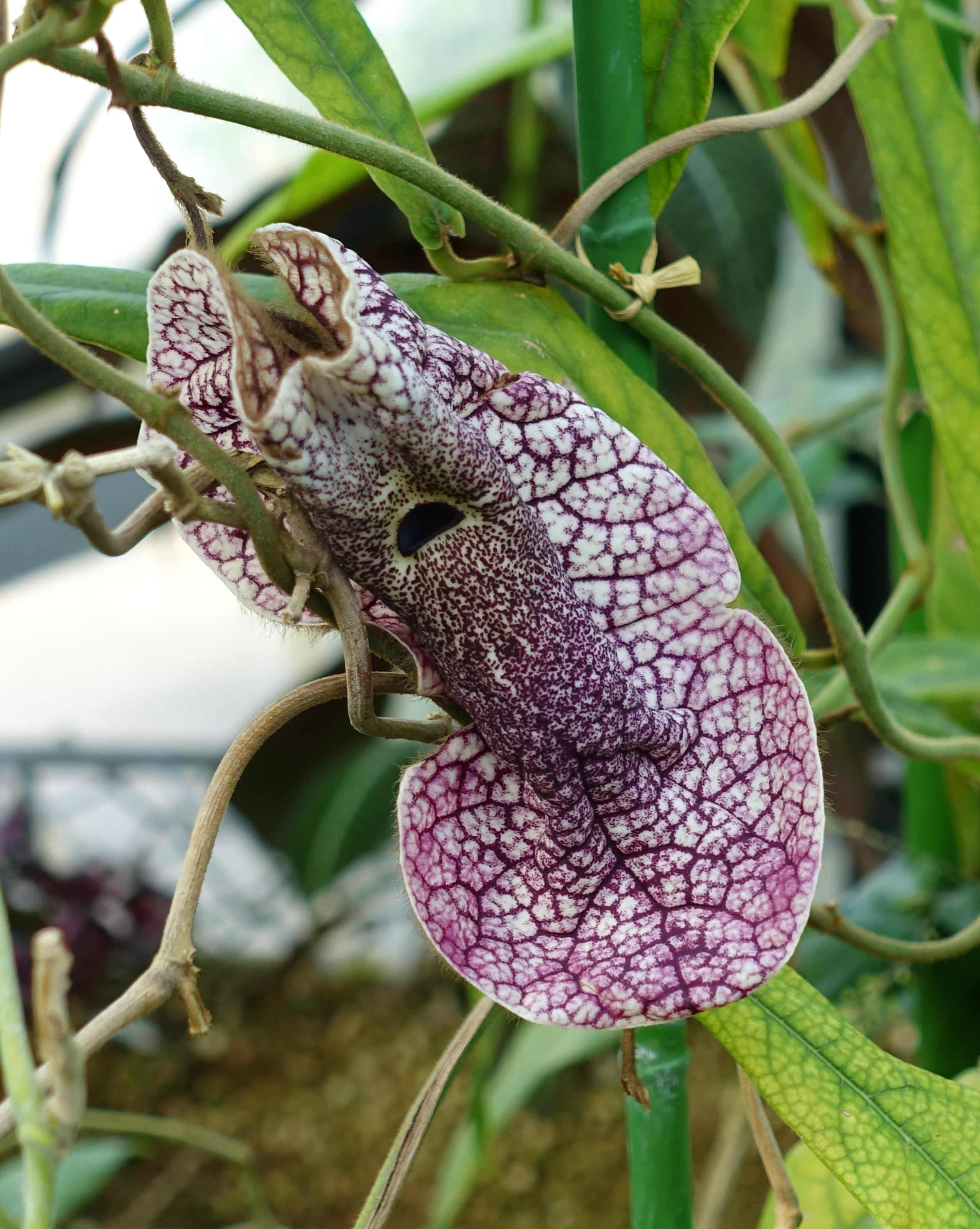
Blüte von Aristolochia westlandii

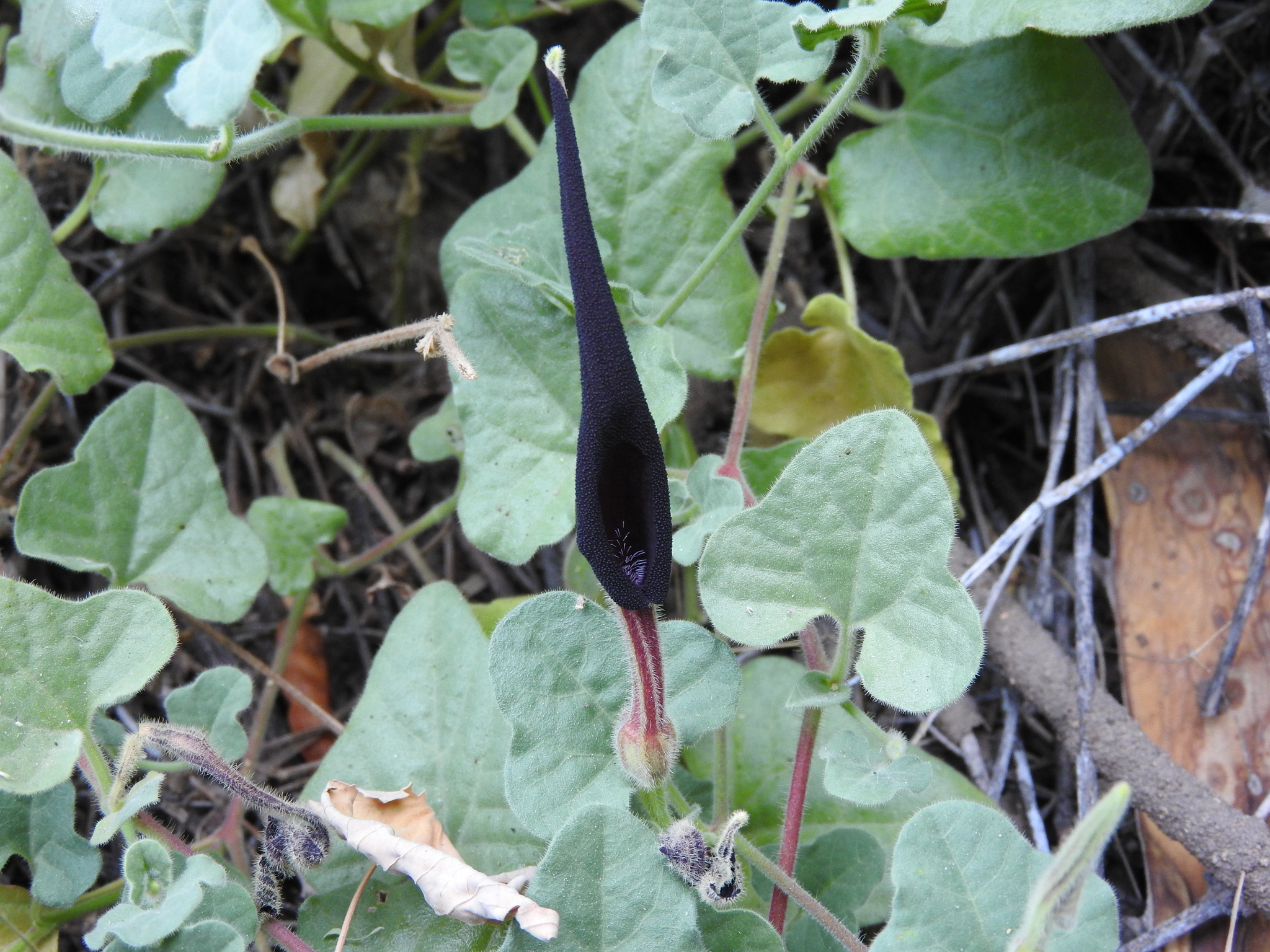
Aristolochia wrightii

Die Gattung Aristolochia wurde durch Wanke 2006 et al. in drei Untergattungen gegliedert: Aristolochia subg. Aristolochia, Aristolochia subg. Siphisia und Aristolochia subg. Pararistolochia. Durch Zhu et al. 2019 wurden die Arten der Untergattung Aristolochia subg. Siphisia in die reaktivierte Gattung Isotrema Raf. gestellt.

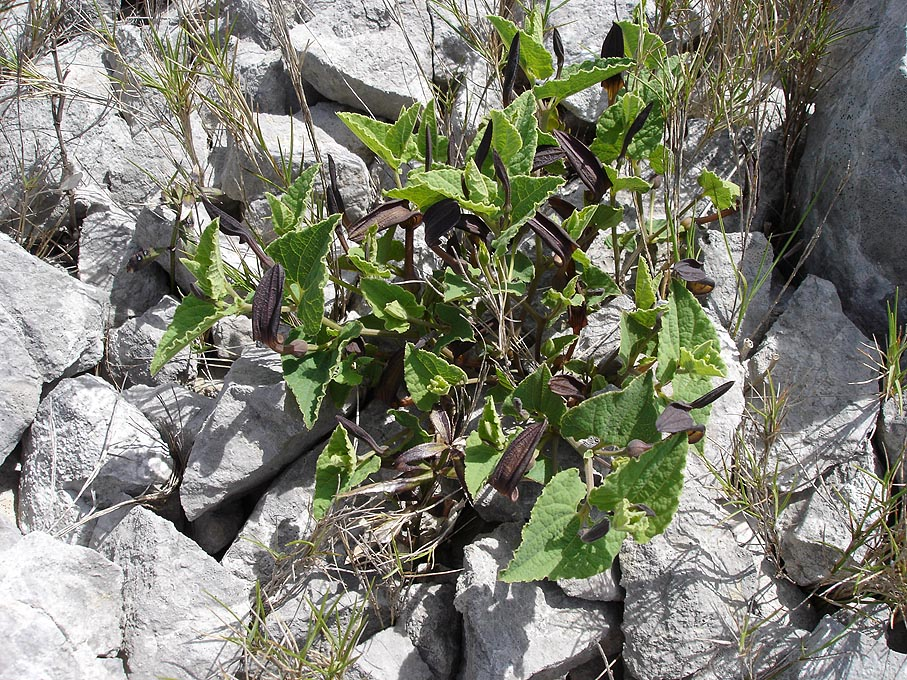
Pistolochia-Osterluzei (Aristolochia pistolochia)

### Arten und ihre Verbreitung
Je nach Autor gibt 300 bis 550 Aristolochia-Arten. Hier die Darstellung Aristolochia s. l. noch vor 2019 (Auswahl):
- Aristolochia acontophylla Pfeifer: Dieser Endemit kommt nur im mexikanischen Bundesstaat Colima vor.[11]
- Aristolochia acuminata Lam. (Synonym: Aristolochia angulosa Wall. ex Duch., Aristolochia eschscholtzii Ledeb. ex Duchesne, Aristolochia japonica Miq., Aristolochia longifolia Roxb., Aristolochia megalophylla K.Schum., Aristolochia mindanaensis Warb., Aristolochia moluccana Duch., Aristolochia nervosa Duch., Aristolochia roxburghiana Klotzsch, Aristolochia sessiflora DC. ex Duch., Aristolochia subsagittata Blanco, Aristolochia tagala Cham., Aristolochia timorensis Decne.): Sie ist in Sri Lanka, Indien, Bangladesch, Nepal, Bhutan, Myanmar, Thailand, Vietnam, Kambodscha, China, Taiwan, Japan, Indonesien, Malaysia, auf den Philippinen, Papua-Neuguinea, auf den Salomonen und in Australien weitverbreitet.[1]
- Aristolochia acutifolia Duch.: Sie kommt im tropischen Südamerika vor.[11]
- Aristolochia adalica Tosunoglu & Malyer: Sie wurde 2014 aus der südwestlichen Türkei erstbeschrieben.[10]
- Aristolochia albertiana Ahumada: Sie kommt vom südlichen Brasilien bis Argentinien vor.[11]
- Aristolochia albida Duch.: Sie ist im Sudan, in Kenia, Tansania, Burundi, Kamerun, Ruanda, in der Demokratischen Republik Kongo, Elfenbeinküste, in Burkina Faso, Senegal, Ghana, Nigeria, Angola, Malawi, Simbabwe, Sambia, auf Madagaskar und Mayotte weitverbreitet.[1]
- Aristolochia albopilosa M.González, S.González & Barrie (Syn.: Aristolochia cordata Eastw. non Aristolochia cordata L.): 2016 wurde mit diesem neuen Namen der ungültig veröffentlichte Name ersetzt. Sie wurde selten gesammelt, es sind nur zwei, 100 km voneinander entfernte, Fundorte im mexikanischen Bundesstaat Durango bekannt.[12]
- Aristolochia alexandriana (Mich.J.Parsons) Buchwalder & Wanke (Syn.: Pararistolochia alexandriana Mich.J.Parsons): Diese Neukombination erfolgte 2014. Sie kommt in Papua-Neuguinea nur in Northern Province sowie Oro Province vor.[13]
- Aristolochia altanii Ilçim & Behçet: Sie wurde 2015 aus der südlichen zentralen Türkei erstbeschrieben.[14]
- Aristolochia amara (Aubl.) Poncy: Es gibt nur steriles Herbarmaterial nur aus Französisch-Guayana. Es ist unklar ob diese Taxon eine eigene Art darstellt.[11]
- Aristolochia andina F.González & I.G.Vargas: Sie wurde 2000 aus Bolivien erstbeschrieben.[11]
- Aristolochia anguicida Jacq.: Sie kommt vom südlichen Mexiko bis Venezuela vor.[11]
- Aristolochia angustifolia Cham.: Sie kommt im nördlichen Brasilien, im nordöstlichen Argentinien, in Paraguay und Uruguay vor.[11]
- Aristolochia annamensis T.V.Do, Wanke & Neinhuis: Sie wurde 2015 aus dem zentralen Vietnam erstbeschrieben.[15]
- Aristolochia apoloensis Rusby: Sie kommt in Bolivien vor.[11]
- Aristolochia arborea Linden: Sie ist vom südlichen Mexiko bis Kolumbien verbreitet.[11]
- Aristolochia arborescens L.: Sie ist von Mexiko bis Kolumbien verbreitet.[11]
- Aristolochia arcuata Mast.: Sie kommt in Brasilien vor.[1]
- Aristolochia arenicola Hance: Sie kommt von Thailand bis Kambodscha vor.[11]
- Aristolochia argentina Griseb.: Sie kommt von Bolivien bis ins nördliche Argentinien vor.[11]
- Aristolochia asclepiadifolia Brandegee
- Aristolochia asperifolia Ule ex Pilg.
- Aristolochia assamica D.Borah & T.V.Do: Sie wurde 2019 erstbeschrieben. Sie kommt im östlichen Himalaja vor und ist bisher nur von zwei Fundorten im Distrikt Papum Pare im indischen Arunachal Pradesh und im Behali Reserve forest in Assam bekannt.[16]
- Aristolochia assisii J.Freitas, Lírio & F.González: Sie wurde 2014 erstbeschrieben. Sie kommt in den brasilianischen Bundesstaaten Bahia sowie Espírito Santo vor.[17]
- Aristolochia atropurpurea Parish ex Hook. f.
- Aristolochia australopithecurus (Mich.J.Parsons) Buchwalder & Wanke (Syn.: Pararistolochia australopithecurus Mich.J.Parsons): Diese Neukombination erfolgte 2014. Dieser Endemit kommt nur in den feuchten Tropen im nordöstlichen Queensland vor.[13]
- Aristolochia auricularia Boiss.: Sie kommt in der Türkei vor.[18]
- Aristolochia austrochinensis C.Y.Cheng & J.S.Ma: Sie gedeiht im Dickicht auf Berghängen ikn Höhenlagen von 400 bis 600 Metern in den chinesischen Provinzen Fujian, Guangdong, Guangxi und Hainan.[19]
- Aristolochia baenzigeri B.Hansen & Phuph.
- Südspanische Osterluzei (Aristolochia baetica L.): Sie kommt in Marokko, Algerien, Portugal, Gibraltar und Spanien vor.[18]
- Aristolochia bahiensis F.González
- Aristolochia balansae Franch.
- Aristolochia bambusifolia C.F.Liang ex H.Q.Wen: Dieser Endemit gedeiht im tropischen Karst nur in Longlin in Guangxi.[19]
- Aristolochia baracoensis R.Rankin
- Aristolochia barbourii Barringer
- Aristolochia baseri Malyer & Erken
- Aristolochia batucensis Wiggins & Rollins
- Aristolochia biakensis (Mich.J.Parsons) Buchwalder & Wanke (Syn.: Pararistolochia biakensis Mich.J.Parsons): Dieser Endemit kommt nur auf den indonesischen Inseln Yapen sopwie Biak vor.[13]
- Aristolochia bianorii Sennen & Pau: Sie kommt nur auf Mallorca und Menorca vor.[18]
- Aristolochia bicolor Ule ex Pilg.
- Aristolochia bilabiata L.: Sie kommt auf karibischen Inseln in Kuba, Haiti, in der Dominikanischen Republik, in Puerto Rico und auf den Amerikanischen Jungferninseln vor.[1]
- Aristolochia billardieri Jaub. & Spach: Sie kommt in der Türkei, Syrien, Libanon, Jordanien und Israel vor.[18]
- Aristolochia bilobata L.
- Aristolochia birostris Duch. (Syn.: Aristolochia allemanii Hoehne): Sie kommt im nordöstlichen Brasilien vor.[11]
- Aristolochia boliviensis Kuntze
- Aristolochia boosii Panter
- Aristolochia bottae Jaub. & Spach
- Aristolochia brachyura Duch.
- Aristolochia bracteolata Lam.: Sie kommt im südlichen Ägypten, im Sudan, Somalia, Tschad, Äthiopien, Eritrea, Dschibuti, Kenia, Tansania, Uganda, Niger, Nigeria, Burkina Faso, auf der Arabischen Halbinsel, in Pakistan, Indien und Sri Lanka vor.[1]
- Aristolochia bracteosa Duch.
- Aristolochia brevifolia (Cham.) Hauman
- Aristolochia brevilabris Bornm.: Sie kommt in der Türkei vor.[18]
- Aristolochia brevipes Benth.
- Aristolochia bridgesii (Klotzsch) Duch.
- Aristolochia buchtieniiO.C.Schmidt
- Aristolochia bukuti Poncy
- Aristolochia bullata Pfeifer
- Aristolochia buntingii Pfeifer
- Aristolochia burchellii Mast.
- Aristolochia burelae Herzog
- Aristolochia burkartii Ahumada
- Aristolochia cabrerae Ahumada
- Aristolochia californica Torr.: Sie gedeiht in Höhenlagen von 50 bis 700, selten bis zu 1000 Metern nur im nördlichen und westlichen Kalifornien vor.[1][2]
- Aristolochia cambodiana Pierre ex Lecomte
- Aristolochia cardiantha Pfeifer
- Aristolochia carterae Pfeifer
- Aristolochia castellanosii Ahumada
- Aristolochia caudata Jacq.
- Aristolochia caulialata C.Y.Wu ex C.Y.Cheng & J.S.Ma: Sie gedeiht in dichten Wäldern in Tälern in den chinesischen Provinzen Fujian und Yunnan.[19]
- Aristolochia cauliflora Ule: Sie kommt in Peru und wahrscheinlich auch im brasilianischen Bundesstaat Amazonas vor.[1]
- Aristolochia ceresensis Kuntze
- Aristolochia ceropegioides S.Moore (Syn.: Pararistolochia ceropegioides (S.Moore) Hutch. & Dalziel): Sie kommt im tropischen Afrika nur in Kamerun sowie Gabun vor.[13]
- Aristolochia chachapoyensis Ahumada
- Aristolochia chalmersii O.C.Schmidt
- Traubige Osterluzei (Aristolochia chamissonis (Klotzsch) Duch.)
- Aristolochia championii Merr. & Chun (Syn.: Aristolochia longifolia Champ. ex Benth. non Roxb., Aristolochia compressicaulis Z.L.Yang): Sie gedeiht in dichten Wäldern in Tälern in Höhenlagen von 500 bis 900 Metern in den chinesischen Provinzen Guangdong, Guangxi, Guizhou sowie Sichuan.[19]
- Aristolochia chasmema Pfeifer
- Aristolochia chiapensis J.F.Ortega & R.V.Ortega
- Aristolochia chilensis Bridges ex Lindl.: Sie kommt in Chile vor.[1]
- Aristolochia chiquitensis Duch.
- Aristolochia chlamydophylla C.Y.Wu: Sie in Wäldern an Berghängen in Höhenlagen von 1000 bis 1300 Metern in den chinesischen Provinzen Guangxi sowie Yunnan.[19]
- Aristolochia chrysochlora Barb.Rodr.
- Aristolochia cilicica P.H.Davis & M.S.Khan: Sie kommt in der Türkei vor.[18]
- Aristolochia claveriana L.Uribe
- Aristolochia clavidenia Griseb.
- Gewöhnliche Osterluzei, Gemeine Osterluzei, Wolfskraut (Aristolochia clematitis L.): Sie ist von Europa bis zum Kaukasusraum und zur Türkei verbreitet.[20] Sie wurde früher wegen der ihr zugesprochenen Heilwirkung angebaut. Sie ist in Nordamerika ein Neophyt.[2]
- Aristolochia clementis Alain: Sie kommt in Kuba vor.[11]
- Aristolochia clusii Lojac.: Sie kommt in Italien, auf Sizilien und in Malta vor.[18]
- Aristolochia clypeata Linden & André
- Aristolochia coadunata Backer
- Aristolochia cochinchinensis T.V.Do: Sie wurde 2015 aus dem südlichen Vietnam erstbeschrieben. Es wurden bisher nur wenige Exemplare im Bu Gia Map National Park und im Ta Dung Nature Reserve gesammelt. Die Bestände sind durch menschliche Tätigkeit fortlaufend gefährdet.[21]
- Aristolochia colimensis Santana Mich.
- Aristolochia colombiana F.González
- Aristolochia colossifolia Hoehne
- Aristolochia conferta Mill.
- Aristolochia consimilis Mast.
- Aristolochia contorta Bunge: Sie kommt in China, Japan, Korea und in Russlands Fernem Osten vor.[1][19]
- Aristolochia conversiae Pfeifer
- Aristolochia cordiflora Mutis ex Kunth
- Aristolochia cordigera (Klotzsch) Duch.
- Aristolochia cornuta Mast. (Syn.: Aristolochia antennifera L.Uribe): Sie kommt vom südöstlichen Kolumbien bis Peru und dem nördlichen Brasilien vor.[11]
- Aristolochia cortinata Reinecke
- Aristolochia coryi I.M.Johnst.: Sie kommt in Texas und in Mexiko vor.[2]
- Aristolochia crassinervia O.C.Schmidt
- Aristolochia cremersii Poncy
- Kretische Osterluzei (Aristolochia cretica Lam.)
- Kleine Osterluzei (Aristolochia cruenta Barringer)
- Aristolochia cubensis Linden
- Aristolochia cucurbitifolia Hayata: Sie gedeiht in Mischwäldern in Höhenlagen von etwa 500 Metern in Taiwan.[19]
- Aristolochia cucurbitoides C.F.Liang: Sie kommt in Myanmar und in den chinesischen Provinzen Guangxi, Guizhou sowie Yunnan vor.[19]
- Aristolochia curtisii King ex Gamble
- Aristolochia curviflora Malme
- Hängende Osterluzei (Aristolochia cymbifera Mart.): Sie kommt im südöstlichen Brasilien vor.[1]
- Aristolochia cynanchifolia Mart.
- Aristolochia daemoninoxia Mast.
- Aristolochia dalyi F.González
- Aristolochia dammeriana Mast.
- Aristolochia davilae Calzada, J.G.Flores & O.Téllez
- Aristolochia debilis Sieb. & Zucc. (Syn.: Aristolochia recurvilabra Hance, Aristolochia sinarum Lindl.): Sie kommt in China und Japan vor.[1][19]
- Aristolochia decandra Ding Hou (Syn.: Pararistolochia decandra (Ding Hou) Mich.J.Parsons): Sie kommt im westlichen Borneo nur in Kalimantan vor.[13]
- Aristolochia decursivebracteata Hoehne
- Aristolochia deltantha F.Muell. (Syn.: Aristolochia deltantha F.Muell. var. deltantha, Pararistolochia deltantha (F.Muell.) Mich.J.Parsons): Sie kommt in den feuchten Tropen auf der Halbinsel Cape York im australischen Queensland vor.[13]
- Aristolochia delavayi Franch.: Sie gedeiht im tropischen Karst in Höhenlagen von 1600 bis 1900 Metern in Sichuan und in Lijiang in Yunnan vor.[19]
- Aristolochia deltoidea Kunth: Sie kommt in Peru und im nördlichen Brasilien vor.[11]
- Aristolochia dictyophlebia Merr. & L.M.Perry (Syn.: Pararistolochia dictyophlebia (Merr. & L.M.Perry) Mich.J.Parsons): Dieser Endemit kommt in Papua-Neuguinea nur in der Provinz Morobe vor.[13]
- Aristolochia didyma S.Moore
- Aristolochia dielsiana O.C.Schmidt (Syn.: Pararistolochia dielsiana (O.C.Schmidt) Mich.J.Parsons): Dieser Endemit kommt in Papua-Neuguinea nur in der Provinz East Sepik vor.[13]
- Aristolochia dilatata N.E.Br.
- Aristolochia dinghoui Favio González & O.Poncy
- Aristolochia disticha Mast.
- Aristolochia domingensis Ekman & O.C.Schmidt
- Aristolochia dongnaiensis Pierre ex Lecomte
- Aristolochia droseroides Hoehne
- Aristolochia durangensis Pfeifer
- Aristolochia echinata Barb.Rodr.
- Aristolochia eggersii Hoehne
- Aristolochia ehrenbergiana Cham.
- Aristolochia ekmanii O.C.Schmidt
- Aristolochia elegans Mast.: Sie kommt ursprünglich in Kolumbien, Ecuador, Bolivien, Peru, Brasilien, Argentinien und Paraguay vor.[1]
- Aristolochia elongata (Duch.) E.Nardi: Sie kommt in Albanien und in Griechenland vor.[18]
- Aristolochia embergeri Nozeran & N.Hall
- Aristolochia emiliae Santana Mich. & Solís
- Aristolochia engleriana O.C.Schmidt (Syn.: Pararistolochia engleriana (O.C.Schmidt) Mich.J.Parsons): Dieser Endemit kommt in Papua-Neuguinea nur in der Provinz East Sepik vor.[13]
- Aristolochia erecta L.: Sie kommt in Texas und in Mexiko vor.[2]
- Aristolochia eriantha Mart.
- Aristolochia ernestulei Hoehne
- Aristolochia esoterica Pfeifer
- Aristolochia esperanzae Kuntze: Sie kommt in Brasilien, Argentinien, Bolivien und Paraguay vor.[1]
- Aristolochia fangchi Y.C.Wu ex L.D.Chow & S.M.Hwang: Sie gedeiht in dichten Wäldern, im Dickicht und an Hängen in Höhenlagen von 500 bis 1000 Metern in den chinesischen Provinzen Guangdong, Guangxi sowie Guizhou.[1]
- Aristolochia filipendula Duch.
- Aristolochia fimbriata Cham.: Sie kommt in Brasilien, Argentinien, Paraguay und Uruguay vor.[1]
- Aristolochia flava Poncy
- Aristolochia flexuosa Duch.
- Aristolochia floribunda Lem.
- Aristolochia foetida Kunth
- Aristolochia fontanesii Boiss. & Reut.: Sie kommt in Algerien vor.[18]
- Aristolochia fordiana Hemsl.: Sie in Höhenlagen von 500 bis 700 Metern in den chinesischen Provinzen Guangdong sowie Guangxi.[1]
- Aristolochia forrestiana J.S.Ma: Sie kommt in Yunnan vor.[19]
- Aristolochia fosteri Barringer
- Aristolochia foveolata Merr.: Sie kommt auf den Philippinen und in Taiwan vor.[19]
- Aristolochia fragrantissima Ruiz
- Aristolochia fuertesii Urb.
- Aristolochia fujianensis S.M.Hwang: Sie kommt in den chinesischen Provinzen Fujian und Zhejiang vor.[19]
- Aristolochia fulvicoma Merr. & Chun: Sie gedeiht in dichten Wäldern in Höhenlagen von 200 bis 600 Metern auf der großen Insel Hainan.[19]
- Aristolochia gabonensis Buchwalder & Wanke (Syn.: Pararistolochia fimbriata M.L.Leal & D.Nguema): Diese Neukombination erfolgte 2014. Sie kommt nur im westafrikanischen Gabun vor.[13]
- Aristolochia gardneri Duch.
- Aristolochia gaudichaudii Duch.
- Aristolochia gehrtii Hoehne
- Aristolochia geniculata E.Nardi: Sie kommt in der Türkei vor.[18]
- Aristolochia gentilis Franch. (Syn.: Aristolochia gracillima Hemsl.): Sie gedeiht in Höhenlagen von 1200 bis 2700 Metern in den chinesischen Provinzen in Sichuan sowie Yunnan.[19]
- Aristolochia georgica R.E.Schult.
- Aristolochia gibertii Hook.
- Große Osterluzei (Aristolochia gigantea Mart.): Sie kommt in den brasilianischen Bundesstaaten Bahia, Minas Gerais, Parana sowie São Paulo vor.[1]
- Aristolochia ginzbergeri Ahumada
- Aristolochia glaberrima Hassl.
- Aristolochia glandulosa J.Kickx f.: Sie kommt in Kuba vor.[1]
- Aristolochia glaucescens Kunth
- Aristolochia glaucifolia Ridl.
- Aristolochia glossa Pfeifer
- Aristolochia goldieana Hook. f. (Syn.: Pararistolochia goldieana (Hook. f.) Hutch. & Dalziel): Sie kommt im tropischen Afrika in Kamerun, Guinea, Nigeria sowie Sierra Leone vor.[13]
- Aristolochia goliathiana Mich.J.Parsons
- Aristolochia gongchengensis Y.S.Huang, Y.D.Peng & C.R.Lin: Sie wurde 2015 aus dem tropischen Karst in Guangxi erstbeschrieben.[22]
- Rote Osterluzei (Aristolochia gorgona M.A.Blanco)
- Aristolochia goudotii Duch.
- Aristolochia gourigangaica N.C.Nair
- Aristolochia gracilifolia O.C.Schmidt (Syn.: Pararistolochia gracilifolia (O.C.Schmidt) Mich.J.Parsons): Dieser Endemit kommt in Papua-Neuguinea nur in den Provinzen East Sepik sowie Sandaun vor.[13]
- Zarte Osterluzei (Aristolochia gracilis Duch.)
- Großblütige Osterluzei (Aristolochia grandiflora Sw.): Sie kommt von Mexiko über Guatemala, El Salvador, Belize, Honduras, Nicaragua, Costa Rica, Panama bis Kolumbien und Ecuador vor.[1]
- Aristolochia grandis Craib
- Aristolochia griffithii Hook. f. & Thomson ex Duch. (Syn.: Aristolochia yunnanensis Franch.): Sie kommt im nordöstlichen Indien, in Nepal, Bhutan, Sikkim, Myanmar, Tibet und Yunnan vor.[19]
- Aristolochia guadalajarana S.Watson
- Aristolochia guentheri O.C.Schmidt
- Aristolochia guianensis Poncy
- Aristolochia guichardii P.H.Davis & M.S.Khan: Sie kommt in der Türkei und auf Inseln in der Ägäis vor.[18]
- Aristolochia hainanensis Merr.: Es gibt seit 2017 zwei Unterarten:[23]
  - Aristolochia hainanensis Merr. subsp. hainanensis (Syn.: Aristolochia carinata Merr. & Chun): Sie gedeiht in Wäldern in Tälern in Höhenlagen von 800 bis 1200 Metern in den chinesischen Provinzen Hainan sowie Guangxi.[19]
  - Aristolochia hainanensis subsp. yingjiangensis X.X.Zhu & J.S.Ma: Sie wurde 2017 aus Yunnan erstbeschrieben.[23]
- Aristolochia haitiensis Ekman & O.C.Schmidt
- Aristolochia hansenii Phuph.
- Aristolochia harmandiana Pierre ex Lecomte
- Aristolochia hatschbachii Ahumada
- Aristolochia helix Phuph.
- Aristolochia heppii Merxm.
- Aristolochia hians Willd.
- Aristolochia hilariana Duch.
- Aristolochia hirta L.: Sie kommt in Griechenland, in der europäischen und asiatischen Türkei und in der Ägäis vor.[18]
- Aristolochia hispida Pohl ex Duch.
- Aristolochia hockii De Wild.
- Aristolochia hoehneana O.C.Schmidt
- Aristolochia holostylis F.González: Sie kommt in Brasilien, im östlichen Bolivien und in Paraguay vor.[1]
- Aristolochia holtzei F.Muell.
- Aristolochia hookeriana Craib
- Aristolochia howii Merr. & Chun: Sie gedeiht in Mischwäldern in Höhenlagen von 200 bis 600 Metern auf der größten chinesischen Insel Hainan.[19]
- Aristolochia huberiana S.Moore
- Aristolochia huebneriana O.C.Schmidt
- Aristolochia humilis Merr.
- Aristolochia hypoglauca Kuhlm.
- Aristolochia hyrcana P.H.Davis & M.S.Khan
- Aristolochia iberica Fisch. & C.A.Mey. ex Duch.: Sie kommt in der Türkei, in Georgien und in Aserbaidschan vor.[18]
- Aristolochia imbricata Mast.
- Aristolochia impressinervis C.F.Liang: Sie gedeiht im tropischen Karst in Höhenlagen von etwa 400 Metern nur in Guangxi vor.[19]
- Aristolochia impudica J.F.Ortega
- Aristolochia incisa Duch.: Sie kommt in der Türkei und auf Inseln in der Ägäis vor.[18]
- Aristolochia incisiloba Jongkind (Syn.: Pararistolochia incisiloba (Jongkind) Leal & Nguema): Sie kommt nur im westafrikanischen Gabun vor.[13]
- Aristolochia indica L.: Sie kommt ursprünglich in Indien und Sri Lanka vor und ist in Australien ein Neophyt.[1]
- Aristolochia inflata Kunth
- Aristolochia insignis Verschaff.
- Aristolochia insolita J.Freitas & M.Peixoto: Sie wurde 2017 aus dem brasilianischen Bundesstaat Rio de Janeiro erstbeschrieben. Sie wurde bisher nur in einem halbimmergrünen Wald, Fragment des Mata Atlântica, in der Stadt Macuco gefunden. Da es nur diesen einen Fundort gibt und das Habitat durch menschliche Einflüsse fortlaufend beeinträchtigt wird, wird sie als stark gefährdet eingeschätzt.[24]
- Aristolochia iquitensis O.C.Schmidt
- Aristolochia isaurica E. Nardi: Sie kommt in der Türkei vor.[18]
- Aristolochia islandica Pfeifer
- Aristolochia jackii Steud.
- Aristolochia jauruensis Hoehne
- Aristolochia jianfenglingensis HanXu, Y.D.Li & H.Q.Chen: Sie wurde 2011 erstbeschrieben. Sie wurde bisher direkt unterhalb von 1000 Metern im Jianfengling National Nature Reserve auf Hainan gefunden.[19]
- Aristolochia jingiangensis H.Zhang & C.K.Hsieh
- Aristolochia ju-ju S.Moore (Syn.: Pararistolochia ju-ju (S.Moore) Hutch. & Dalziel): Sie kommt nur im westafrikanischen Nigeria vor.[13]
- Aristolochia kaempferi Willd. (Syn.: Aristolochia chrysops (Stapf) E.H.Wilson ex Rehder, Aristolochia dabieshanensis C.Y.Cheng & W.Yu, Aristolochia heterophylla Hemsl., Aristolochia mollis Dunn, Aristolochia neolongifolia J.L.Wu & Z.L.Yang, Aristolochia shimadae Hayata): Sie kommt in Japan, Taiwan und in den chinesischen Provinzen Anhui, südliches Gansu, westliches Hubei, Shaanxi sowie westliches Sichuan vor.[19]
- Aristolochia kanukuensis Feuillet
- Aristolochia karwinskii Duch.
- Aristolochia kepara (Mich.J.Parsons) Buchwalder & Wanke (Syn.: Pararistolochia kepara Mich.J.Parsons): Diese Neukombination erfolgte 2014. Sie kommt in Papua-Neuguinea nur in Northern Province sowie Oro Province vor.[13]
- Aristolochia kerrii Craib
- Aristolochia killipiana O.C.Schmidt
- Aristolochia klossii Ridl.
- Aristolochia klugii O.C.Schmidt
- Aristolochia kongkandae Phuph.
- Aristolochia krausei P.H.Davis: Sie kommt in der Türkei vor.[18]
- Aristolochia krisagathra Sivar. & Pradeep
- Aristolochia krukoffii O.C.Schmidt
- Aristolochia kunmingensis C.Y.Cheng & J.S.Ma (Syn.: Aristolochia salweenensis C.Y.Cheng & J.S.Ma): Sie gedeiht im Dickicht an Berghängen in Höhenlagen von etwa 2000 Metern in den chinesischen Provinzen Guizhou sowie Yunnan.[19]
- Aristolochia kwangsiensis Chun & F.C.How ex S.Yun Liang: Sie in Wäldern an Berghängen in Höhenlagen von 600 bis 1600 Metern in den chinesischen Provinzen Fujian, Guangdong, Guangxi, Guizhou, Hunan, Sichuan, Yunnan und Zhejiang vor.[19]
- Gallen-Osterluzei (Aristolochia labiata Willd., Syn.: Aristolochia brasiliensis Mart., Aristolochia galeata Mart.): Sie kommt in Brasilien vor.[1]
- Aristolochia lagesiana Ule ex Pilg.
- Aristolochia laheyana (Mich.J.Parsons) Buchwalder & Wanke (Syn.: Aristolochia deltantha var. laheyana F.M.Bailey, Pararistolochia laheyana (F.M.Bailey) Mich.J.Parsons): Diese Neukombination erfolgte 2014. Dieser Endemit kommt im australischen Queensland an der Grenze zu New South Wales vor.[13]
- Aristolochia lanceolatolorata S.Moore
- Aristolochia lassa I.M.Johnst.
- Aristolochia lauterbachiana O.C.Schmidt
- Aristolochia ledongensis HanXu, Y.D.Li & H.J.Yang: Sie wurde 2011 erstbeschreiben. Sie wurde bisher nur in Höhenlagen von etwa 300 Metern im Jianfengling National Nature Reserve auf Hainan gefunden.[19]
- Aristolochia leonensis Mast. (Syn.: Pararistolochia leonensis (Mast.) Hutch. & Dalziel): Sie kommt im tropischen Westafrika in der Elfenbeinküste, in Guinea, Liberia sowie Sierra Leone vor.[13]
- Aristolochia leprieurii Duch.
- Aristolochia leptosticta Urb.
- Aristolochia leuconeura Linden (Syn.: Aristolochia argyroneura Hoehne ex Uribe): Sie kommt in Costa Rica, Panama, Kolumbien und in Peru vor.[1]
- Aristolochia leytensis Merr.
- Aristolochia limai Hoehne
- Aristolochia lindeniana Duch.
- Lindners Osterluzei (Aristolochia lindneri A.Berger)
- Aristolochia linearifolia C.Wright ex Griseb.
- Aristolochia lingua Malme
- Aristolochia lingulata Ule ex Pilg.
- Aristolochia linnemannii Warb.
- Gespensterpflanze (Aristolochia littoralis Parodi, Syn.: Aristolochia elegans Mast.)
- Aristolochia liukiuensis Hatus.
- Aristolochia loefgrenii Hoehne
- Aristolochia longa L. (im Mittelalter Aristologia longa oder Aristologia rotunda genannt[25][26])
- Aristolochia longgangensis C.F.Liang: Sie gedeiht im tropischen Karst in Vietnam und Guangxi vor.[19]
- Aristolochia longiflora Engelm. & A.Gray
- Aristolochia longipes S.Watson
- Aristolochia longiracemosa B.Hansen & Phuph.
- Aristolochia longispathulata F.González
- Aristolochia longlinensis Yan Liu & L.Wu: Sie wurde 2015 aus dem westlichen Guangxi erstbeschrieben:[27]
- Aristolochia lozaniana F.González
- Gelbe Osterluzei (Aristolochia lutea Desf.): Sie kommt in Italien, auf Sizilien, in Kroatien, Slowenien, Österreich, Ungarn, Bulgarien, Rumänien, Albanien, Griechenland und im europäischen sowie asiatischen Teil der Türkei vor.[18]
- Aristolochia lutescens Duch.
- Aristolochia luzmariana Santana Mich.
- Aristolochia lycica P.H.Davis & M.S.Khan: Sie kommt in der Türkei vor.[18]
- Aristolochia macedonica Bornm.
- Aristolochia macrocarpa Duch. non C.Y.Wu & S.K.Wu ex D.D.Tao[28] (Syn.: Pararistolochia macrocarpa (Duch.) Poncy, Aristolochia soyauxiana Oliv., Pararistolochia soyauxiana (Oliv.) Hutch. & Dalziel, Aristolochia staudtii Engl., Pararistolochia staudtii (Engl.) Hutch. & Dalziel, Aristolochia flos-avis A.Chev., Pararistolochia flos-avis (A.Chev.) Hutch. & Dalziel, Aristolochia tessmannii Engl., Aristolochia tribrachiata S.Moore, Pararistolochia tribrachiata (S.Moore) Hutch. & Dalziel): Sie ist im tropischen Afrika in der Elfenbeinküste, in der Zentralafrikanischen Republik, Demokratischen Republik Kongo, Republik Kongo, in Angola (nur in der Provinz Cabinda), Kamerun, Gabun, Ghana, Äquatorial-Guinea, Liberia sowie Nigeria verbreitet.[13]
- Aristolochia macgregorii Merr.
- Amerikanische Pfeifenwinde (Aristolochia macrophylla Lam., Syn.: Aristolochia durior Hill, Aristolochia sipho L'Hér., Aristolochia arkasana Lodd., Aristolochia frutescens Marshall, Aristolochia grandifolia Salisb., Aristolochia hitchcockii Gand.): Sie ist ursprünglich in den östlichen US-Bundesstaaten Pennsylvania, West Virginia, nördliches Georgia, östliches Kentucky, westliches Maryland, westliches North Carolina, South Carolina, Tennessee sowie westliches Virginia verbreitet.[2][1] In Kanada und in Deutschland ist sie ein Neophyt.[1] Sie wird in gemäßigten Gebieten als Schlingpflanze in Parks und Gärten verwendet.
- Aristolochia macrorrhyncha Hoehne
- Aristolochia macroura Ortega
- Aristolochia malacophylla Standl.
- Aristolochia malmeana Hoehne
- Aristolochia manantlanensis Santana Mich.
- Aristolochia manaosensis Ahumada
- Aristolochia mannii Hook. f. (Syn.: Pararistolochia mannii (Hook. f.) Keay): Sie kommt im tropischen Afrika in der Elfenbeinküste, Republik Kongo, in Nigeria und Benin vor.[13]
- Aristolochia manokwariensis (Mich.J.Parsons) Buchwalder & Wanke (Syn.: Pararistolochia manokwariensis Mich.J.Parsons): 2014 erfolgte diese Neukombination. Dieser Endemit kommt nur im Regierungsbezirk Manokwari in der Provinz Papua Barat in Westneuguinea vor.[13]
- Mandschurische Pfeifenwinde (Aristolochia manshuriensis Kom.): Sie kommt in China[19] und vielleicht Korea sowie in Russlands Fernem Osten vor.[1]
- Aristolochia maranonensis O.C.Schmidt
- Aristolochia marianensis Ahumada
- Aristolochia marshii Standl.
- Aristolochia mathewsii Duch.
- Aristolochia maurorum L.
- Aristolochia maxima Jacq.: Sie kommt ursprünglich in Zentral- und Südamerika vor und ist in Florida ein Neophyt.[2]
- Aristolochia medellinensis Hoehne
- Aristolochia medicinalis R.E.Schult.
- Aristolochia megalophylla K.Schum.
- Aristolochia melanoglossa Speg.
- Aristolochia melastoma Silva Manso ex Duch.
- Aristolochia melgueiroi Barringer & F.Guánchez
- Aristolochia membranacea Merr.
- Aristolochia meridionaliana (Mich.J.Parsons) Buchwalder & Wanke (Syn.: Pararistolochia meridionaliana Mich.J.Parsons): Diese Neukombination erfolgte 2014. Die zwei Unterarten kommen nur in Papua-Neuguinea vor.[13]
- Aristolochia meridionalis E.M.Ross
- Aristolochia merxmuelleri Greuter & E.Mayer: Sie kommt nur in Serbien vor.[18]
- Aristolochia micrantha Duch.
- Aristolochia microphylla Sessé & Moç.
- Aristolochia microstoma Boiss. & Spruner: Sie kommt in Griechenland vor.[18]
- Aristolochia mindanaensis Warb.
- Aristolochia minutiflora Ridl. ex Gamble
- Aristolochia mishuyacensis O.C.Schmidt
- Aristolochia mollissima Hance: Sie gedeiht in Höhenlagen von 100 bis 900 Metern in den chinesischen Provinzen südliches Anhui, Guizhou, Henan, Hubei, Hunan, Jiangsu, Jiangxi, Shaanxi, Shandong, Shanxi sowie Zhejiang.[19]
- Aristolochia moluccana Duch.
- Aristolochia momandul K.Schum (Syn.: Pararistolochia momandul (K.Schum.) Mich.J.Parsons): Diese Neukombination erfolgte 2014. Sie kommt in Papua-Neuguinea nur in den Provinzen Madang sowie Morobe vor.[13]
- Aristolochia montana Ekman & O.C.Schmidt
- Aristolochia morae F.González
- Aristolochia mossii S.Moore
- Chinesische Pfeifenwinde (Aristolochia moupinensis Franch., Syn.: Aristolochia bonatii H.Lév., Aristolochia jinshanensis Z.L.Yang & S. X.Tan): Sie gedeiht in Höhenlagen von 2000 bis 3200 Metern in den chinesischen Provinzen Fujian, Guizhou, Hunan, Jiangxi, Sichuan, Yunnan sowie Zhejiang.[19]
- Aristolochia mutabilis Pfeifer
- Aristolochia mycteria Pfeifer
- Aristolochia nahua Paizanni & Santana Mich.: Sie wurde 2016 aus dem westlichen mexikanischen Bundesstaat Jalisco erstbeschrieben.[29]
- Aristolochia nakaoi Maek.
- Aristolochia nana S.Watson
- Aristolochia nardiana I.M.Turner
- Aristolochia nauseifolia Mich.J.Parsons
- Aristolochia navicularis E.Nardi: Sie kommt in Algerien, Tunesien, auf Sardinien und Sizilien vor.[18]
- Aristolochia naviculilimba Ding Hou
- Aristolochia neinhuisii T.V.Do: Sie wurde 2017 erstbeschrieben. Sie wurde bisher nur in feuchten Böden im tropischen immergrünen Lorbeerwald entlang von Fließgewässern im Bidoup-Nui Ba Nationalpark im Hochland der vietnamesischen Provinz Lam Dong gefunden.[30]
- Aristolochia nelsonii Eastw.
- Aristolochia neolongifolia J.L.Wu & Z.L.Yang
- Aristolochia nevesarmondiana Hoehne
- Aristolochia novoguineensis O.C.Schmidt
- Aristolochia nuichuaensis T.V.Do & Luu: Sie wurde 2019 erstbeschrieben. Sie wurde bisher nur im Nui Chua Nationalpark im südlichen Vietnam gefunden. Es handelt sich nur um eine kleine Population im nährstoffreichen Böden im tropischen immergrünen Lorbeerwald.[31]
- Aristolochia nummularifolia Kunth
- Aristolochia oaxacana Eastw.
- Aristolochia obliqua S.M.Hwang: Sie gedeiht in Mischwäldern, an Berghängen und feuchten schattigen Standorten in Höhenlagen von 2200 bis 2600 Metern in Yunnan.[1]
- Aristolochia oblongata Jacq.
- Aristolochia occidentalis Santana Mich. & S.Lemus
- Aristolochia odora Steud.
- Aristolochia odoratissima L.: Sie ist von Mexiko über Guatemala, Belize, Honduras, Nicaragua, Costa Rica, Panama bis Kolumbien, Ecuador, Venezuela, Peru, Brasilien, Argentinien, Paraguay und auf Inseln in der Karibik weitverbreitet.[1] Auf den Galapagos-Inseln ist sie ein Neophyt.[1]
- Aristolochia olivieri Colleg. ex Boiss.
- Aristolochia ophioides L.Marión
- Aristolochia oranensis Ahumada
- Aristolochia orbicularis Duch.
- Aristolochia ornithopterae Buchwalder & Wanke (Syn.: Pararistolochia linearifolia Mich.J.Parsons): 2014 wurde dieser neue Name erforderlich da Aristolochia linearifolia Griseb. schon vergeben ist. Dieser Endemit kommt nur auf der Halbinsel Cape York, die zum australischen Queensland gehört, vor.[13]
- Aristolochia ovalifolia Duch.
- Aristolochia ovatifolia S.M.Hwang: Sie gedeiht in Höhenlagen von 1000 bis 1600 Metern in den chinesischen Provinzen Guizhou, Sichuan und Yunnan vor.[19]
- Aristolochia pacayacensis O.C.Schmidt
- Aristolochia paecilantha Boiss.: Sie kommt in der Türkei, in Syrien, im Libanon und in Israel vor.[18]
- Fahle Osterluzei (Aristolochia pallida Willd.): Es gibt etwa zwei Unterarten:
  - Aristolochia pallida subsp. pallida: Sie kommt in Frankreich, Italien, Albanien, Nordmazedonien, Bulgarien und Griechenland vor.[18]
  - Aristolochia pallida subsp. castellana E.Nardi: Sie kommt nur in Spanien vor.[18]
- Aristolochia palmeri S.Watson
- Aristolochia panamensis Standl.
- Aristolochia pannosoides Hoehne
- Aristolochia papillaris Mast.
- Aristolochia papillifolia Ding Hou
- Aristolochia paracleta Pfeifer
- Aristolochia paramaribensis Duch.
- Aristolochia paradisiana (Mich.J.Parsons) Buchwalder & Wanke (Syn.: Pararistolochia paradisiana Mich.J.Parsons): 2014 erfolgte diese Neukombination. Dieser Endemit kommt in Papua-Neuguinea nur in der Provinz East Sepik vor.[13]
- Aristolochia parvifolia Sm.: Sie kommt in Griechenland, auf Kreta, Zypern, auf Inseln in der Ägäis, in der Türkei, Libanon, in Syrien, Jordanien und Israel vor.[18]
- Aristolochia passiflorifolia A.Rich.
- Wenignervige Osterluzei (Aristolochia paucinervis Pomel): Sie kommt auf Madeira, Gran Canaria, Teneriffa, in Marokko, Algerien, Tunesien, Portugal, Spanien und Frankreich vor.[18]
- Aristolochia paulistana Hoehne: Sie kommt in Brasilien vor.[1]
- Aristolochia peltata L.
- Aristolochia peninsularis Brandegee
- Aristolochia pentandra Sessé & Moç.: Sie kommt in Florida, Mexiko, Belize, auf Kuba, auf den Bahamas und in Jamaika vor.[1]
- Aristolochia peninsulensis (Mich.J.Parsons) Buchwalder & Wanke (Syn.: Pararistolochia peninsulensis Mich.J.Parsons): 2014 erfolgte diese Neukombination. Dieser Endemit kommt nur auf der Halbinsel Cape York, die zum australischen Queensland gehört, vor.[13]
- Aristolochia perangustifolia Phuph.
- Aristolochia peruviana O.C.Schmidt
- Aristolochia petelotii O.C.Schmidt (Syn.: Aristolochia austroyunnanensis S.M.Hwang): Sie gedeiht im tropischen Karst in Vietnam und in den chinesischen Provinzen Guangxi sowie südliches Yunnan.[19]
- Aristolochia petenensis Lundell
- Aristolochia pfeiferi Barringer
- Aristolochia phetchaburiensis Chuakul & Saralamp
- Aristolochia philippinensis Warb.
- Aristolochia physodes Ule
- Aristolochia pithecurus Ridl. (Syn.: Pararistolochia pithecurus (Ridl.) Mich.J.Parsons): Dieser Endemit kommt in Papua-Neuguinea nur in der Provinz Central vor.[13]
- Aristolochia pierrei Lecomte
- Aristolochia pilosa Kunth
- Aristolochia piperifolia Griff.
- Pistolochia-Osterluzei (Aristolochia pistolochia L.): Sie kommt in Portugal, Spanien, Andorra,[18] Frankreich, Korsika und Marokko vor.[1]
- Aristolochia platanifolia (Klotzsch) Duch.
- Aristolochia pohliana Duch.
- Aristolochia poluninii P.H.Davis & M.S.Khan: Sie kommt in der Türkei vor.[18]
- Aristolochia polymorpha S.M.Hwang: Sie gedeiht in Wäldern In Höhenlagen unterhalb von 100 bis 200 Metern auf Hainan.[19]
- Aristolochia pontica Lam.: Sie kommt in Georgien und in der Türkei vor.[18]
- Aristolochia poomae Phuph.
- Aristolochia pothieri Pierre ex Lecomte
- Aristolochia praevenosa F.Muell (Syn.: Pararistolochia praevenosa (F.Muell.) Mich.J.Parsons): Dieser Endemit kommt im australischen Queensland an der Grenze zu New South Wales vor.[13]
- Aristolochia preussii Engl. (Syn.: Pararistolochia preussii (Engl.) Hutch.& Dalziel): Sie kommt im tropischen Afrika in Kamerun, Äquatorial-Guinea sowie Gabun vor.[13]
- Aristolochia pringlei Rose
- Aristolochia promissa Mast. (Syn.: Pararistolochia promissa (Mast.) Keay, Aristolochia flagellata Stapf, Aristolochia talbotii S.Moore, Pararistolochia talbotii (S.Moore) Keay, Aristolochia talbotii var. longissima S.Moore, Aristolochia tenuicauda S.Moore, Pararistolochia tenuicauda (S.Moore) Keay, Aristolochia congolana Hauman nom. inval.): Sie ist im tropischen Afrika in der Elfenbeinküste, in der Zentralafrikanischen Republik, in der Republik Kongo, in der Demokratischen Republik Kongo, in Kamerun, Gabun sowie Nigeria verbreitet.[13]
- Aristolochia prostrata Duch.
- Aristolochia pseudotriangularis O.C.Schmidt
- Aristolochia pubera R.Br.
- Aristolochia pubescens Willd. ex Duch.
- Aristolochia pueblana J.F.Ortega & R.V.Ortega
- Aristolochia punctata Lam.
- Aristolochia punjabensis Lace
- Aristolochia purpusii Brandegee
- Aristolochia putumayensis O.C.Schmidt
- Aristolochia quadriflora Gueldenst.
- Aristolochia quangbinhensis T.V.Do: Sie wurde 2014 aus dem zentralen Vietnam erstbeschrieben. Sie ist bisher nur von einem Fundort an den nordöstlichen Hängen eine Bergkette des Phong Nha-Ke Bang National Park in Hoa Luong im Distrikt Minh Hoa in der Provinz Quang Binh bekannt. Die Autoren der Erstbeschreibung vermuten aber, dass diese Art auch in einem angrenzenden Gebiet in Laos vorkommen könnte.[32]
- Aristolochia quercetorum Standl.
- Aristolochia racemosa Brandegee
- Aristolochia raja Mart.
- Aristolochia ramosii Merr.
- Aristolochia rechingeriana Kit Tan & Sorger: Sie kommt in der Türkei vor.[18]
- Aristolochia repens Mill.
- Aristolochia reticulata Nutt.: Sie kommt in den US-Bundesstaaten Arkansas, Louisiana, Oklahoma und Texas vor.[2]
- Aristolochia rhizantha Lundell
- Aristolochia ridicula N.E.Br.: Sie kommt nur im brasilianischen Bundesstaat Mato Grosso vor.[1]
- Aristolochia rigida Duch.: Sie kommt nur in Somalia und im südlichen Jemen vor.[1]
- Aristolochia ringens Vahl: Sie kommt ursprünglich in Peru und im brasilianischen und venezolanischen Amazonasgebiet vor.[1] In Florida, auf Inseln der Karibik, in Zaire, Nigeria, Elfenbeinküste und Thailand ist sie ein Neophyt.[1]
- Aristolochia robertii Ahumada
- Aristolochia rodriguesi Hoehne
- Aristolochia rostrata Pfeifer
- Rundblättrige Osterluzei oder Knollige Osterluzei (Aristolochia rotunda L., traditionell „Runde Hohlwurz“): Sie kommt in drei Unterarten vor in Spanien, Frankreich, Korsika, in der südlichen Schweiz, in Italien, Sardinien, Sizilien, Kroatien, Slowenien, Bosnien und Herzegowina, Montenegro, Albanien, Nordmazedonien, Bulgarien, Griechenland und in der Türkei.[1]
- Aristolochia rugosa Lam.: Sie kommt vor in Brasilien, Bolivien, Venezuela, Guayana, Französisch-Guayana und auf Inseln in der Karibik.[1]
- Aristolochia ruiziana (Klotzsch) Duch.
- Aristolochia rumicifolia Mart.
- Aristolochia rumphii Kostel.: Sie kommt in Indonesien vor.[1]
- Aristolochia rzedowskiana Santana Mich. & Guzm.-Hern.: Sie wurde 2014 erstbeschrieben. Sie wurde bisher nur in den Municipios Cabo Corrientes, Puerto Vallarta, San Sebastián del Oeste sowie Talpa de Allende im mexikanischen Bundesstaat Jalisco gefunden. Sie gedeiht im halbimmergrünen Wald.[33]
- Aristolochia saccata Wall.: Sie kommt im nordöstlichen Indien, in Bhutan, Nepal, Sikkim, Myanmar, Tibet und Yunnan vor.[19]
- Aristolochia sagittifolia Moç. & Sessé ex Ramirez
- Aristolochia samarensis Merr.
- Aristolochia samsunensis P.H.Davis: Sie kommt in der Türkei vor.[18]
- Aristolochia saxicola Hoehne
- Aristolochia schippii Standl.
- Aristolochia schlechteri Lauterb. (Syn.: Pararistolochia schlechteri (Lauterb.) Mich.J.Parsons): Dieser Endemit kommt in Papua-Neuguinea nur in der Provinz Madang vor.[13]
- Aristolochia schottii L.Marión
- Aristolochia schreiteri Ahumada
- Aristolochia schubertioides Hoehne
- Aristolochia schultzeana O.C.Schmidt
- Aristolochia schulzii Ahumada
- Aristolochia schunkeana F.González
- Aristolochia scytophylla S.M.Hwang & D.Y.Chen: Sie gedeiht im tropischen Karst in Höhenlagen von etwa 600 Metern in den chinesischen Provinzen Guangxi, Guizhou, Sichuan und Yunnan vor.[19]
- Aristolochia secunda Pfeifer
- Immergrüne Osterluzei (Aristolochia sempervirens L.): Sie kommt ursprünglich in Griechenland, auf Kreta, Sizilien, Zypern, in der Türkei, in Syrien, im Libanon und in Israel vor.[1] In Frankreich und Italien ist sie ein Neophyt.[1]
- Aristolochia sepicola Mast.
- Aristolochia sepikensis (Mich.J.Parsons) Buchwalder & Wanke (Syn.: Pararistolochia sepikensis  Mich.J.Parsons): Diese Neukombination erfolgte 2014. Sie kommt in Papua-Neuguinea nur in den Provinzen Sandaum sowie West Sepik vor.[13]
- Aristolochia sericea Benth.: Dieser Endemit kommt nur auf der Philippinen-Insel Luzon vor.[1]
- Aristolochia serpentaria L. (Syn.: Aristolochia convolvulacea Small, Aristolochia dodecandra Raf., Aristolochia hastata Nutt., Aristolochia nashii Kearney, Aristolochia officinalis T.Nees, Aristolochia polyrrhizos Spreng., Aristolochia sagittata Muhl. ex Duch., Aristolochia serpentaria var. bartonii (Klotzsch) Duch., Aristolochia serpentaria var. hastata (Nutt.) Alph.Wood, Aristolochia serpentaria var. nashii (Kearney) H.E.Ahles): Sie gedeiht in Höhenlagen von 50 bis 1300 Metern von den zentralen bis in die östlichen Vereinigten Staaten.[2][1]
- Aristolochia sessilifolia (Klotzsch) Duch.
- Aristolochia setosa Duch.
- Aristolochia shimadae Hayata
- Aristolochia siamensis Craib
- Aristolochia sicula Tineo: Dieser Endemit kommt nur auf Sizilien vor.[18]
- Aristolochia silvatica Barb.Rodr.
- Aristolochia sinaloae Brandegee
- Aristolochia singalangensis Korth. ex Ding Hou
- Aristolochia smilacina Duch.
- Aristolochia socorroensis Pfeifer
- Aristolochia sparusifolia (Mich.J.Parsons) Buchwalder & Wanke (Syn.: Pararistolochia sparusifolia Mich.J.Parsons): Diese Neukombination erfolgte 2014. Dieser Endemit kommt nur in den feuchten Tropen im australischen Queensland vor.[13]
- Aristolochia spathulata Duch.
- Aristolochia sprucei Mast.
- Aristolochia stahelii O.C.Schmidt
- Aristolochia stenocarpa Kuntze
- Aristolochia stenophylla Urb.
- Aristolochia stenosiphon P.H.Davis & M.S.Khan: Sie kommt in der Türkei vor.[18]
- Aristolochia steupii Woronow: Sie kommt in Georgien vor.[18]
- Aristolochia stevensii Barringer
- Aristolochia stuckertii Speg.
- Aristolochia stuhlmannii Engl.
- Aristolochia styloglossa Pfeifer
- Aristolochia subclausa S.Watson
- Aristolochia surinamensis Willd.: Sie kommt in Guayana und in Suriname vor.[1]
- Aristolochia sylvicola Standl.
- Aristolochia tagala Cham.: Sie ist in Indien, Bangladesch, Bhutan, Nepal, Sikkim, Myanmar, Thailand, Kambodscha, Vietnam, China, Malaysia, Japan, Indonesien und auf den Philippinen verbreitet.[19]
- Aristolochia taliscana Hook. & Arn.
- Aristolochia tamnifolia (Klotzsch) Duch.
- Aristolochia tentaculata O.C.Schmidt
- Aristolochia tequilana S.Watson
- Aristolochia teretiflora Pfeifer
- Aristolochia tessmannii Engl.
- Aristolochia theriaca Mart. ex Duch.
- Aristolochia thibetica Franch.: Sie gedeiht in Wäldern an Berghängen in Höhenlagen von etwa 2500 Metern in den chinesischen Provinzen Sichuan sowie Yunnan.[19]
- Aristolochia thozetii F.Muell.
- Aristolochia thwaitesii Hook.: Dieser Endemit kommt nur in Hongkong und in Zhuha in Guangdong vor.[19]
- Aristolochia tigrina A.Rich.
- Aristolochia timorensis Decne.
- Aristolochia tithonusiana (Mich.J.Parsons) Buchwalder & Wanke (Syn.: Pararistolochia tithonusiana Mich.J.Parsons): 2014 erfolgte diese Neukombination. Dieser Endemit kommt nur im Regierungsbezirk Manokwari in der Provinz Papua Barat in Westneuguinea vor.[13]
- Filzige Pfeifenblume (Aristolochia tomentosa Sims): Sie kommt in den zentralen und den östlichen Vereinigten Staaten vor.[1]
- Aristolochia tonduzii O.C.Schmidt
- Aristolochia translucida Pfeifer
- Aristolochia transsecta (Chatterjee) C.Y.Wu: Sie kommt in Yunnan und in Myanmar vor.[19]
- Aristolochia transtillifera Ding Hou
- Aristolochia tresmariae Ferris
- Aristolochia triactina Hook. f. (Syn.: Pararistolochia triactina (Hook. f.) Hutch. & Dalziel, Aristolochia stuhlmannii Engl., Aristolochia schweinfurthii Engl., Pararistolochia schweinfurthii (Engl.) Hutch. & Dalziel): Sie ist im tropischen Afrika im Sudan, in der Zentralafrikanischen Republik, in der Demokratischen Republik Kongo, in Angola, Kamerun, Äquatorial-Guinea, Gabun, Ruanda sowie Uganda verbreitet.[13]
- Aristolochia trianaei Duch.
- Aristolochia triangularis Cham.
- Aristolochia tricaudata Lem.
- Aristolochia trichostoma Griseb.
- Aristolochia trilobata L.: Sie kommt ursprünglich in Honduras, Belize, Nicaragua, Costa Rica, Panama, Kolumbien, Brasilien, Argentinien, Uruguay, Venezuela, Guayana, Französisch-Guayana, Suriname und auf Inseln in der Karibik vor.[1]
- Aristolochia tripartita Backer
- Aristolochia trulliformis Mast.
- Aristolochia truncata Fielding & Gardner
- Aristolochia tuberosa C.F.Liang & S.M.Hwang: Sie gedeiht in Höhenlagen von 100 bis 1600 Metern in den chinesischen Provinzen Guangxi, Guizhou, Hubei, Hunan, Sichuan und Yunnan vor.[19]
- Aristolochia tubiflora Dunn (Syn.: Aristolochia triangulifolia W.Yu): Sie gedeiht in Höhenlagen von 100 bis 1700 Metern in den chinesischen Provinzen Anhui, Fujian, Gansu, Guangdong, Guangxi, Guizhou, Henan, Hubei, Hunan, Jiangxi, Sichuan sowie Zhejiang.[19]
- Aristolochia tyrrhena E.Nardi & Arrigoni: Sie kommt nur auf Korsika und Sardinien vor.[18]
- Aristolochia uhdeana Duch.
- Aristolochia ulei Taub.
- Aristolochia urbaniana Taub.
- Aristolochia urupaensis Hoehne
- Aristolochia utriformis S.M.Hwang: Sie gedeiht in Wäldern in Höhenlagen von etwa 1900 Metern in Yunnan.[19]
- Aristolochia valentina Duch.
- Aristolochia variifolia Duch.
- Aristolochia velutina Duch.
- Aristolochia veracruzana J.F.Ortega
- Aristolochia versabilifolia Pfeifer
- Aristolochia versicolor S.M.Hwang: Sie gedeiht in Höhenlagen von 500 bis 1500 Metern in den chinesischen Provinzen Guangxi, Guangdong und Yunna.[19]
- Aristolochia viperina (Chodat & Hassl.) Chodat & Hassl.
- Aristolochia vitiensis A.C.Sm.
- Aristolochia wageneriana Schltdl.
- Aristolochia wardiana J.S.Ma
- Aristolochia warmingii Mast.: Sie kommt in Brasilien vor.[1]
- Aristolochia watsonii Wooton & Standl.: Sie kommt in Arizona, New Mexico und in Mexiko vor.[2]
- Aristolochia weberbaueri O.C.Schmidt
- Aristolochia weddellii Duch.
- Aristolochia weixiensis X.X.Zhu & J.S.Ma: Sie wurde 2015 aus Yunnan erstbeschrieben.[34]
- Aristolochia werdermanniana O.C.Schmidt
- Aristolochia westlandii Hemsl.: Sie gedeiht in Wäldern in Tälern in Höhenlagen von 300 bis 800 Metern in der chinesischen Provinz Guangdong.[19]
- Aristolochia whitei I.M.Johnst.: Sie kommt im mexikanischen Bundesstaat Chihuahua vor.[11]
- Aristolochia williamsii Rusby
- Aristolochia wrightii Seem.: Sie kommt in Texas, New Mexico und in Mexiko vor.[2]
- Aristolochia wuana Zhen W.Liu & Y.F.Deng: Dieser Name wurde 2009 veröffentlicht um Aristolochia macrocarpa C.Y.Wu & S.K.Wu ex D.D.Tao, zu ersetzen, der 1983 unzulässig veröffentlicht wurde, da es schon Aristolochia macrocarpa Duch. 1864 gibt. Sie kommt im südöstlichen Tibet und nordöstlichen Yunnan vor.[19][28]
- Aristolochia xerophytica R.E.Schult.
- Aristolochia yalaensis Phuph.
- Aristolochia yungasensis Rusby
- Aristolochia zebrina J.Freitas & F.González: Sie wurde 2016 aus dem brasilianischen Bundesstaat Espírito Santo erstbeschrieben.
- Aristolochia zenkeri Engl. (Syn.: Pararistolochia zenkeri (Engl.) Hutch. & Dalziel): Sie ist im tropischen Afrika in der Elfenbeinküste, in der Demokratischen Republik Kongo, in der Republik Kongo, in Angola, Kamerun sowie Nigeria verbreitet.[13]
- Aristolochia zhongdianensis J.S.Ma: Dieser Endemit gedeiht in Höhenlagen von 1200 bis 1400 Metern nur in Zhongdian im nordwestlichen Yunnan vor.[19]
- Aristolochia zollingeriana Miq. (Syn.: Aristolochia kankauensis Sasaki, Aristolochia tagala var. kankaoensis (Sasaki) T.Yamaz): Sie kommt in Taiwan, Japan, Indonesien und Malaysia vor.[19]

## Medizinisches
Die Pflanzen sind in allen Teilen giftig. Die enthaltenden Aristolochiasäuren wirken mutagen (krebserzeugend), indem sie mit der Erbsubstanz DNA reagieren. In den 1950er Jahren wird mit Aristoochiasäure verunreinigter Weizen für die Balkannephritis verantwortlich gemacht. In den 1990er Jahren trat in China und Taiwan nach Genuss von Pfeifenblumenaufgüssen vermehrt Nierenversagen bei Frauen auf (Aristolochiasäurenephropathie). Nierenversagen und das Auftreten von bösartigen Tumoren des Harntraktes sind abhängig von der Aufnahmemenge an Aristolochiasäure.

## Weiterführende Literatur
- Joelcio Freitas, Favio González, Odile Poncy, Christian Feuillet, Anderson Alves-Araújo: Floral Geometric Morphometrics unveils A New Cauliflorous Species of Aristolochia (Aristolochiaceae) from the Guiana Shield. In: Phytotaxa. Volume 474, Issue 1, 2020, S. 1–14. doi:10.11646/phytotaxa.474.1.1
- Ya Jin Luo, Shi Dong Ni, Qiang Jiang, Bo Gao Huang, Yan Liu, Song Huang: Aristolochia yachangensis, a new species of Aristolochiaceae from limestone areas in Guangxi, China. In: PhytoKeys. Volume 153, Juli 2020, S. 49–61. doi:10.3897/phytokeys.153.52796
- Jun Wang, Ji-Dong Ya, Cheng Liu, Guang Liu, Feng Cao, Jin-Shuang Ma, Xin-Xin Zhu: Taxonomic studies on the genus Isotrema (Aristolochiaceae) from China: II. I. brevilimbum (Aristolochiaceae), a new species from Guizhou, China. In: PhytoKeys. Volume 152, Juli 2020, S. 15–25. doi:10.3897/phytokeys.152.51760
- Xin Xin Zhu, Hai Lei Zheng, Jun Wang, Yong Qian Gao, Jin Shuang Ma: Taxonomic studies on the genus Isotrema (Aristolochiaceae) from China: I. I. cangshanense, a new species from Yunnan. In: PhytoKeys. Volume 134, Oktober 2019, S. 115–124. doi:10.3897/phytokeys.134.37243
- Hung Viet Lai, Thanh Trung Nguyen, Dung Van Phan, Nikolay G. Prilepsky, Maxim S. Nuraliev, Truong Van Do: Aristolochia binhthuanensis (Aristolochiaceae), a New Species and a Key to the Species of A. Subgen. Aristolochia in Vietnam. In: Annales Botanici Fennici. Volume 56, Issue 4–6, Oktober 2019, S. 241–246.
- Dipankar Borah, Momang Taram, Abhaya Prasad Das, Sumpam Tangjang, Truong Van Do: Aristolochia assamica (Aristolochiaceae), a New Species from the East Himalayas. In: Annales Botanici Fennici. Volume 56, Issue 4–6, Oktober 2019, S. 253–257.
- Joelcio Freitas, Favio González, Anderson Alves-Araújo: Aristolochia lorenae, a new cauliflorous Aristolochia (Aristolochiaceae) from the Brazilian Amazonian Forest. In: Systematic Botany. Volume 44, Issue 1, Februar 2019, S. 101–106. doi:10.1600/036364419X697949
- Bin Yang, Hong-Bo Ding, Shi-Shun Zhou, Xinxin Zhu, Ren Li, Mya Bhone Maw, Yun-Hong Tan: Aristolochia sinoburmanica (Aristolochiaceae), a new species from north Myanmar. In: PhytoKeys. Volume 94, 2018, S. 13–22. doi:10.3897/phytokeys.94.21557
- Xin-Xin Zhu, Bin Shen, Zeng-Peng Sun, Bin Chen, Shuai Liao, Jin-Shuang Ma: Two New Species of Aristolochia (Aristolochiaceae) from Yunnan, China. In: Novon. Volume 26, Issue 3, Oktober 2018, S. 298–306.
- O. V. Nakonechnaya, A. V. Kalachev: Pollen ultrastructure in Aristolochia manshuriensis and A. contorta (Aristolochiaceae). In: Protoplasma. Volume 255, Issue 5, 2018, S. 1309. doi:10.1007/s00709-018-1230-4
- N. Kırımer, B. Demirci, G. Iscan, H. Malyer, A. Tosunoğlu, K. Baser: Characterization of the Volatile Compounds of Five Endemic Aristolochia Species from Turkey. In: Chemistry of Natural Compounds. Volume 54, Issue 4, 2018, S. 777–780. doi:10.1007/s10600-018-2472-2
- X. X. Zhu, S. Liao, Z. P. Sun, A. G. Zhen, J. S. Ma: The taxonomic revision of Asian Aristolochia (Aristolochiaceae) II: Identities of Aristolochia austroyunnanensis, A. dabieshanensis and A. hyperxantha — a new species from Zhejiang, China. In: Phytotaxa. Volume 313, Issue 1, 2017, S. 61–76. doi:10.11646/phytotaxa.313.1.4
- X. X. Zhu, S. Liao, L. Zhang, Z. H. Wang, C. Du, J. S. Ma: The taxonomic revision of Asian Aristolochia (Aristolochiaceae) I: Confirmation and illustration of A. austroszechuanica, A. faucimaculata and A. yunnanensis var. meionantha from China. In: Phytotaxa. Volume 261, Issue 2, 2016, S. 137–146. doi:10.11646/phytotaxa.261.2.3
- Iacopo Luino, Martin W. Callmander, Odile Poncy, Simona Da-Giau, Laurent Gautier: A new Pararistolochia Hutch. & Dalziel (Aristolochiaceae) from the Beanka Tsingy (western Madagascar). In: Candollea Volume 71, Issue 1, Juni 2016, S. 135–141.
- Lei Wu: Aristolochia longlinensis (Aristolochiaceae), a New Species from Western Guangxi, China. In: Novon. Volume 23, Issue 4, Januar 2015, S. 490–493.
- Han Xu, Yi-De Li, Hai-Jun Yang, Huan-Qiang Chen: Two New Species of Aristolochia (Aristolochiaceae) from Hainan Island, China. In: Novon. Volume 21, Issue 2, 2011, S. 285–289.
- Tetsuo Ohi-Toma, Takashi Sugawara, Hiroko Murata, Stefan Wanke, Christoph Neinhuis, Jin Murata: Molecular Phylogeny of Aristolochia sensu lato (Aristolochiaceae) based on Sequences of rbcL, matK, and phyA Genes, with Special Reference to Differentiation of Chromosome Numbers. In: Systematic Botany. Volume 31, Issue 3, 2006, S. 481–492. doi:10.1600/036364406778388656

- Karte mit allen verlinkten Seiten:
- OSM |
- WikiMap